# Coves d'Ajanta
Les coves d'Ajanta són un conjunt d'aproximadament 30 temples budistes tallats en la roca datats d'entre el segle ii aC i al 480 dC. Aquest tipus de conjunts monumentals són anomenats en marathi अजिंठा-वेरूळची लेणी (Ajiṇṭhā vērūḷacī lēṇī), i es tracta d'un típic vihara, és a dir, un conjunt de monestirs i santuaris excavats, on destaquen els frescs i altres pintures parietals.
El recinte arqueològic, ubicat a 115 km d'Aurangabad, es troba a la localitat índia d'Ajanta de l'estat federat de Maharashtra. Específicament, les coves se situen en una zona on el riu Waghora, un afluent del Tapi, que dona pas a un penya-segat semicircular de parets molt verticals, formades per unes roques d'origen volcànic que van permetre excavar sense gran preparació prèvia.
Les coves inclouen pintures i escultures avui dia considerades com un dels millors exemples d'art antic de l'Índia. Encara que la pintura mural va ser abundant en la seva història, tal com ho demostren els registres, les coves 16, 17, 1 i 2 d'Ajanta constitueixen el corpus més gran de pintura mural antiga conservada. Destaquen especialment per la seva capacitat expressiva, representant emocions a través del gest, la postura i la forma. El conjunt és considerat universalment com una de les obres mestres d'art religiós budista.
Les coves es van construir en dues fases, la primera va començar cap al segle ii aC i la segona que es va produir entre el 400 i el 650 aC, segons relats antics, o en un breu període de 460 a 480 aC segons una teoria posterior. El conjunt agrupa antics monestirs i sales de culte de diferents tradicions budistes esculpides en una paret de roca de 75 metres. El programa decoratiu conté principalment les representacions de les reencarnacions de Buda o jataka, alguns episodis de la seva vida, contes pictòrics del Jatakamala d'Aryasura i escultures tallades de deïtats budistes. Les més cèlebres corresponen a les realitzades durant el període d'apogeu de l'art gupta i l'època postgupta. Els registres textuals suggereixen que el complex servia de refugi monsònic per als monjos, així com a lloc de descans per als comerciants i pelegrins.
Les coves d'Ajanta són esmentades a les memòries de diversos viatgers budistes xinesos de l'època medieval a l'Índia, i per un oficial de l'era Akhal mogol a principis del segle xvii. Amb el pas dels segles, van ser cobertes per la frondosa vegetació de la zona i oblidades, fins que l'any 1819 són redescobertes per l'oficial britànic John Smith mentre caçava. L'any 1983 van ser declarades Patrimoni de la Humanitat per la UNESCO, i actualment el monument està sota la cura de l'Archaeological Survey of India (ASI).
Juntament amb les coves d'Ellora, Ajanta és un dels principals atractius turístics de Maharashtra. Ajanta es troba a 100 quilòmetres (62 milles) de les coves d'Ellora, que contenen coves hindús, jainistes i budistes, l'última data d'un període similar a Ajanta. L'estil Ajanta també es troba a les coves d'Ellora i en altres llocs com les coves d'Elephanta, les coves d'Aurangabad, les coves de Shivleni i els temples de les coves de Karnataka.

## Localització i importància de l'entorn
Tal com diu l'Eva Fernández, a l'Índia no existeix una clara divisió entre ànima i corporeïtat, sinó que ambdós aspectes es troben en conjunció total, sent indistingibles l'un de l'altre. Per aquesta raó, l'entorn en el qual se situa l'obra ha de considerar-se conjuntament amb el seu contingut. La natura és el més definitiu condicionant estètic del conjunt, summament determinat per la seva geografia i geologia. Aquest es presenta com un microcosmos, una transmutació de la natura feta art que fa que possible l'experimentació de la totalitat a través de la contemplació plàstica. L'artifici s'empra aquí amb la finalitat de fer parlar a l'espai, fent que l'obra tingui unitat sense fissures amb el seu entorn.
Les coves se situen als peus de la serralada d'Ajanta, on s'estén la planura de Kandesh, formada pel riu Tapi i els seus afluents, un dels quals és el riu Waghora, que forma l'estreta gola semicircular amb les parets verticals on estan excavades les coves. Avui dia pertanyen al districte d'Aurangabad, en l'estat de Maharashtra, però fins a l'any 1947 van formar part dels territoris governats pel Nizam d'Hyderabad.

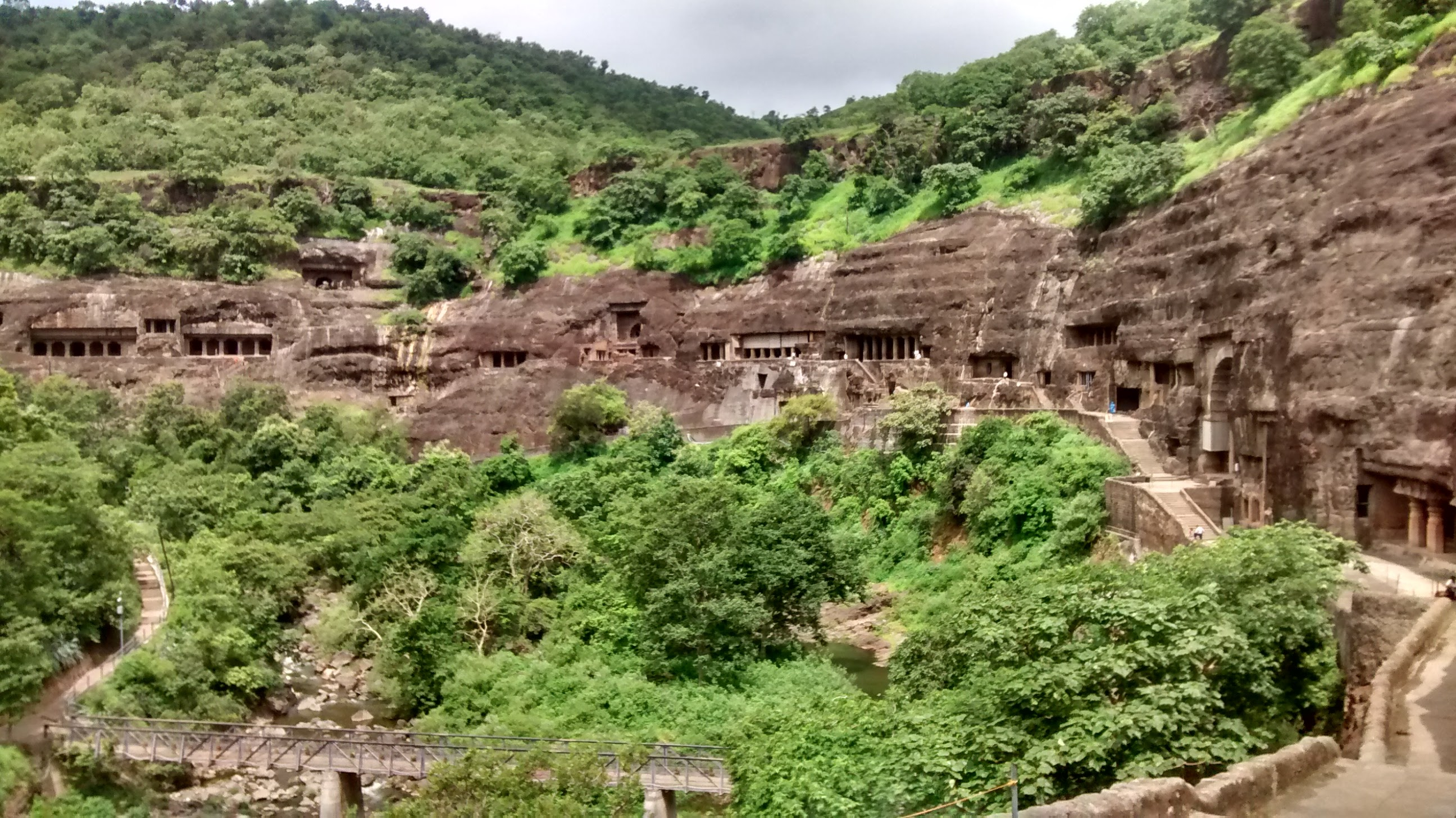
Vista panoràmica de les coves d'Ajanta.

Les coves van ser esculpides directament en la roca basàltica de l'altiplà del Dècan, creat a partir de successives erupcions volcàniques al final del període geològic del Cretaci. La roca està constituïda per capes horitzontals que no requereixen gaire preparació prèvia. Tanmateix, la seva qualitat és una mica variable depenent del lloc, fet que va obligar els artistes a modificar els seus mètodes de treball depenent de la zona. D'altra banda, la inconsistència de la roca en alguns punts també ha provocat esquerdes i esfondraments al llarg segles, com és el cas del pòrtic perdut de la cova 1. L'excavació va començar tallant un estret túnel al nivell del sostre, que es va expandir posteriorment cap avall i cap a fora (les capes de lava són més grolleres com més baixes són). Així ho demostren algunes de les coves incompletes, com ara les vihara parcialment construïdes del 21 al 24, o la cova 28, incompleta i abandonada.
Segurament els mateixos artífexs que van excavar les coves es van encarregar de la realització dels pilars esculpits, dels sostres i d'alguns ídols: els treballs d'escultura i pintura a l'interior eren tasques paral·leles integrades. Es va construir una gran porta d'accés al lloc, a l'àpex de la ferradura del congost, entre les coves 15 i 16, que es feia visible a mesura que un s'acostava des del riu. Aquesta estava flanquejada per elefants i una deïtat serp protectora coneguda com a Nāga. El mateix mètode de treball sembla aplicar-se en altres temples rupestres de l'Índia, com els de l'hinduisme i el jainisme. Alguns dels exemples més notables serien les coves d'Ellora, Ghototkacha, d'Elephanta, Bagh, Badami, o les d'Aurangabad.
Aquesta forma de fer realitza una transformació de respectuosa del paisatge, no el transforma en una cosa completament diferent sinó que juga amb el suport preexistent. Cada esquerda i sortint és aprofitat com a suport escultòric, revelant una veritat oculta en la matèria. La roca ens parla de la seva pròpia essència, el seu color i textura. Les pintures responen a un principi semblant, desenvolupant-se com un tot orgànic al llarg dels murs, fent-los vibrar amb una intensitat intencionada.
L'altre factor important és el clima monsònic-tropical, caracteritzat per la presència d'una estació humida i calorosa acompanyada de pluges torrencials, en contrast amb una altra forta estació seca. Aquest aspecte es va traduir en una percepció cíclica de l'experiència vital, com ara és el cas de la roda del sàmsara (cicle de reencarnacions). Així doncs, el principi de circularitat també és molt present en la concepció del conjunt, que no fa servir la narrativitat lineal o analítica pròpia de la pintura europea.

## Història

Mapa de les Coves d'Ajanta.

Les Coves d'Ajanta es creu que es van construir en dos períodes diferents. Un primer període, Satavahana, que consta des del segle ii aC fins al segle i aC, i un segon període, Vakataka, uns segles més tard pels volts del segle v. El conjunt arqueològic consisteix en 36 fonaments identificables, alguns d'ells descoberts després de la numeració original de les coves que anava de l'1 al 29. Les coves identificades posteriorment han estat numerades per lletres de l'alfabet tals com 15A, exemple de cova numerat entre les coves originals 15 i 16. La numeració de les coves és una convenció per conveniència, ja que no reflecteix l'ordre cronològic de la seva construcció.
La primera fase de construcció hinayana, feta al llarg del segle i aC, es van excavar les coves centrals: els chatya número 9 i 10; i els vihares número 8, 12, 13 i 15, gràcies al mecenatge dels Andhra.
La segona fase, mahayana, es va construir pels volts del segle v, quan es va completar l'excavació de la resta de les coves, paral·lel a la decoració parcial del grup de les anteriors, gràcies al patrocini dels Vakataka (súbdits de l'imperi Gupta).

### Primer període Satavahana
El primer grup de coves Satavahana estan formades per les coves 9, 10, 12, 13 i 15A. D'aquestes coves, la 9 i 10 són estupes (stūpa) que contenen sales d'adoració en forma de chaitya, mentre que les coves 12, 13 i 15A són vihāras. Contenen murals en que es representen històries dels Jatakas. En època Satavahana, les primeres coves, no tenien escultura figurativa destacant només l'stūpa. Les coves posteriors contenen una influència artística del període Gupta, però hi ha diferents opinions sobre la cronología en que es van construir les primeres coves.
Generalment és acceptada la teoria de Walter Spink, en que les coves es van fabricar durant el període de 100 aC fins al 100 dC, probablement sota el patrocini de la Dinastia Hindú Satavahana (230 aC - c. 220 dC) que va governar la regió. Altres datacions, prefereixen el període de l'Imperi Maurya (300 al 100 aC). Segons Walter M. Spink, un cop fetes les coves del període Satavahana, el lloc no es va desenvolupar durant un període considerable fins a mitjans del segle V. No obstant això, les primeres coves estaven en ús durant aquest període latent, i els pelegrins budistes van visitar el lloc, segons els registres deixats pel pelegrí xinès Fa Xian cap al 400dC.

### Coves del període posterior o Vākātaka
La segona fase de construcció de les coves va començar al s. V. Durant un bon temps es va pensar que havien estat dutes a terme durant un extens període que anava des del s. IV fins al s. VII. Tanmateix, una sèrie d'estudis recents de Walter M. Spink han demostrat que van estar fetes durant un breu període entre els anys 460-480, més precisament durant el regnat de l'emperador Harishena de la dinastia Vākāṭaka. Aquesta proposta, encara que amb algunes crítiques, és la més acceptada de forma general pels acadèmics.

La majoria de les coves del segon període es van fer sota el govern del rei Vakataka Harishena.

Aquesta segona fase ha de relacionar-se amb el corrent mahayana, o Gran Vehicle de la tradició budista.
Les coves situades dins d'aquest període són la 1-8, 11, 14-29, algunes possibles extensions de coves anteriors. Les coves 19, 26 i 29 són chaitya-grihas, mentre que la resta són viharas. Les coves més elaborades van ser fetes durant aquest període, encara que també es van reformar i repintar coves ja construïdes.
Segons Spink, és possible establir una cronologia d'aquest període amb un gran nivell de precisió. Encara que el debat continua, les idees de Spink són cada cop més acceptades, encara que sigui només les seves conclusions generals. D'altra banda, la web de l'Archaeological Survey of India (ASI) encara inclou la datació tradicional: "The second phase of paintings started around 5th–6th centuries A.D. and continued for the next two centuries".
Segons Spink, l'activitat constructiva de les incompletes coves d'Ajanta va ser abandonada pels rics mecenes l'any 480 aC, pocs anys després de la mort d'Harishena. No obstant això, segons Spink, les coves van continuar estant en ús durant un període, com ho demostra el desgast en alguns dels forats de pivot a coves construïdes a prop del 480. La segona fase de construccions i decoracions a Ajanta correspon al mateix apogeu de l'Índia clàssica, o època daurada de l'Índia.
Tanmateix, en aquella època, l'Imperi Gupta ja es debilitava per les qüestions polítiques internes i pels assalts dels Hūṇas, de manera que els Vakatakas eren en realitat un dels imperis més poderosos de l'Índia. Alguns dels Hūṇas, els Alchon Huns de Toramana, governaven precisament la zona veïna de Malwa, a la porta del Dècan occidental, en el moment de la realització de les coves Ajanta.
Mitjançant el seu control de vastes zones del nord-oest de l'Índia, els Huns podrien haver actuat com a pont cultural entre la zona de Gandhara i el Dècan occidental, en el moment en què les coves d'Ajanta o de Pitalkhora s'estaven decorant amb alguns dissenys d'inspiració gandhariana, com ara els budes vestits amb túniques de plecs abundants.
Segons Richard Cohen, les coves eren conegudes i van ser fetes servir en temps posteriors, encara que sense la presència d'una comunitat budista estable. Així ho semblen indicar una descripció de les coves feta al s. VII pel viatger xinès Xuan Zang, i els grafits medievals dispersos pels murs. D'altra banda, les coves d'Ajanta també són esmentades al text del segle XVII Ain-i-Akbari d'Abu al-Fazl, on són descrites com a "vint-i-quatre temples rupestres tallats en la roca, cadascun amb ídols notables".

### Ruta de la Seda

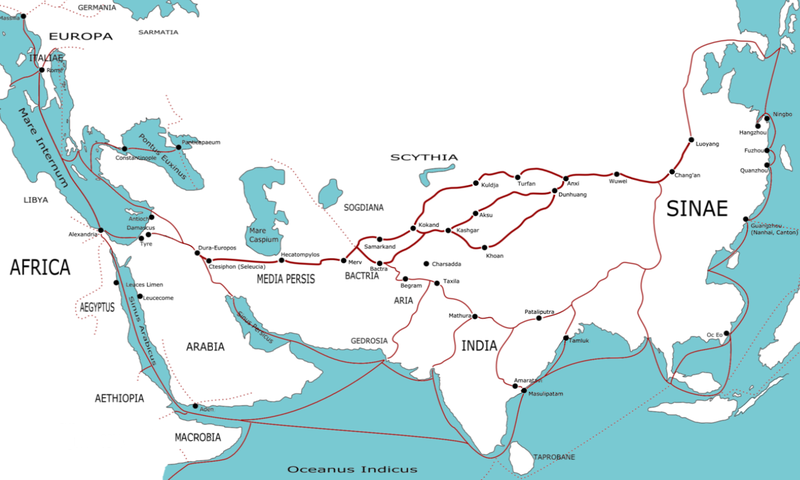
Rutes transasiàtiques s. I dC.

La riquesa artística de les obres d'Ajanta s'ha d'entendre dins del context d'efervescència cultural i econòmica que va comportar l'eclosió de la ruta de la seda. Des de temps remots hi ha evidències de l'existència d'un comerç internacional que segurament es remunta a època protohistòrica; d'altra banda, gràcies a les fonts occidentals, tenim certesa de l'existència d'un comerç continuat i fructífer de l'Índia amb la Mediterrània en els primers segles de la nostra era. Segons Eva Fernández, la ruta comercial índia pot ser estudiada com una ramificació de la Ruta de la Seda principal, que unia la Mediterrània amb la Xina i que, per tant, es pot parlar d'una Ruta de la Seda índia; aquesta afirmació deu, però, ser precisada. Encara sí que és cert que en nombroses ocasions Índia va actuar com a intermediària en el comerç de la seda, no es pot afirmar que a la zona que ens afecta existís en l'antiguitat un comerç basat en aquest producte, ja que no s'ha trobat cap evidència arqueològica que així ho demostri. Es pot parlar d'una Ruta de la Seda índia, en primer lloc, perquè l'anomenada "Ruta de la Seda" no estava exclusivament bolcada al comerç d'aquest material; també es transportaven, mussolines, cotó i en alguns casos esclaus i animals.
Tanmateix, en relació amb aquest tema interessen tres idees principals. La primera és la importància del budisme com a element catalitzador del comerç internacional; la segona, la formació a l'Índia, al llarg de les rutes comercials, d'un art que establiria les bases estilístiques i iconogràfiques de l'art budista universal i, finalment, els canvis socioeconòmics derivats d'aquest comerç, que va donar lloc al naixement d'una nova classe de comerciants que tindria una gran importància en la construcció dels conjunts religiosos excavats.
Hi ha una llarga tradició a l'Índia d'excavar santuaris a la roca viva. Aquest costum havia començat en època mauriana (segle III aC), potser a causa del contacte amb la Pèrsia aquemènida, i va aconseguir la seva esplendor a Ellora i en Elephanta (segle vii), marcant, a més, el inici de tota una tradició que es va estendre a través de la Ruta de la Seda fins al Pakistan, Afganistan, l'Àsia central i Xina. Cal dir que la introducció de la fe Mahayana, i el budisme de la predicació van contribuir a aquesta difusió. Ajanta se situa al voltant de la ruta que unia el sud de l'Índia amb la Ruta de la Seda. Aquest camí va ser temps transitat per milers de pelegrins i comerciants, i va suposar una importantíssima via de formació, evolució i difusió de l'art budista. Cal dir que a més estaven situades a 130 km del nord de Paithan, antiga ciutat de Pradesh tishtana, capital de la dinastia que va donar origen al conjunt: la dinastia Satavahana.
El budisme primitiu Theravada o Hinayana no era proselitista, per la qual cosa no es va ocupar de crear els mitjans necessaris per a una expansió de la doctrina. Això canviaria entre els anys 100 i 200 aC, amb el desenvolupament del corrent Mahayana, que estenia la possibilitat d'alliberament a tots els homes. Els monjos budistes de l'Índia comencen a viatjar juntament amb les caravanes dels comerciants, difonent la doctrina per Àsia central i la Xina. D'altra banda, monjos estrangers comencen a peregrinar a l'Índia, on passen anys estudiant a les universitats budistes. Gràcies als seus escrits coneixem la vida índia en aquest període, i s'han pogut reconstruït en part les rutes comercials, així com restes arqueològiques importants.
Juntament amb la doctrina es distribueixen les formes plàstiques i tota la nova iconografia. Des de la costa del Coromandel va començar l'expansió cap al Sud-est asiàtic on es va desenvolupar un art directament inspirat en l'indi. També es van importar formes, especialment de Grècia i Roma, així com temes de l'Àsia central i oriental. Les pintures d'Ajanta tindran especial transcendència en aquest sentit, ja que són l'únic exemple conservat de pintura mural índia de l'antiguitat: constitueixen un referent obligatori a l'hora d'estudiar tant la pintura del sud-oest asiàtic, així com la pintura mural de l'Àsia central, el Tibet i de la Xina.
Al llarg dels períodes Kusana i Gupta, estretament units al gran comerç internacional, sorgeix aquesta nova classe enriquida dels comerciants anteriorment mencionats. Aquests s'enriqueixen tant com famílies terratinents, però el sistema hinduista vigent no els permetia l'ascens de social, a causa del sistema de castes vigent (una estructura rígida i difícil de modificar). Els comerciants eren considerats com d'una classe molt inferior (vaisya) a la dels sacerdots o nobles. Per això és possible que adoptessin el budisme, participant activament en el patrocini d'obra pública que constatés el seu poder, donant grans riqueses als monestirs. D'altra banda el protagonisme del comerç queda plasmat en la representació d'escenes d'activitat comercial a gran escala, com en el cas del Simhala Avadana, o fins i tot en les històries dels jataka, on sovint apareix el bodhisattva (Buda en les seves reencarnacions prèvies) com a comerciant o envoltat de mercaders relacionats amb les grans rutes transcontinentals.

### Redescobriment

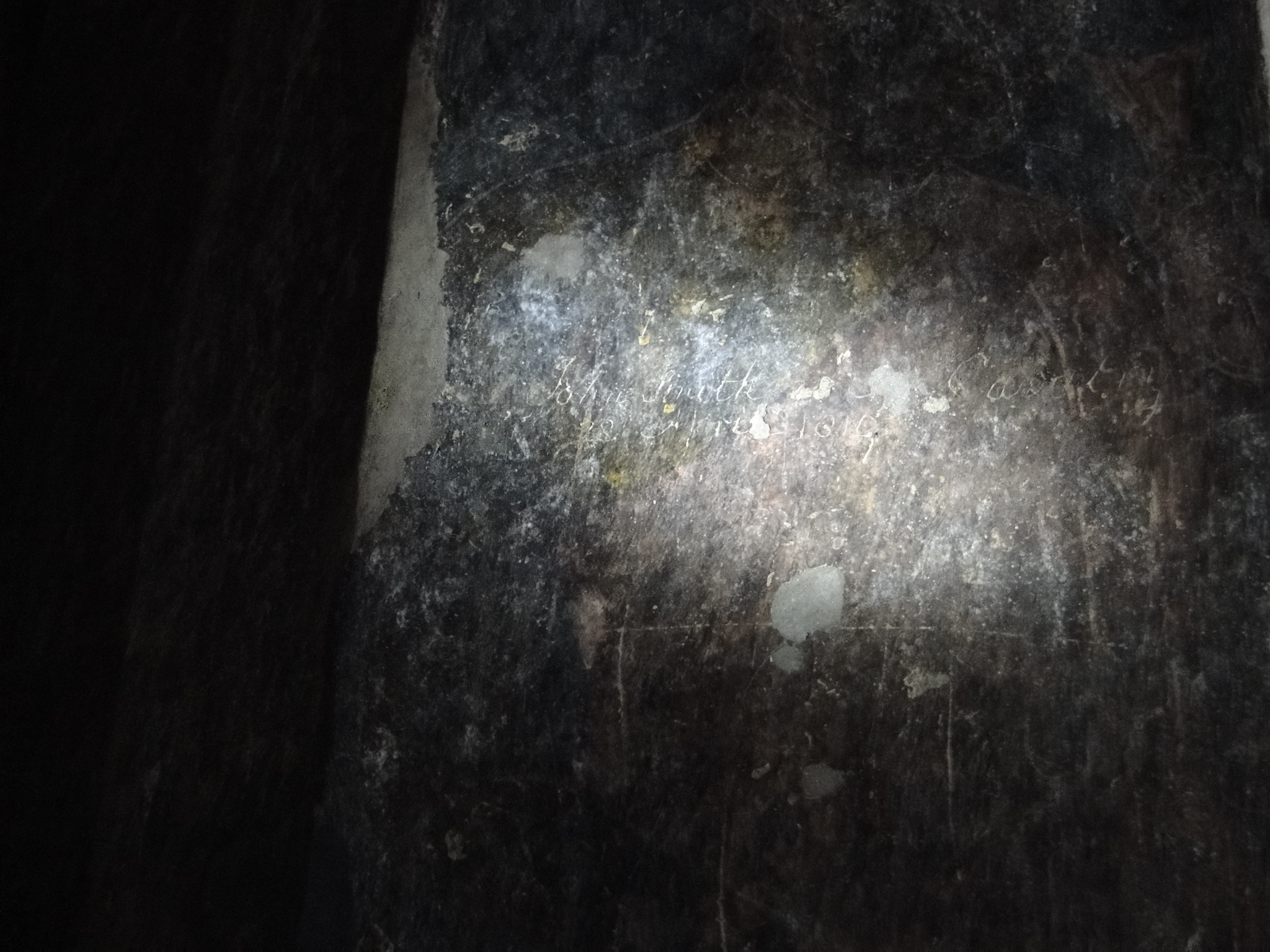
Nom i data inscrits per John Smith després de trobar la cova 10 l'any 1819.

El 28 d'abril de 1819, l'oficial britànic John Smith trobà l'entrada de la cova 10 mentre caçava tigres. Cal dir que la troballa no va ser del tot casual, ja que va ser guiat fins a l'emplaçament per un pastor que coneixia la zona. Seguidament, el capità Smith va anar a un poble proper i va demanar als vilatans que vinguessin al lloc amb destrals, llances, torxes i tambors, per tal de reduir el creixement enredat de la jungla que dificultava l'entrada a la cova. Després va vandalitzar la paret ratllant el seu nom i la data sobre la pintura d'un boddhisattva.
Durant les següents dècades les coves van cobrar fama pel seu entorn exòtic, la seva impressionant arquitectura i sobretot les seves pintures excepcionals i úniques. S'inicien també una sèrie de grans projectes per copiar les pintures, fet que ha permès el coneixement d'alguns fragments perduts des d'aleshores. L'any 1848, la Royal Asiatic Society va establir la "Bombay Cave Temple Commission" per netejar, endreçar i enregistrar els llocs de tall de roca més importants de la presidència de Bombay, amb John Wilson com a president. El 1861, aquest es va convertir en el nucli de la nova investigació arqueològica de l'Índia.
Durant l'era colonial, el lloc d'Ajanta es trobava al territori de l'estat de Hyderabad i no a l'Índia britànica. A principis de la dècada de 1920, Mir Osman Ali Khan, l'últim Nizam de Hyderabad, va designar una sèrie de responsables per restaurar l'obra d'art, va convertir el lloc en museu i va construir una carretera per fer-lo accessible als turistes. Tanmateix, aquests primers esforços van resultar ser una mala gestió, que per desgràcia va accelerar el deteriorament del lloc. Després de la independència, el govern estatal de Maharashtra va encarregar-se de millorar la infraestructura de transports, les instal·lacions i la gestió del monument en general.

Considerant la importància d'aquesta obra, el director d'Arqueologia de Nizam va fer venir a un dels majors experts italians, el professor Lorenzo Cecconi, conegut per la restauració de la Capella Sixtina, que amb l'ajuda del comte Orsini duu a terme també la de les coves d'Ajanta. El seu treball va ser descrit de la següent manera:
Les reparacions de les coves i la neteja i conservació dels frescos s'han dut a terme amb uns principis tan sòlids i de manera tan científica que aquests inigualables monuments han trobat una nova vida durant almenys un parell de segles.
Per desgràcia, i malgrat els esforços, les pintures van tornar a descuidar-se, degradant-se un altre cop la seva qualitat. Les coves són actualment un dels principals atractius turístics a Maharashtra, sent especialment concorregudes durant algunes èpoques de l'any, cosa que fa perillar la seva conservació. L'any 2012, la Corporació de Desenvolupament del Turisme de Maharashtra va anunciar uns plans per afegir a l'entrada del Centre de Visitants rèpliques completes de les coves 1, 2, 16 i 17, per tal de reduir les aglomeracions a les originals, i permetre als visitants rebre una millor idea visual de les pintures, poc il·luminades i difícils de llegir a les coves.

### Índia Britànica i Independent
A partir del segle vii el budisme havia deixat de ser la religió dominant d'Índia, el que va portar al fet que tots els monestirs i conjunts religiosos situats al sud del riu Ganges havien quedat abandonats i oblidats. A Ajanta des de la visita del pelegrí Xuan Zang al segle VII no tornem a tenir cap notícia de les coves fins dotze segles després, recuperant la memòria d'aquestes per un exèrcit anglès el 28 d'abril de 1819 per "Madras Army". Un temps més tard, en 1836, Sir James Alexander fa la primera descripció d'Ajanta. Tanmateix a la segona meitat del segle xix i els primers anys del segle xx van proliferar tot un conjunt de textos descriptius, per part de Archaeological Survey of India. No obstant això, comptem amb autors que es consideren la base de tots els estudis posteriors: James Fergusson i James Burgess, d'on queden litografies que acompanyaven els seus textos. Reproduccions de gran valor, ja que, les coves han perdut algunes escenes i aquestes imatges ajuden a reconstruir com eren les pintures d'Ajanta. En un inici les còpies d'Ajanta de mitjans del segle xix van ser pràcticament totes destruïdes com les de Mayor Gill i Griffiths, per uns incendis. Però Lady Herringam l'any 1911 va tornar a copiar les pintures i es van publicar l'any 1915, fins i tot conservant-les actualment. Encara que les pintures fetes a inicis del segle XX serán diferents de les de mitjans del XIX, ja que, amb el temps les pintures van anant degenerant. Mentre succeïa tot aquest moviment d'interès per les coves i es van donar a conèixer a Occident va haver-hi tot un moviment on es van començar a interessar per aquest tema i són dos els grans teòrics de l'art indi: Havell i Ananda Coomaraswamy. Tanmateix, Dieter Schlingloff va intentar interpretar les escenes d'Ajanta.
Amb el descobriment del conjunt d'Ajanta, es van obtenir per primer cop exemples de la pintura índia de l'antiguitat, un art indi amb entitat pròpia. La trobada d'aquestes coves va reflectir com Índia comptava amb una tradició artística pròpia fent de les coves d'Ajanta símbol cap a la independència de l'imperi britànic. En aquest punt, Índia va exigir la seva independència cultural, a aquesta reivindicació s'hi van unir artistes que veien la necessitat de retornar a una tradició pictòrica i escultòrica d'època clàssica. Ajanta com entitat històrica i cultural va ser el principal motor del canvi, el pas de l'Índia Britànica colonial a la independent, l'any 1947.

## Vihāras i Chaitya d'Ajanta
Les coves d'Ajanta com a conjunt monàstic budista, parteix de la tipologia de coves excavades molt repetit al conjunt de la regió d'Índia de Maharashtra des del segle ii aC. Trobem el seu origen en refugis naturals on monjos i ascetes anaven en cerca de resguard en les èpoques del monsó, pluges. Podem destacar conjunt, els més antics, com el de Karli i el de Bhaja, sent Ajanta el que millor es conserva, incloent-hi sobretot la pintura.
El fet que siguin coves excavades ens permet entendre que arquitectura i escultura són una mateixa categoria perquè es complementen; els elements sustentats no tenen aquesta finalitat pròpia, ja que, no s'ha de subjectar cap pes com les pilastres, això mateix també succeeix amb els arcs de les voltes que evoquen als troncs que s'utilitzaven per cobrir les barraques i temples antics de fusta. Les coves estan formades per roques amb capes de material dur i tou, esculpides en una roca volcànicaque prové de la serralada dels Ghats Occidentals. Aquesta variació dins de les capes de roca va obligar els artistes a modificar els seus mètodes i plans de talla en llocs: a la part superior de la muntanya es creen túnels que travessen tant les vetes dures com les toves de la roca, es forada la terra i s'introdueixen bigues de fusta en aquells forats de manera que quan fa més calor i sequedat es contrauen i amb la humitat es dilaten i esquerden la roca. Metode utilitzat des de la part de dalt de les coves i d'endins cap a fora, mentre que el pòrtic i la façana serien les últimes coses en fer.
Els artistes, probablement van treballar tant en l'excavació de les roques com en la realització de les complicades talles com pilars i sostres; a més, l'escultura i la pintura a l'interior d'una cova eren tasques paral·leles integrades. Es va esculpir una gran porta d'entrada al lloc, entre les coves 15 i 16, decorada amb elefants a banda i banda i la divinitat nāga o Nāga protectora (serp). Mètodes i aplicacions similars de talent d'artista s'observen en altres temples rupestres de l'Índia, com els de l'hinduisme i el jainisme. Aquests inclouen les coves d'Ellora, les coves d'Elephanta, les coves de Bagh, les coves de Badami, les coves d'Aurangabad i les coves de Shivleni.
Sembla que les coves del període Satavahana van estar pagades per diverses persones pels mèrits en la creença budista, amb inscripcions diverses que consignen la donació de parts particulars d'una sola cova. Les últimes coves van ser encarregades, per complet, per un sol patró dels governants locals o de les seves elits de la cort, de nou per mèrits en les creences budistes, com ho demostren inscripcions com les de la cova 17. Després de la mort d'Harisena, els donants més petits motivats per obtenir mèrits van afegir petites "intrusions" entre les coves.
Entre els santuaris del recinte d'Ajanta trobem trenta coves, cinc són Chaitya (temples) i vint-i-cinc vihāras(monestirs residencia).

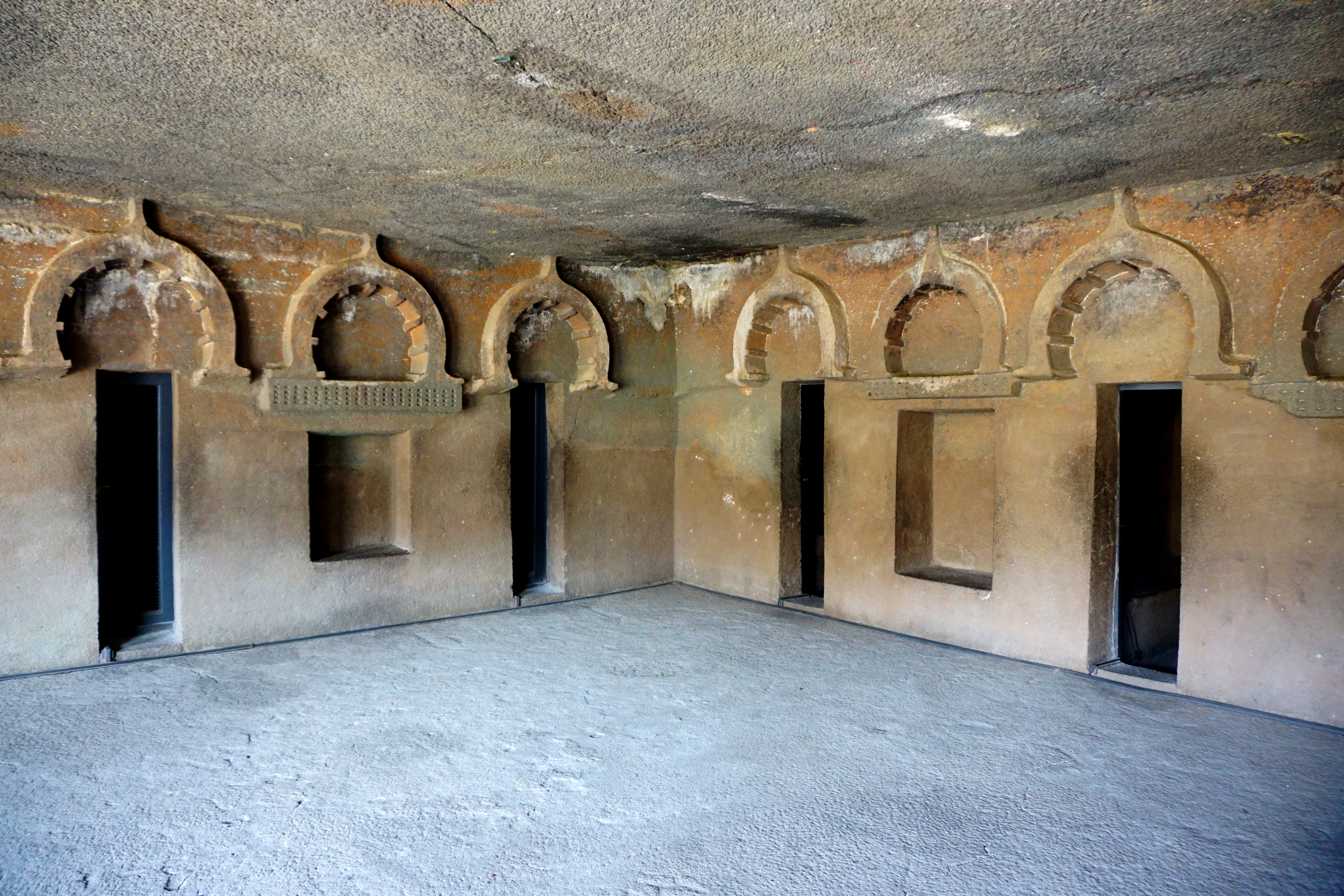
Interior d'una cova vihāra, la número 12

### Monestirs (Vihāras)
Els Vihāras són monestirs, sales de reunió i llocs per a la vida comú dels monjos. Eva Fernández del Campo exposa com l'organització budista rep el nom d'avasas, eren uns cent membres. Aquests monestirs són de planta quadrangular i de llinda, al voltant són tancats per estances quadrangulars que funcionen com a cel·les. A la capçalera dels monestirs s'hi troben d'una a tres capelles o sancta sanctorum on se situa el bhojana, la imatge de culte, al voltant d'aquest pot haver-hi un deambulatori a manera de claustre. El bhojana, s'utilitza com a lloc de reunió i punt central de la vida quotidiana, i com un refectori. La gran majoria de les coves van ser esculpides en el segon període, en què s'afegeix un santuari o santuari a la part posterior de la cova, centrat en una gran estàtua de Buda, juntament amb relleus i divinitats exuberantment detallades. Com als pilars i a les parets, tot tallat a la roca natural. Aquest canvi reflecteix el pas del budisme Hinayana al budisme Mahāyāna. Els viharas del període anterior són molt més senzills i manquen de santuaris. Spink situa el canvi en un disseny amb un santuari a la meitat del segon període, amb moltes coves adaptades per afegir un santuari a mitjan excavació o després de la fase original.

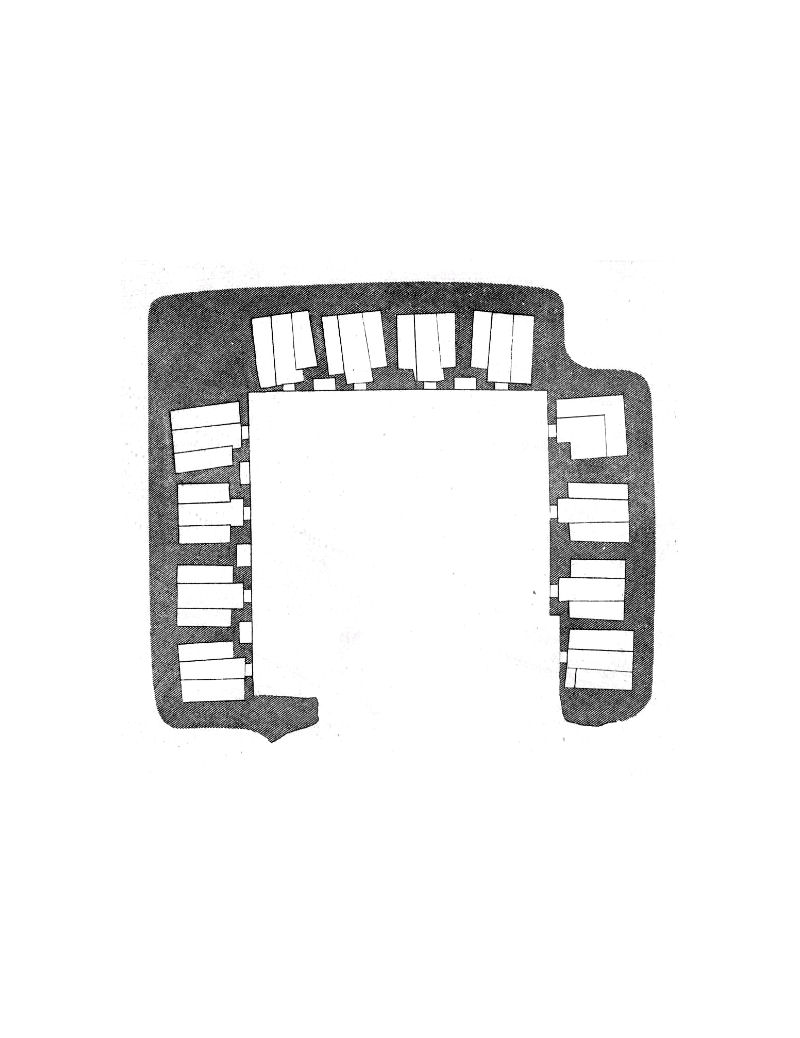
Cova 12. Tipus primerenc de vihara (segle I aC)
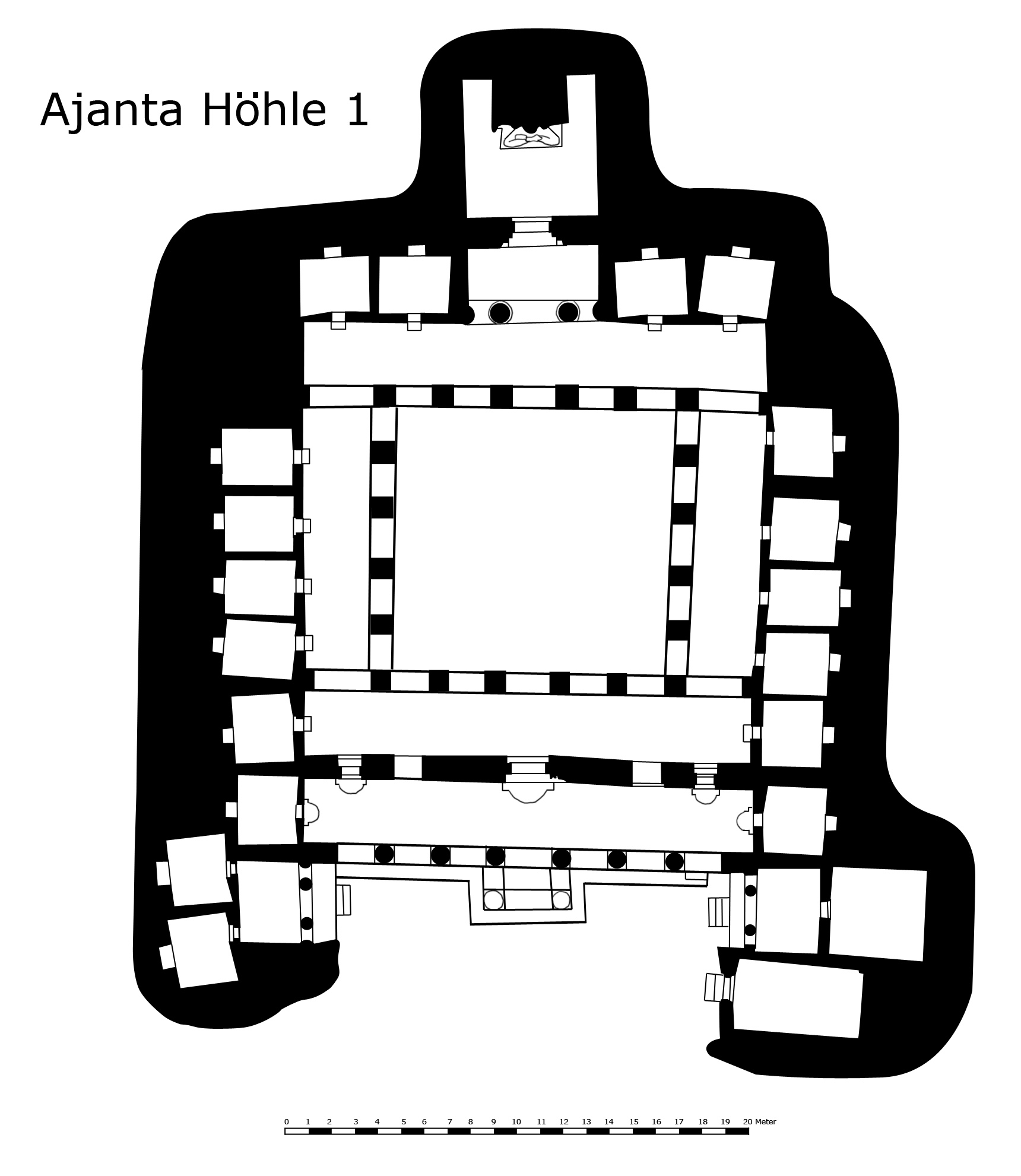
Cova 1. Monestir.
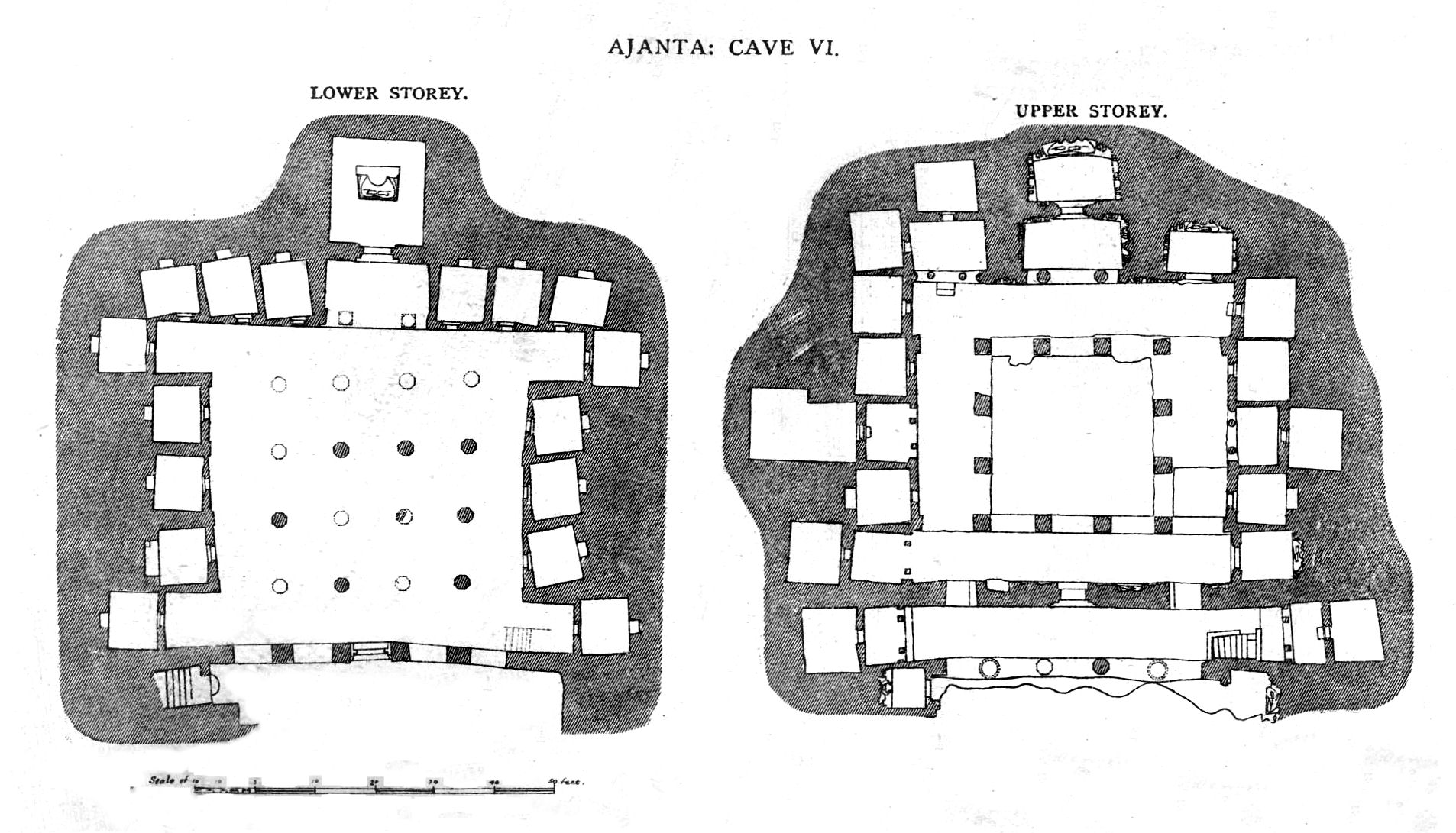
Cova 6. Monestir de dues plantes: planta baixa quadrangular hipòstila i la segona planta quadrangular amb una fila de columnes evocant un claustre i cel·les als costats. Pintats el "Miracle de Sravasti" i la "Temptació de Mara"
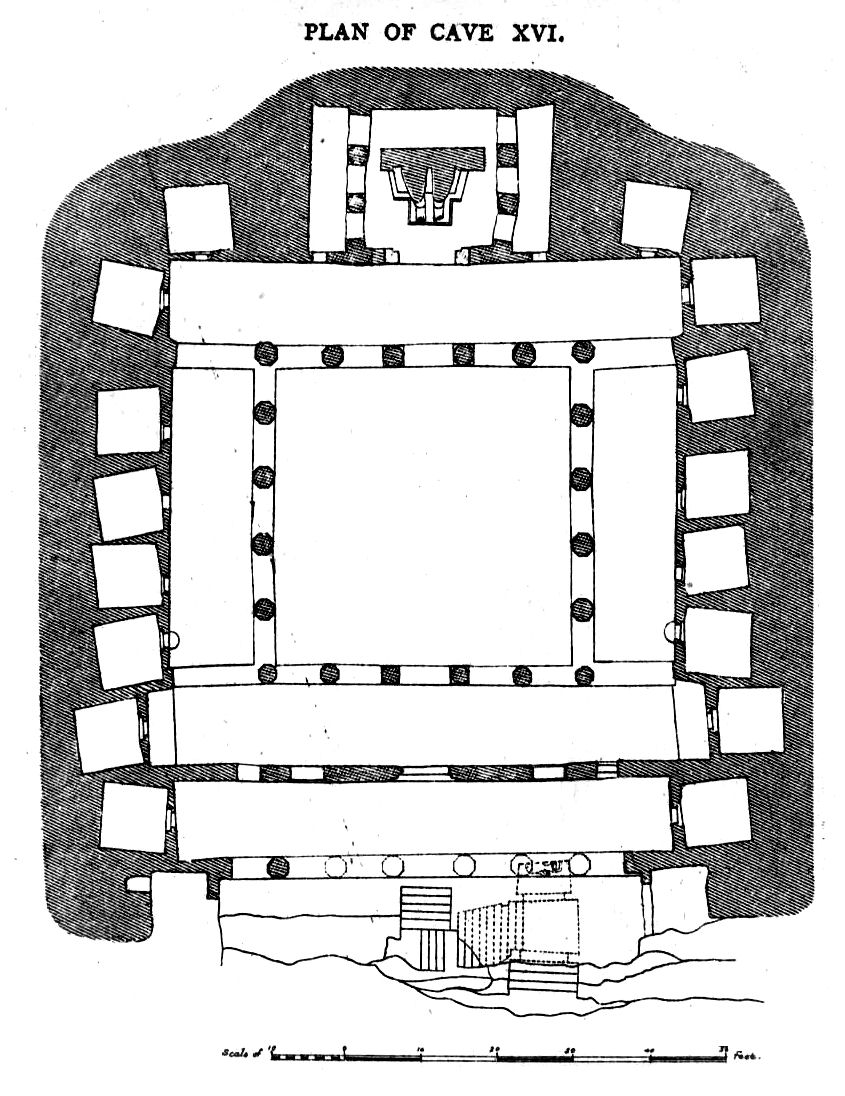
Cova 16. Monestir amb dues naus laterals

### Llocs de culte (Chaitya)
Els Chaitya, temples de culte, dels quals comptem amb cinc a Ajanta, són temples que en el seu interior trobem l'stūpa com a objecte de culte. Aquests temples són de planta rectangular amb una capçalera absidial, un deambulatori que permet als fidels realitzar la pradaksina (volta ritual) al voltant de l'stūpa, i la coberta normalment amb una bòveda kuḍu. Les sales de culte més antigues d'Ajanta es van construir al segle II a I aC, les més noves a finals del segle V dC, i l'arquitectura d'ambdues s'assembla a l'arquitectura d'una església cristiana, però sense la travessia ni la capella de la capella.
Les dues chaitya més antigues, procedents d'època Hinayana, són la 10 i la 9, mentre que la 19 i 26 són d'un període de construcció posterior. Tots segueixen la forma típica que es troba en altres llocs, amb sostres alts i una "nau" central que condueix a l'estupa permetent caminar darrere d'ella, ja que passejar per estupes era (i continua sent) un element comú del culte budista pradakshina. Els dos últims números tenen teulades de nervis alts esculpits a la roca, que reflecteixen formes de fusta, i es creu que els dos anteriors utilitzaven costelles de fusta reals i que ara són llisos, la fusta original es presumeix que va perir.

La forma de les columnes de l'obra del primer període és molt senzilla i no està adornada, ambdues sales de chaitya que utilitzen simples columnes octogonals, que després es van pintar amb imatges de Buda, gent i monjos amb túnica. Al segon període, les columnes eren molt més variades i inventives, sovint canvien de perfil sobre la seva alçada, i tenien elaborats capitells tallats, sovint estenent-se. Moltes columnes estan esculpides sobre tota la sevasuperfície amb motius florals i deïtats Mahayana, algunes estriades i altres tallades amb decoració per tot arreu, com a la cova 1.

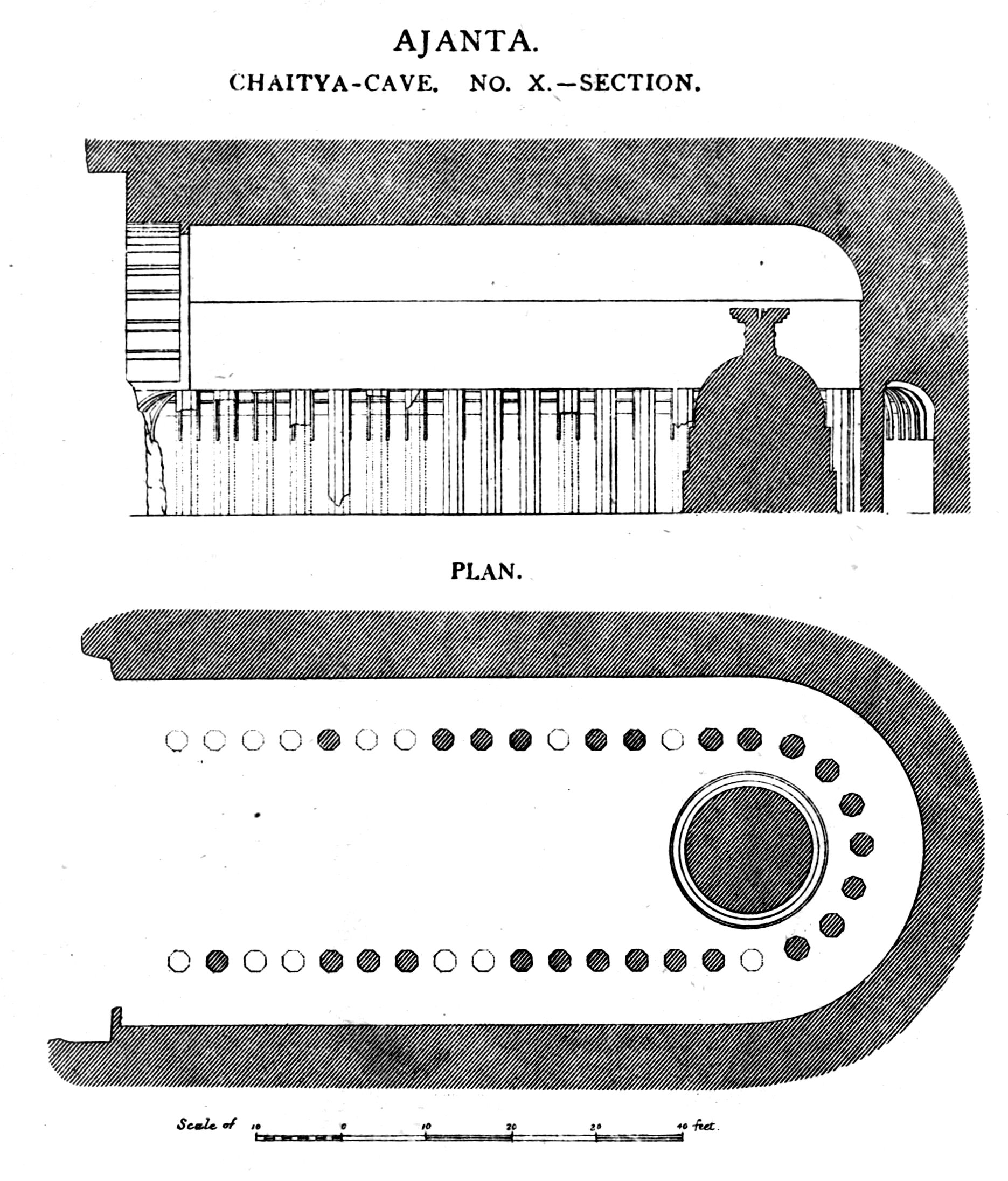
Cova 10: Chaitya de planta absidial, volta de kuḍu i dos naus laterals que formen el deambulatori al voltant de l'stūpa. Conté un art relacionat amb contes de Jataka (segle I aC)
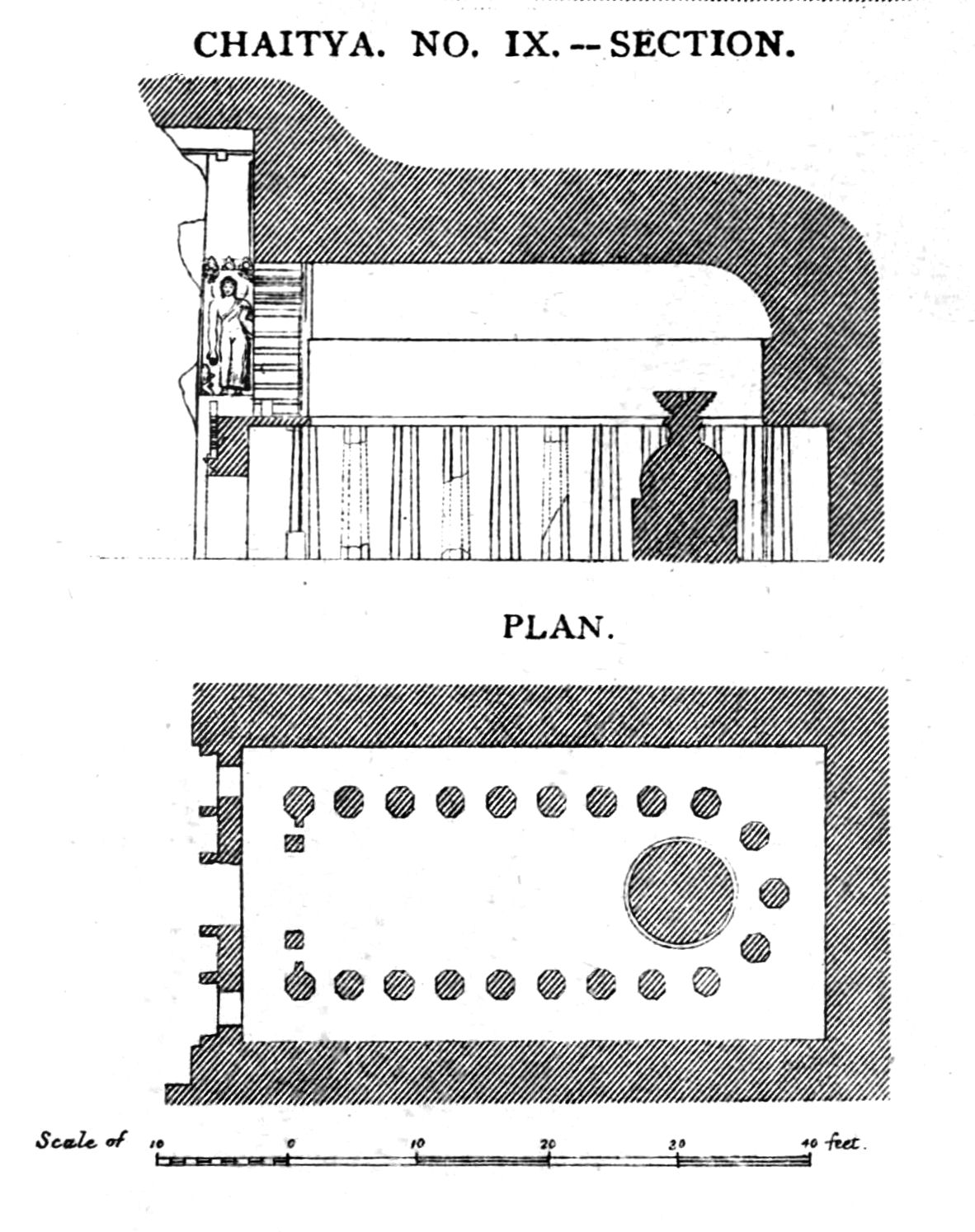
Cova 9: sala de culte amb pintures primerenques i frisos d'animals (segle I dC)
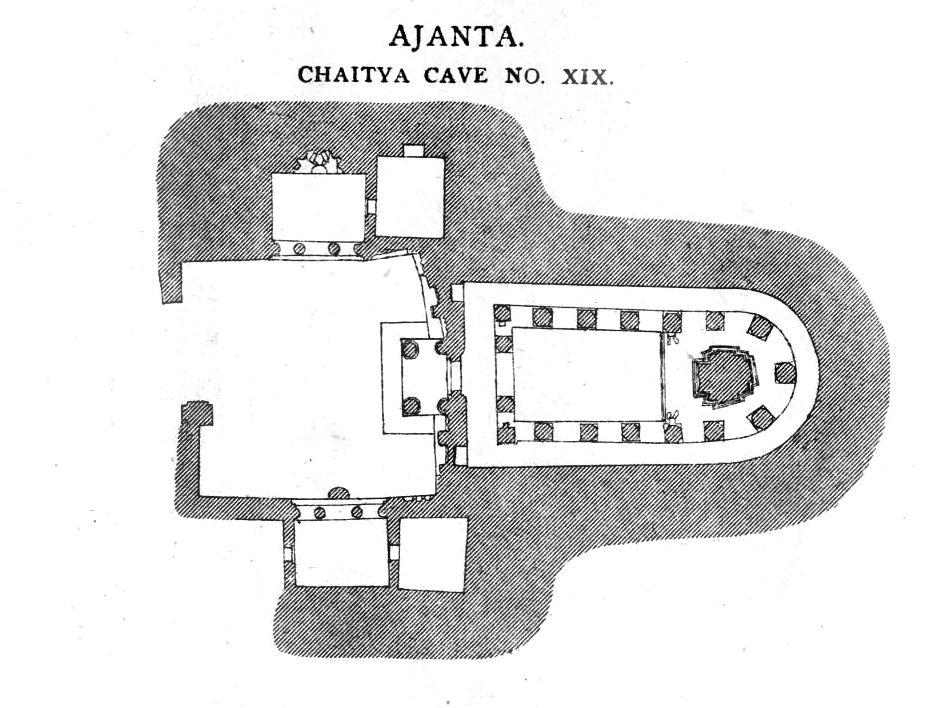
Cova 19: coneguda per les seves figures de Buda, Kubera i altres arts (segle V dC)
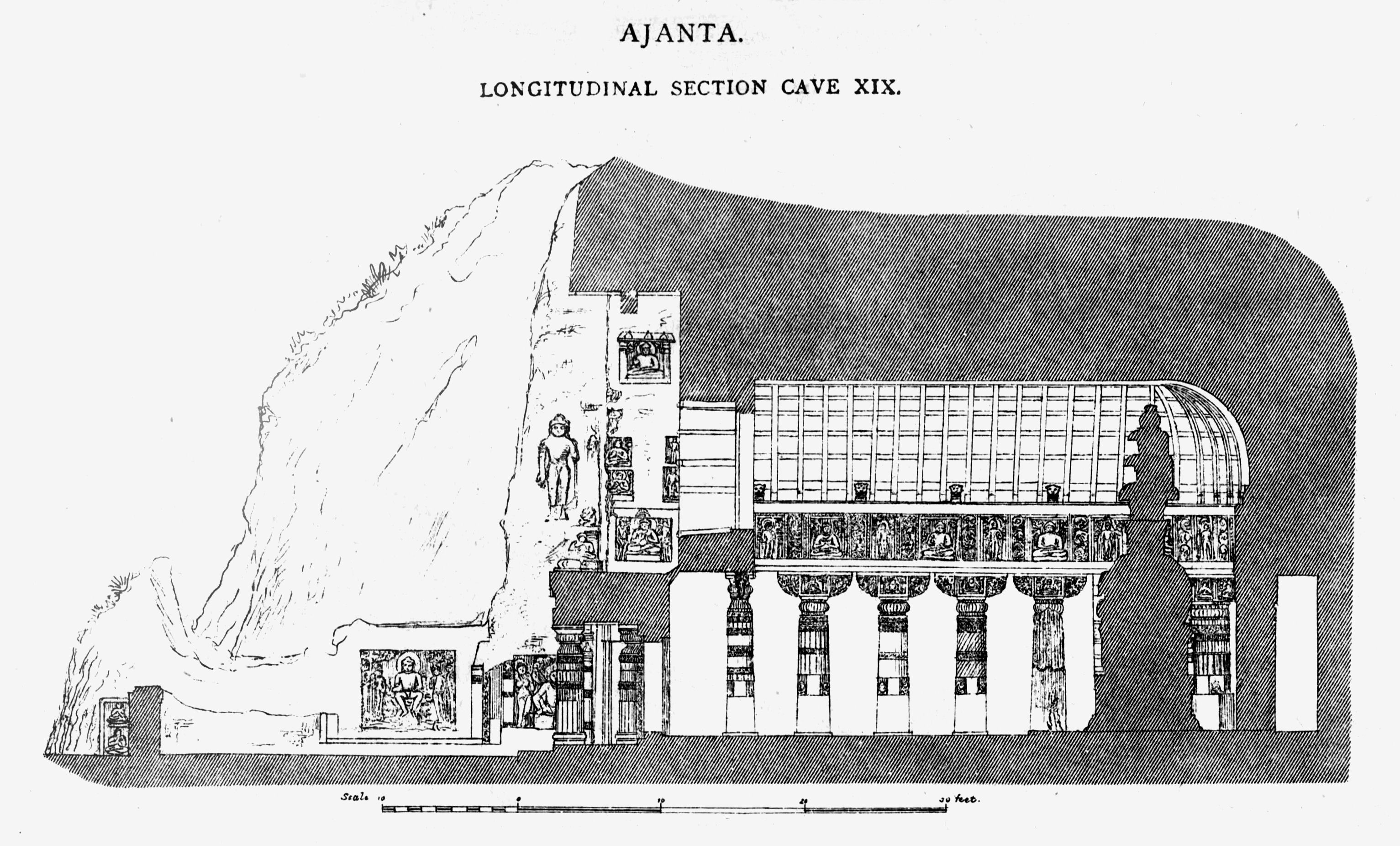
Cova 19: una altra vista (segle V dC)

## Pintures
Les pintures de les coves d'Ajanta narren principalment els jataka, llegendes budistes que expliquen les reencarnacions de Buda. Aquestes faules encasten antigues morals i lòbuls culturals que també es troben en les faules i llegendes dels textos hindús i jain. Els jataka s'exemplifiquen a través de l'exemple de vida i els sacrificis que Buda va fer en centenars de les seves encarnacions passades, on se'l representa com un animal o un ésser humà.

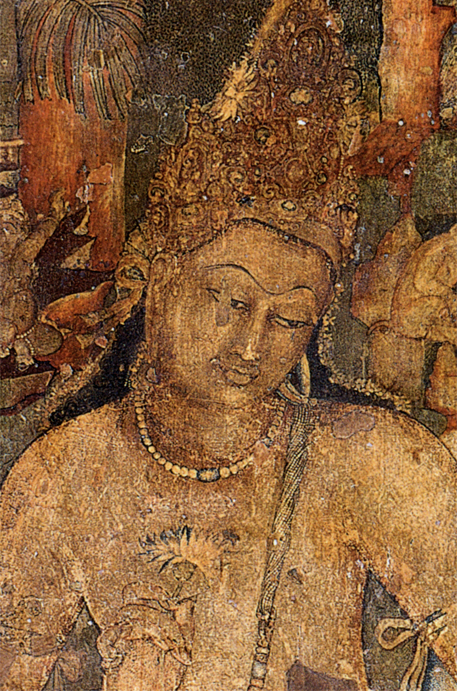
Avalokiteshvara Padmapani, bodhisattva de la compassió amb el lotus blau, símbol de puresa. Inclina el seu cos en un contrapposto sensual i tanca les parpelles amb una calma espiritual que condueix a la il·luminació budista.

Es conserven pintures murals de les dues fases constructives. Els fragments de la primera fase (coves 10 i 11) són els únics exemples supervivents de pintura antiga a l'Índia, i "mostren que ja durant els temps de Sātavāhana, o fins i tot abans, els pintors indis ja havien dominat un estil naturalista madur i fluid, realitzant grans grups de persones d'una manera comparable als relleus dels travessers de Sāñcī toraņa". També s'han assenyalat algunes connexions amb l'art de Gandhara, amb el qual Ajanta comparteix un llenguatge artístic comú.
Quatre de les coves posteriors tenen pintures murals grans i relativament ben conservades que, segons James Harle, "han arribat a representar la pintura mural índia al no especialista",i representen "les grans glòries no només de Gupta, sinó de tot l'art indi". Es poden dividir en dos grups estilístics, els més famosos corresponent a les coves 16 i 17, i aparentment també les 1 i 2. Aquest últim grup es creia que era datava d'un segle més tard que els altres, però la cronologia revisada proposada per Spink els col·locaria també al segle v, encara que presenten un estil més progressista, potser perquè els artesans que la van fer pertanyien a una altra religió. Els mal anomenats "frescos" d'Ajanta són pintures clàssiques i obra d'artistes segurs, sense clixés, rics i plens. Són luxosos, sensibles i celebren la bellesa física, aspectes que els primers observadors occidentals sentien que estaven sorprenentment fora de lloc en aquestes coves presumides de ser destinades al culte religiós i la vida monàstica ascètica.
Les pintures semblen ser obra de pintors altament especialitzats i patrons sofisticats incerts en l'atmosfera del seu temps. Sabem per fonts literàries que la pintura va ser àmpliament practicada i apreciada en el període Gupta. A diferència de molta pintura mural índia, les composicions no estan disposades en bandes horitzontals com un fris, sinó que mostren grans escenes que s'estenen en totes direccions, siguin d'una sola figura o grupals. Els sostres també estan pintats amb motius decoratius sofisticats i elaborats, molts derivats de l'escultura. Les pintures de la cova 1, que segons Spink van ser encarregades pel mateix Harisena, es concentren especialment en els jataka que Buda va viure com a rei, incloent-hi escenes en les que s'anuncia la seva imminent renúncia a la vida supèrflua.

En general, les coves posteriors semblen haver estat pintades en zones acabades, mentre els treballs d'excavació continuaven en altres zones, com ara es mostra en els exemples de les coves 2 i 16 en particular. Segons la teoria de Spink sobre la cronologia de les coves, l'abandonament de l'obra el 478 després d'un breu període d'ocupació explica l'absència de pintura en llocs com la cova 4 i el santuari de la 17, que va ser enguixada, però mai es va pintar.

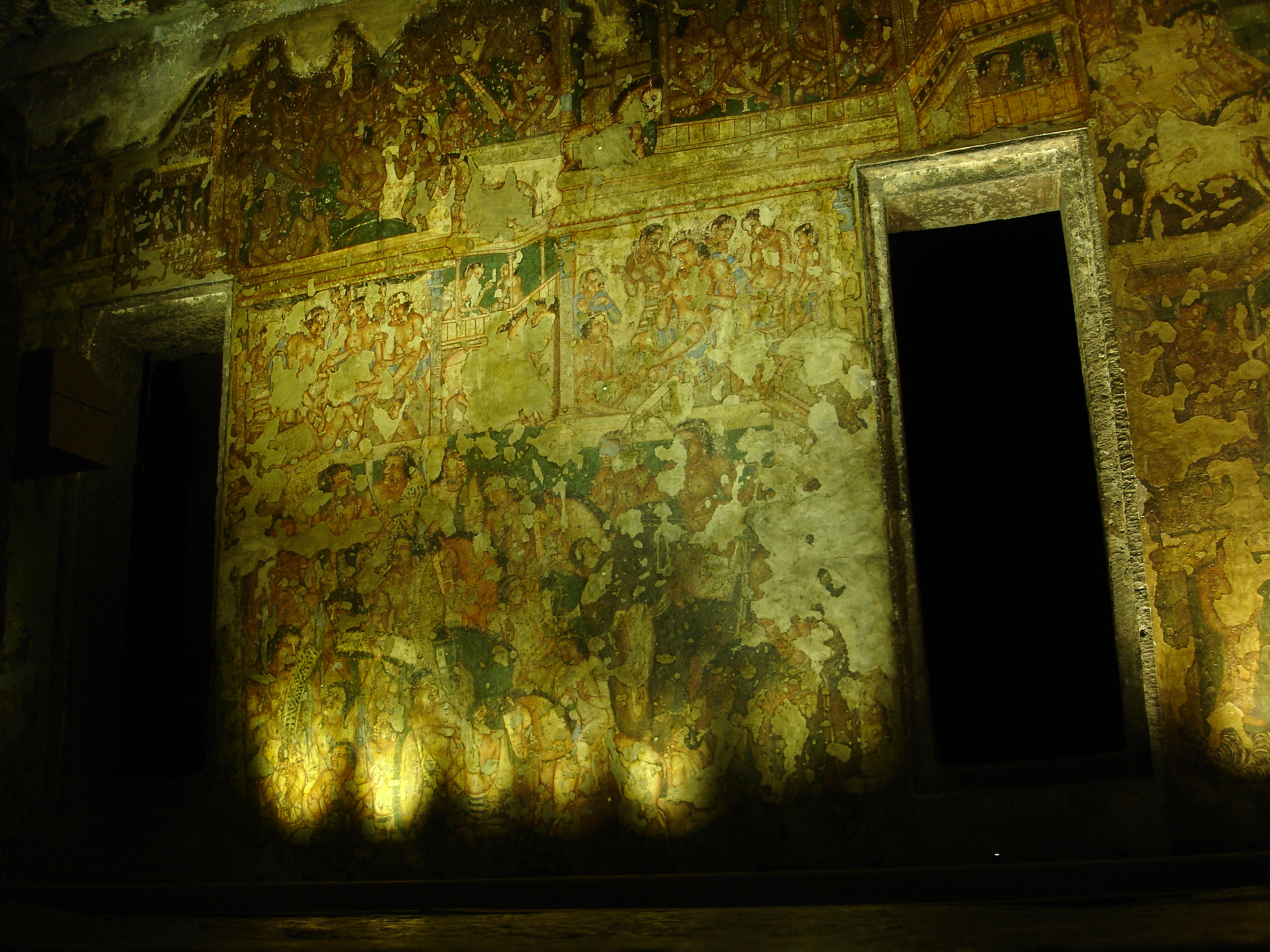
Cova 2, mostra l'extensa pèrdua de pintura de moltes zones. Mai van ser finalitzades, apareix la vidhura-jataka.
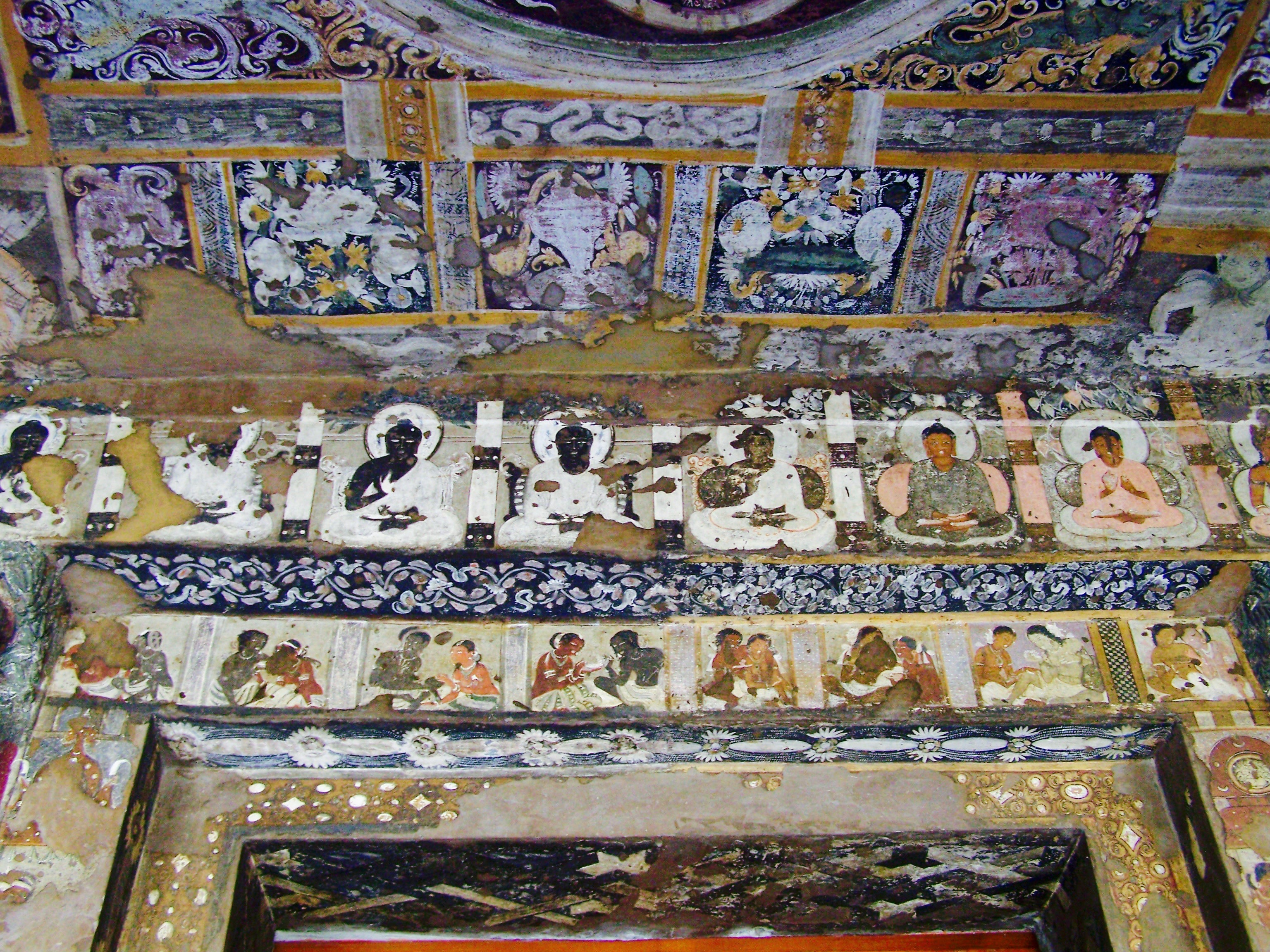
Cova 17, portada de la galeria; vuit budes per sobre de vuit parelles.
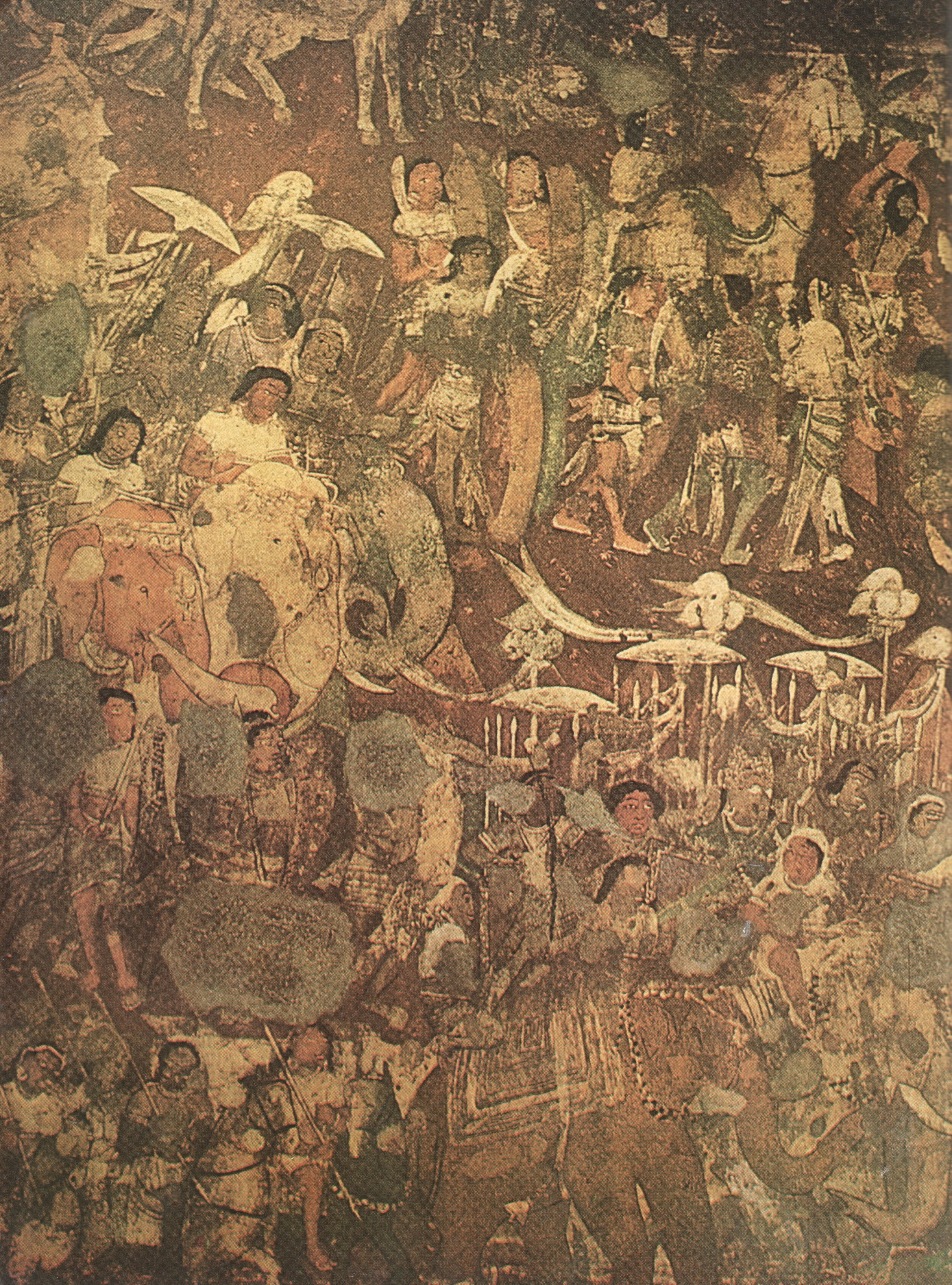
Secció del mural de la cova 17, la "vinguda del cingalès". El príncep Vijaya apareix dos cops amb elefants i genets.
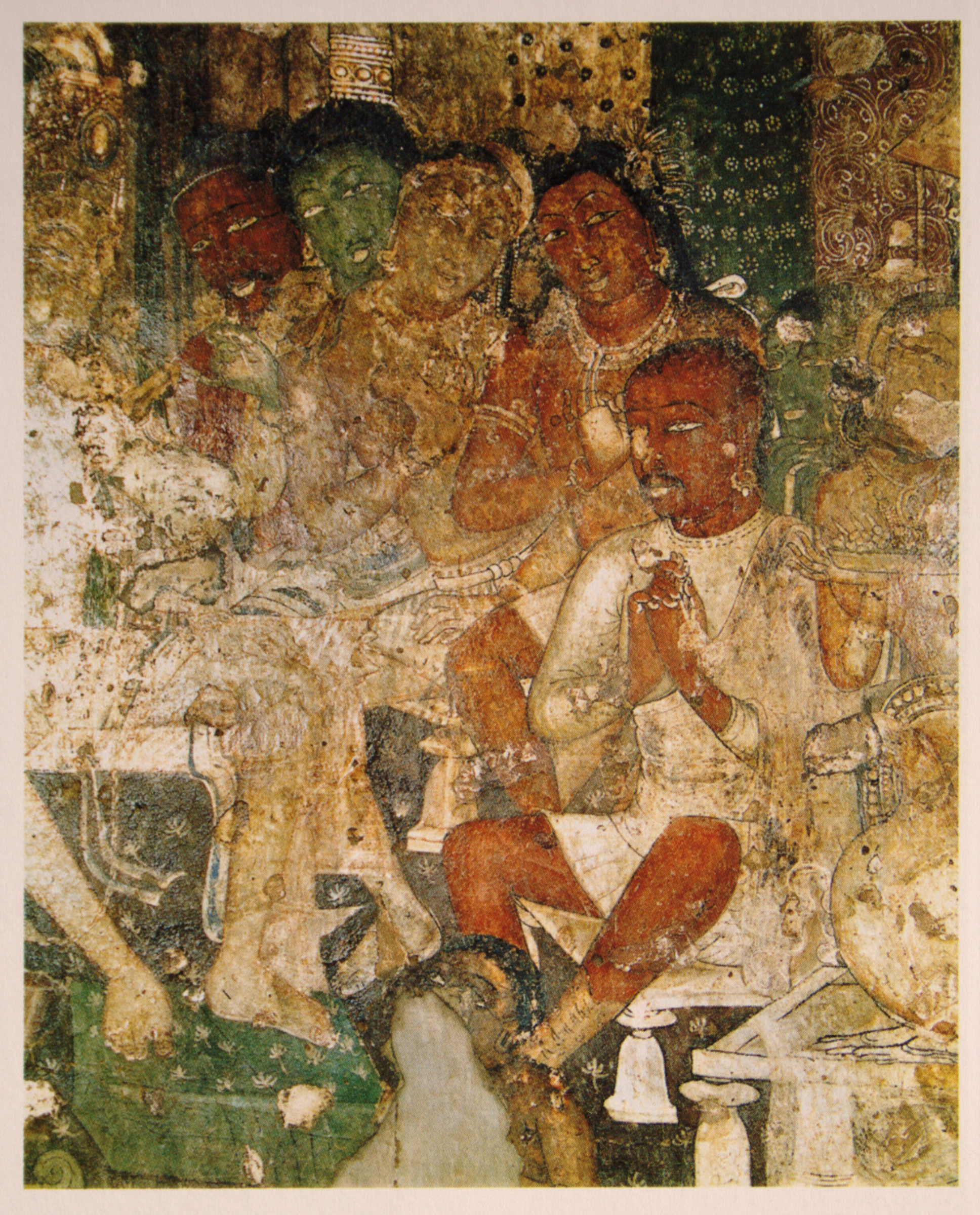
Hamsa-jataka, cova 17: Buda com a oca daurada.
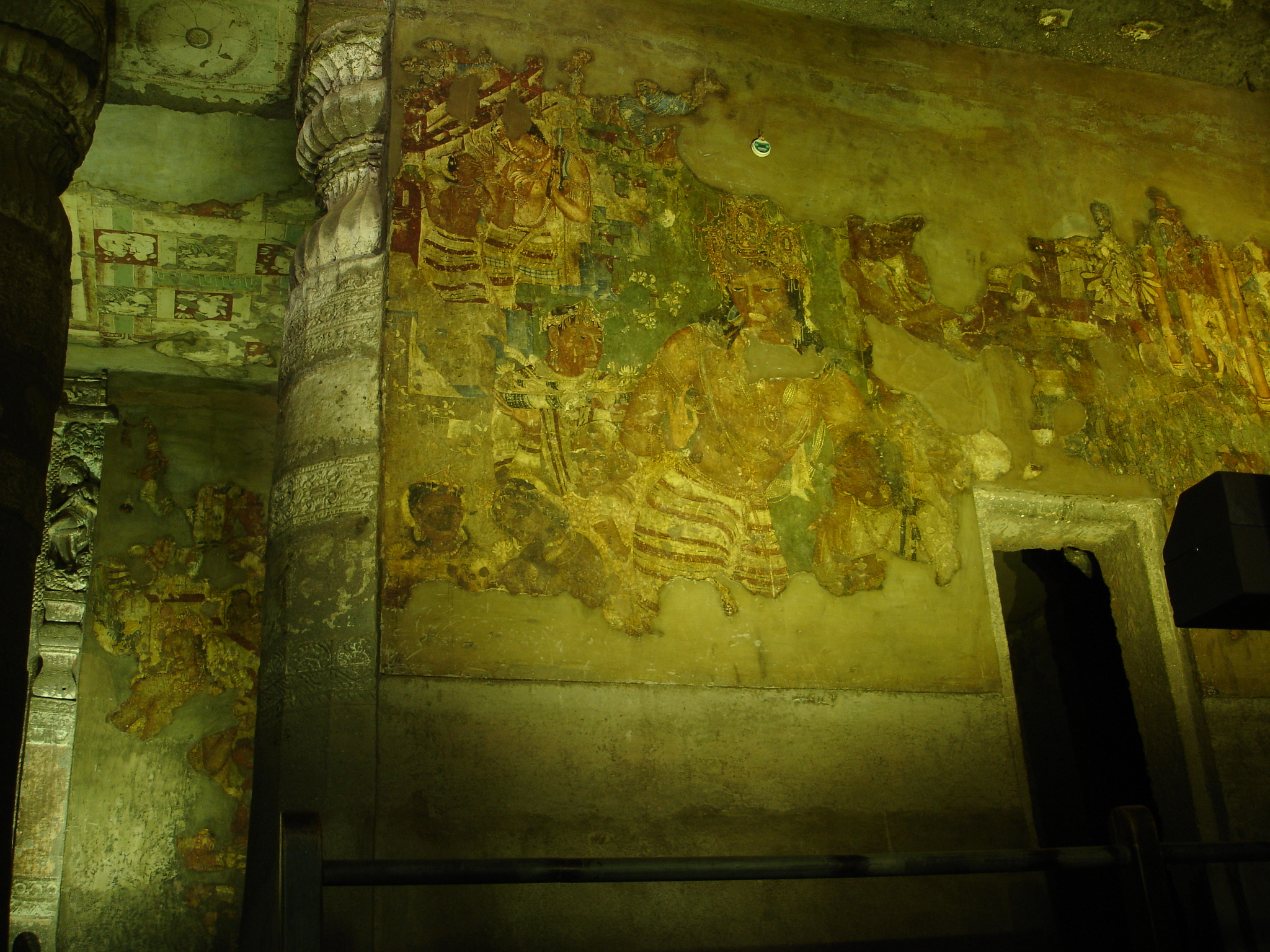
Cova 13.
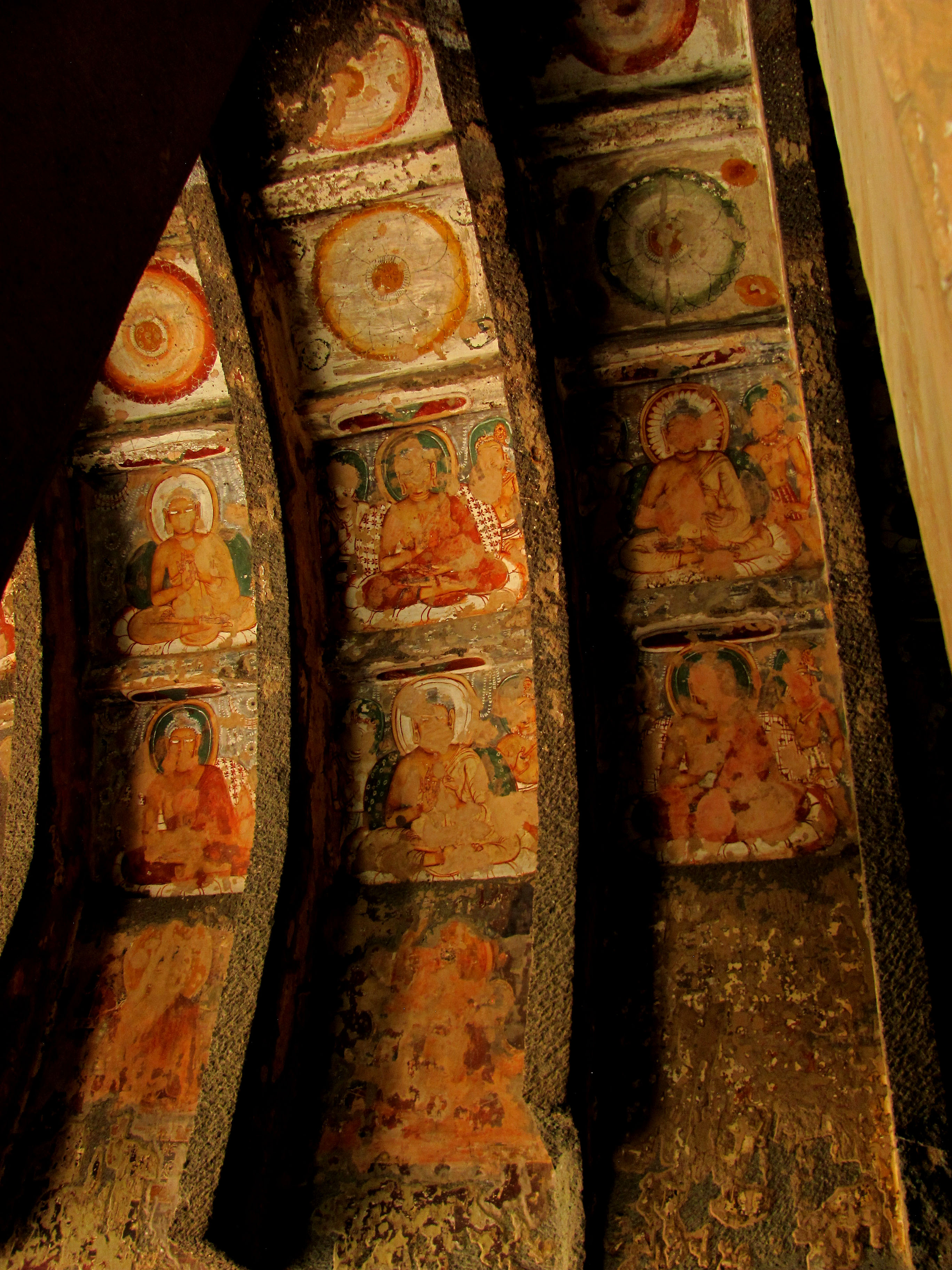
Sostre pintat amb la representació del cercle de la vida.

### Tècnica pictòrica
La tècnica pictòrica utilitzada a Ajanta és similar al fresc secco utilitzant pigments minerals locals.
Abans d'aplicar la pintura, es prepara el mur amb una capa de morter amb una capa de guix chuna que resulta en una superfície llisa que serveix com a base en la qual anirà el suport pictòric.
Abans d'aplicar la pintura, unes línies mestres són inscrites al contorn de les figures amb un punxó on, seguidament, es recobreix amb una capa de monocroma de verd, vermell o ocre per animar l'escena. Finalment, es pinten els contorns definitius amb negre o vermell i s'emplenen les imatges amb colors.

### Temàtica de les pintures
Les pintures presenten motius vegetals, geomètrics i éssers mítics. El més representatiu són els cicles narratius de Buda i els jataka. Buda apareix en ells encarnat en príncep, ciutadà o animal simbolitzant en qualsevol d'aquestes formes una qualitat budista. Els passatges de temàtica budista són una excusa pels artistes per tal de poder documentar tota una sèrie d'aspectes de la vida, ambient principesc i palauenc, majoritàriament de les corts guptes i vakataka del segle v.

### Donants i artistes
Actualment continua sent una incògnita quins van ser tant els artistes com donants de les coves d'Ajanta.
Pel que fa als donants, s'han trobat unes inscripcions que per una banda, porten a Nagaraju a creure que es poden extreure característiques d'uns 46 donants que van finançar les coves. En canvi, per l'altra banda, Shobhana Gokhale identifica 31 donants dels quals 20 són monjos. Segons Spink les coves realitzades per monjos i la comunitat religiosa les col·loca en les coves d'època hinayana, mentre que totes les altres realitzades gràcies a grans poderosos (esdevenint donacions reials) que depenien de l'emperador Harisena, serien d'època mahayana. Spink també ens parla de les inscripcions o firmes que apareixen en les pintures denominant-les "intrusions" i atribuint-les als monjos i a l'època mahayana. Seguint, doncs, la teoria de Spink, Eva Fernández del Campo nombra diverses inscripcions i promotors de coves, com per exemple: la inscripció a la cova XVI ens permet saber que la cova va ser finançada per un ministre del rei Harisena, Varahadeva.
Sembla que podem determinar que, tant monarques com persones vinculades a la cort van col·laborar en la proliferació de monestirs.
El paper dels monjos a les coves també va ser rellevant. Hem de tenir en compte que encara que aquests portaven una vida austera, van ser aquesta comunitat religiosa que va finançar part del conjunt de les coves d'Ajanta, ja que, estem davant un centre monàstic que s'emprava sobretot per refugiar-se dels monsons i així van agafar el costum d'agrupar-se en aquestes èpoques, sorgint aquesta mena de conjunts monàstics, que, com explica Fa Xian podien arribar a tenir fins a cinc mil habitants. Una altra explicació que serveix per explicar aquest creixement de donacions per part de la comunitat religiosa que vol equiparar-se als monarques, esdevé una contradicció amb el que s'ha esmentat abans, però hem de pensar que en època Gupta-Vakataka els monestirs budistes es van convertir en centres comercials on hi havia una gran estructura econòmica i eren grans centres de poder, en nuclis econòmics. El que fa pensar que una gran part de les donacions estiguin fetes per altres personatges que no pertanyen a les elits sinó d'aquells que venien a través de la ruta de la Seda, estrangers.
El paper de l'artista en el món indi ha sigut anònim, però era la manera que tenien d'entendre l'art com una activitat espiritual i com esmenta Eva Fernández del Campo (2007):"com una forma de yoga". Encara que no se sap si els pintors van ser monjos-artistes o un gremi d'artesans, entre altres hipòtesis, el que és segur és que a les coves van treballar diverses mans, diversos artistes, fins i tot en una mateixa escena.
És clar que la concepció de l'artista anònim esdevé arrel d'un pensament filosòfic on als dogmes del budisme es nega la personalitat de l'artista esdevenint un missatger entre allò terrenal i diví sent capaç de comunicar-ho al fidel.

## Cronologia i història de les coves
Walter Spink ha desenvolupat durant les darreres dècades una cronologia, que a diferència dels estudiosos anteriors, situa completament al segle V el segon període de les coves. Això es basa en evidències com ara les inscripcions, l'estil artístic, la datació de llocs de temples rupestres propers, la cronologia comparativa de les dinasties, combinat amb els nombrosos elements de les coves incomplets. Creu que el grup anterior de coves, que, com altres erudits, data aproximadament, del període "entre el 100 aC i el 100 dC", van ser abandonats completament en algun moment i van romandre així "durant més de tres segles". Això va canviar durant l'emperador hindú Harishena de la dinastia Vakataka, que va regnar des del 460 fins a la seva mort el 477, patrocinant nombroses noves coves durant el seu regnat. El govern de Harisena va estendre l'Imperi Vakataka de l'Índia Central per incloure un tram de la costa est de l'Índia; l'Imperi Gupta va governar el nord de l'Índia en el mateix període, i la dinastia Pallava gran part del sud.
Segons Spink, Harisena va animar un grup d'associats (inclòs el seu primer ministre Varahadeva i Upendragupta, el sub-rei en el territori del qual es trobava Ajanta) a excavar noves coves que van ser encarregades individualment, algunes contenint inscripcions que registraven la donació. Aquesta activitat va començar a moltes coves simultàniament al voltant del 462 i es va suspendre principalment el 468 a causa de les amenaces dels veïns reis Asmaka. Posteriorment, es van continuar treballant només a la cova 1, comissió pròpia de Harisena, i les coves 17-20, per encàrrec d'Upendragupta. El 472 la situació va ser tal que es va suspendre completament el treball, en un període que Spink anomena "Hiatus" que va durar fins al 475, moment en què els Asmakas havien substituït Upendragupta com a governants locals. Els treballs es van reprendre, però de nou van ser interromputs per la mort de Harisena el 477, poc després de la qual van cessar les excavacions importants, excepte a la cova 26, que els Asmaka van patrocinar. Els Asmakas van llençar una revolta contra el fill d'Harisena, que va provocar el final de la dinastia Vakataka. En els anys 478-480 dC, les excavacions importants per part de patrons importants van ser substituïdes per una erupció d'"intrusions", estàtues afegides a les coves existents i petits santuaris esquitxats d'on hi havia espai entre ells. Aquests van ser encarregats per individus menys poderosos, alguns monjos, que abans no havien pogut afegir a les grans excavacions dels governants i cortesans. Es van afegir a les façanes, els laterals de tornada de les entrades i a les parets de les coves. Segons Spink, "després de l'any 480 no es va tornar a fer cap imatge al lloc". No obstant això, existeix una inscripció de Rashtrakuta fora de la cova 26 datable a finals del segle VII o principis del VIII, suggerint que les coves no van ser abandonades fins aleshores.
Spink diu que "s'ha de permetre un marge d'error d'un any o potser fins i tot dos en tots els casos".

### Patrocini Hindú i Budista
Les coves d'Ajanta es van construir en un període en què tant els déus de Buda com els hindús eren venerats simultàniament en la cultura índia. Segons Spink i altres erudits, els patrocinadors reials de Vakataka de les coves d'Ajanta probablement adoraven tant déus hindús com budistes. Això ho demostren les inscripcions en què aquests governants, que altrament es coneixen com a devots hindús, dedicaven budistes a les coves. Segons Spink,
Que es pogués adorar tant a Buda com als déus hindús podria explicar la participació de Varahadeva aquí, de la mateixa manera que es pot explicar per què l'emperador Harisena podria patrocinar la notable cova 1, tot i que la majoria dels estudiosos coincideixen que era un hindú, com els anteriors reis Vakataka.- Walter Spink, Ajanta: History and Development, Cave by Cave.
També es va trobar una placa de terracota de Mahishasuramardini, coneguda com a Durga, en un monestir de vihāra de maons que dona a les coves de la riba dreta del riu Waghora que s'ha excavat recentment. Això suggereix que la deïtat possiblement estava sota culte pels artesans. Segons Yuko Yokoschi i Walter Spink, els artefactes excavats del segle V prop del lloc suggereixen que les coves d'Ajanta van desplegar un gran nombre de constructors.

## Coves Individuals

### Cova 1

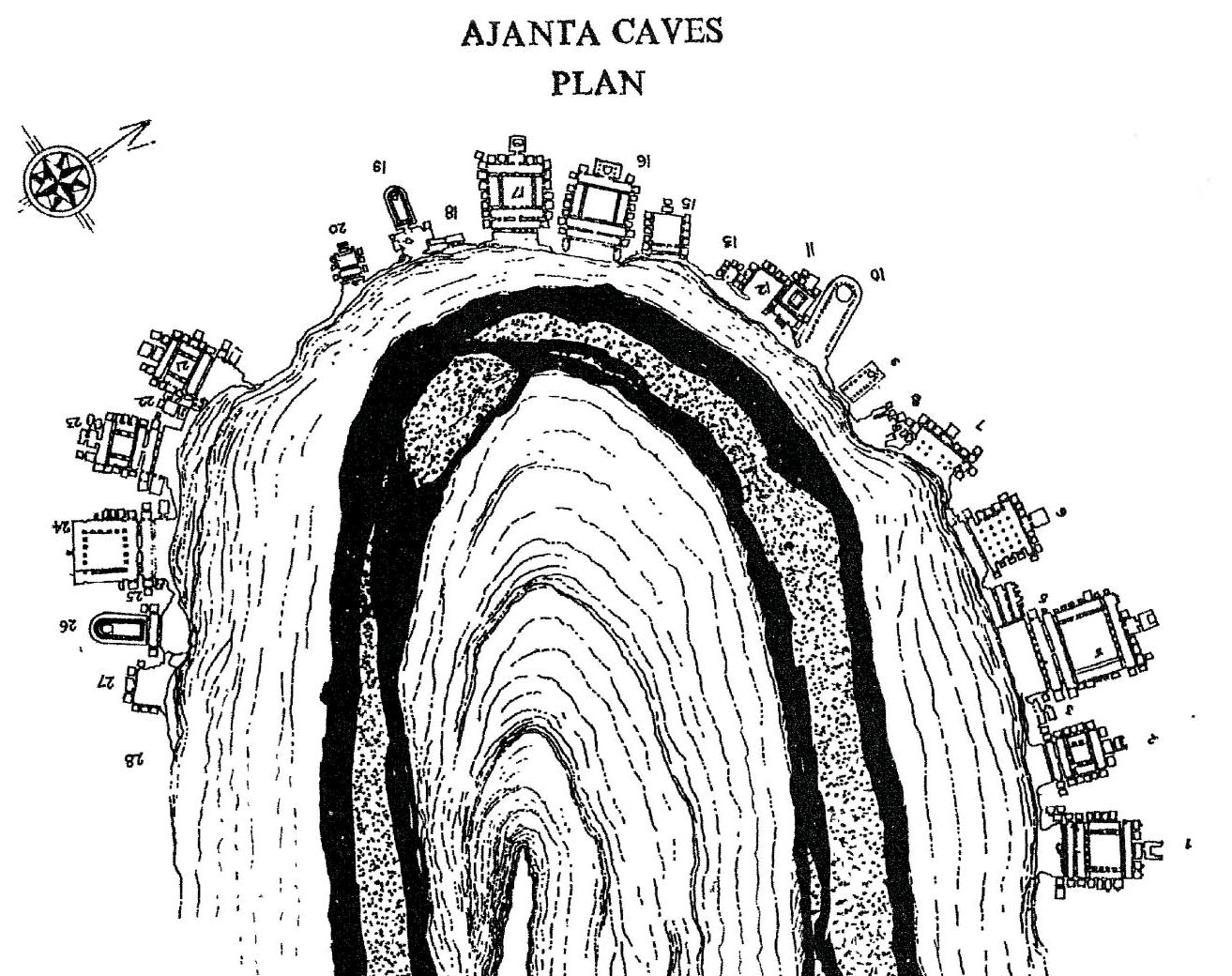
Forma ferradura de les coves

La cova 1 es va construir a l'extrem oriental de l'escarpa en forma de ferradura i ara és la primera cova amb la que es troba el visitant.
Quan es va fer per primera vegada, hauria estat una posició menys destacada just al final de la fila. Segons Spink, és una de les darreres coves excavades quan es van fer els millors jaciments i mai no va ser inaugurada completament per al culte per la dedicació de la imatge de Buda al santuari central. Això es demostra per la manca de danys a les pintures que haurien passat si els ganxos de garlandes al voltant del santuari s'haguessin utilitzat durant algun període. Spink afirma que l'emperador Vākāṭaka Harishena va ser el benefactor de l'obra, i això es reflecteix en l'èmfasi en les imatges de la reialesa a la cova, amb aquells contes de Jataka seleccionats que expliquen aquelles vides anteriors del Buda en què va ser real.
El penya-segat té aquí un pendent més pronunciat que en altres coves, de manera que per aconseguir una gran façana alta va ser necessari retallar-se molt cap al talús, donant un gran pati davant de la façana. Originalment hi havia un pòrtic amb columnes davant de la façana actual, que es pot veure "mig intacte a la dècada de 1880" a les imatges del lloc, però aquest va caure completament i les restes, tot i contenir bones talles, van ser llançades sense cura pendent cap al riu, des d'on s'han perdut.
Aquesta cova (35,7 m × 27,6 m) té una de les façanes tallades més elaborades, amb escultures en relleu sobre entaulament i carenes, i la majoria de superfícies adornades amb talla decorativa. Hi ha escenes esculpides de la vida de Buda, així com diversos motius decoratius. La cova té un porxo amb cel·les simples als dos extrems. L'absència de portals amb pilars als extrems suggereix que el porxo no es va excavar a la darrera fase d'Ajanta quan els portals amb pilars s'havien convertit en costums. La majoria de zones del porxo es van cobrir antigament amb pintures murals, de les quals en queden molts fragments, sobretot al sostre. Hi ha tres portes: una porta central i dues portes laterals.
Cada paret del passadís de l'interior fa prop de 12 m de llarg i 6,1 m d'alçada. Dotze pilars formen una columnata quadrada a l'interior que sosté el sostre i crea amplis passadissos al llarg de les parets. Hi ha un santuari esculpit a la paret posterior per albergar una impressionant imatge asseguda del Buda, amb les mans al mudra dharmachakrapravartana. Hi ha quatre cel·les a cadascuna de les parets (esquerra, posterior i dreta), tot i que a causa de la falla de roca no n'hi ha cap als extrems del passadís posterior.
Les pintures de la cova 1 cobreixen les parets i els sostres. Es troben en un estat de conservació just, tot i que l'esquema complet no es va completar mai. Les escenes representades són majoritàriament didàctiques, devocionals i ornamentals, amb escenes de les històries de Jataka de les vides anteriors del Buda com a bodhisattva, la vida del Buda Gautama i les de la seva veneració. Les dues imatges pintades individuals més famoses d'Ajanta són les dues figures de mida natural de les bodhisattvas de protecció Padmapani i Vajrapani a banda i banda de l'entrada del santuari de Buda a la paret del passadís posterior (vegeu les il·lustracions anteriors). Altres frescos significatius de la cova 1 inclouen els contes de Sibi, Sankhapala, Mahajanaka, Mahaummagga i Champeyya Jataka. Les pintures rupestres també mostren la temptació de Mara, el miracle de Sravasti, on Buda es manifesta simultàniament de moltes formes, la història de Nanda i la història de Siddhartha i Yasodhara.

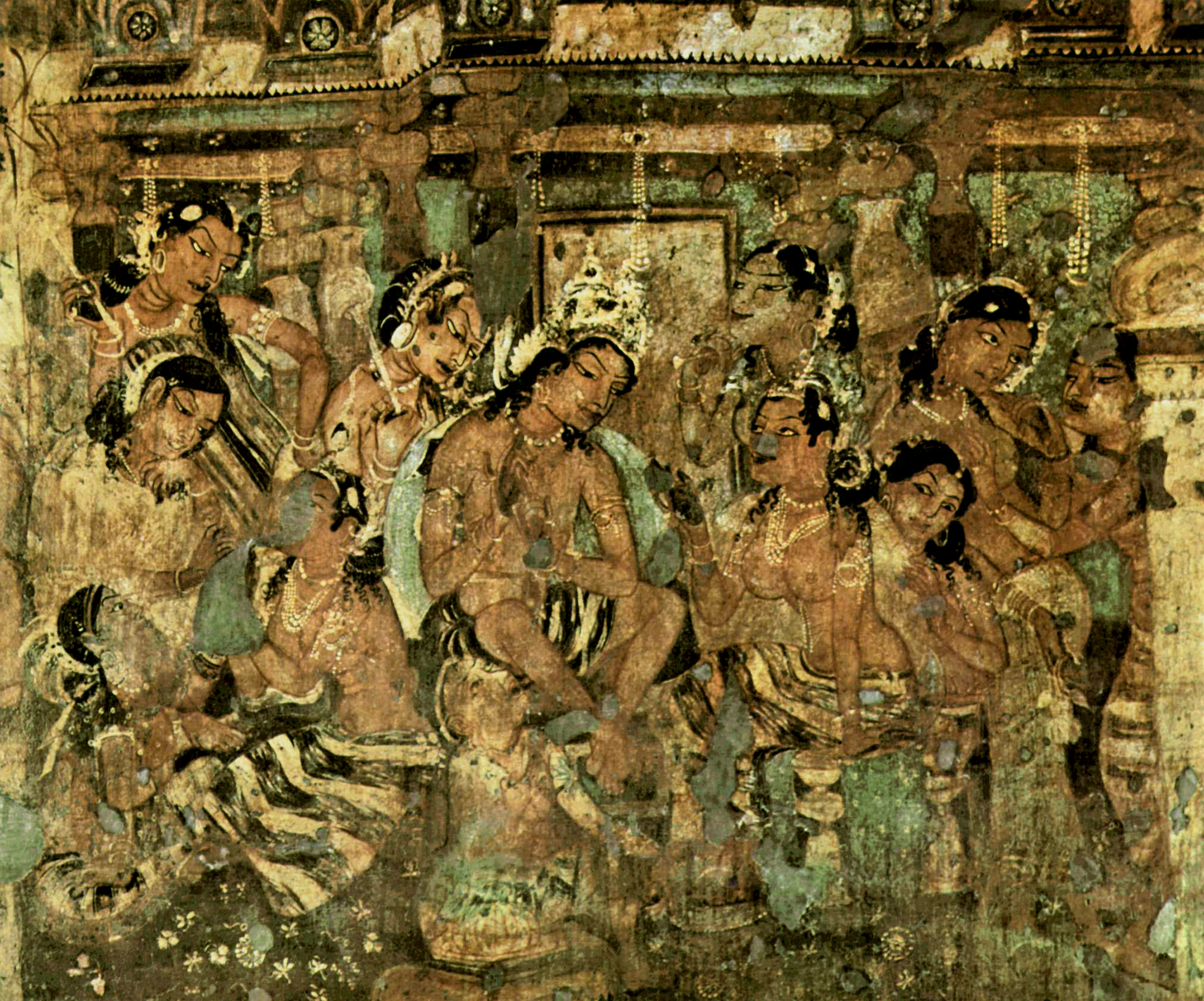
Un dels quatre frescos del conte Mahajanaka Jataka: el rei anuncia la seva abdicació per convertir-se en asceta.
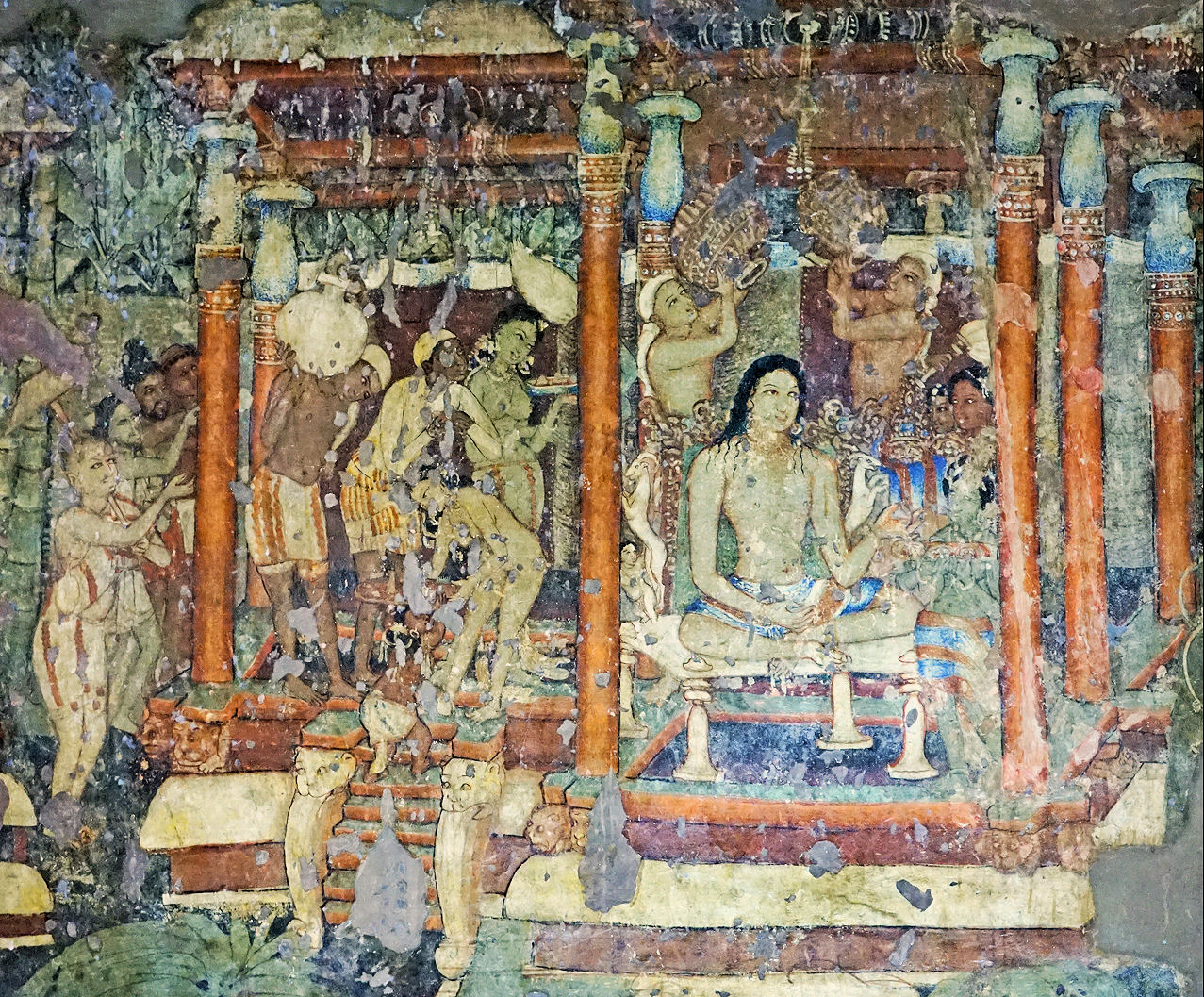
Sibi Jataka: el rei pateix els rituals tradicionals per als renunciants. Rep un bany cerimonial.
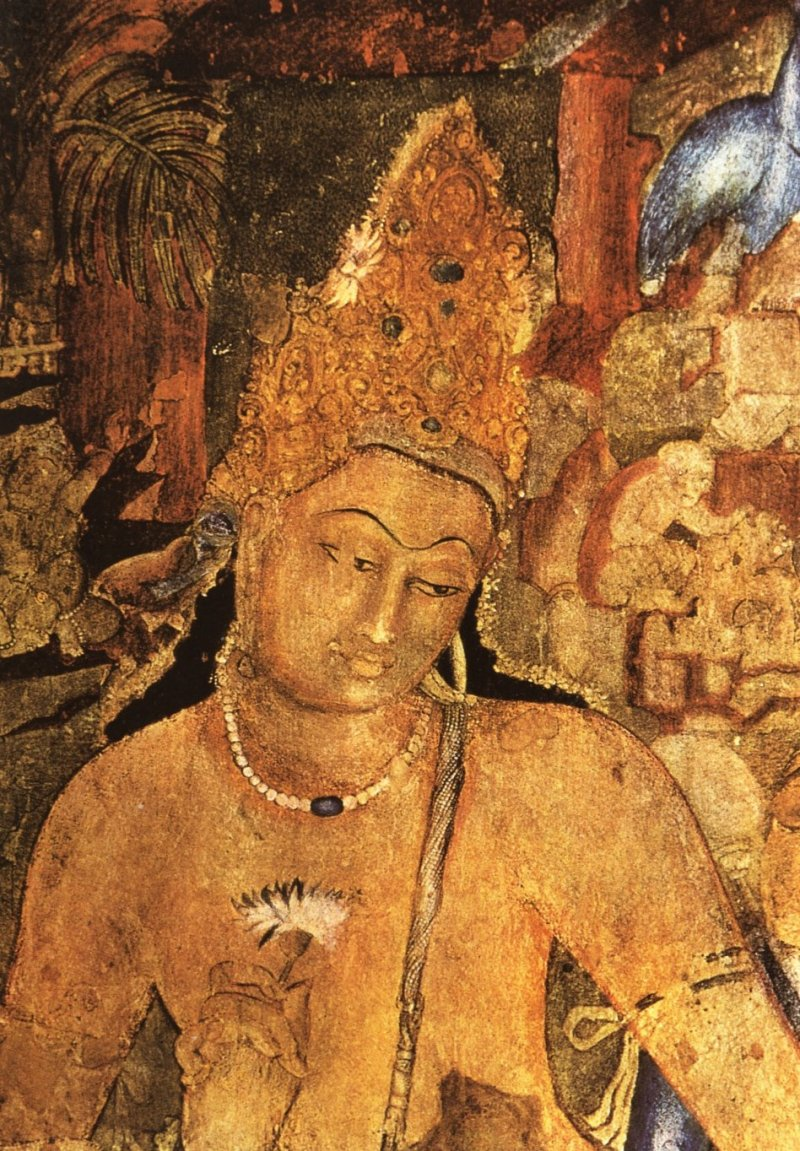
El Bodhisattva de la compassió Padmapani amb lotus
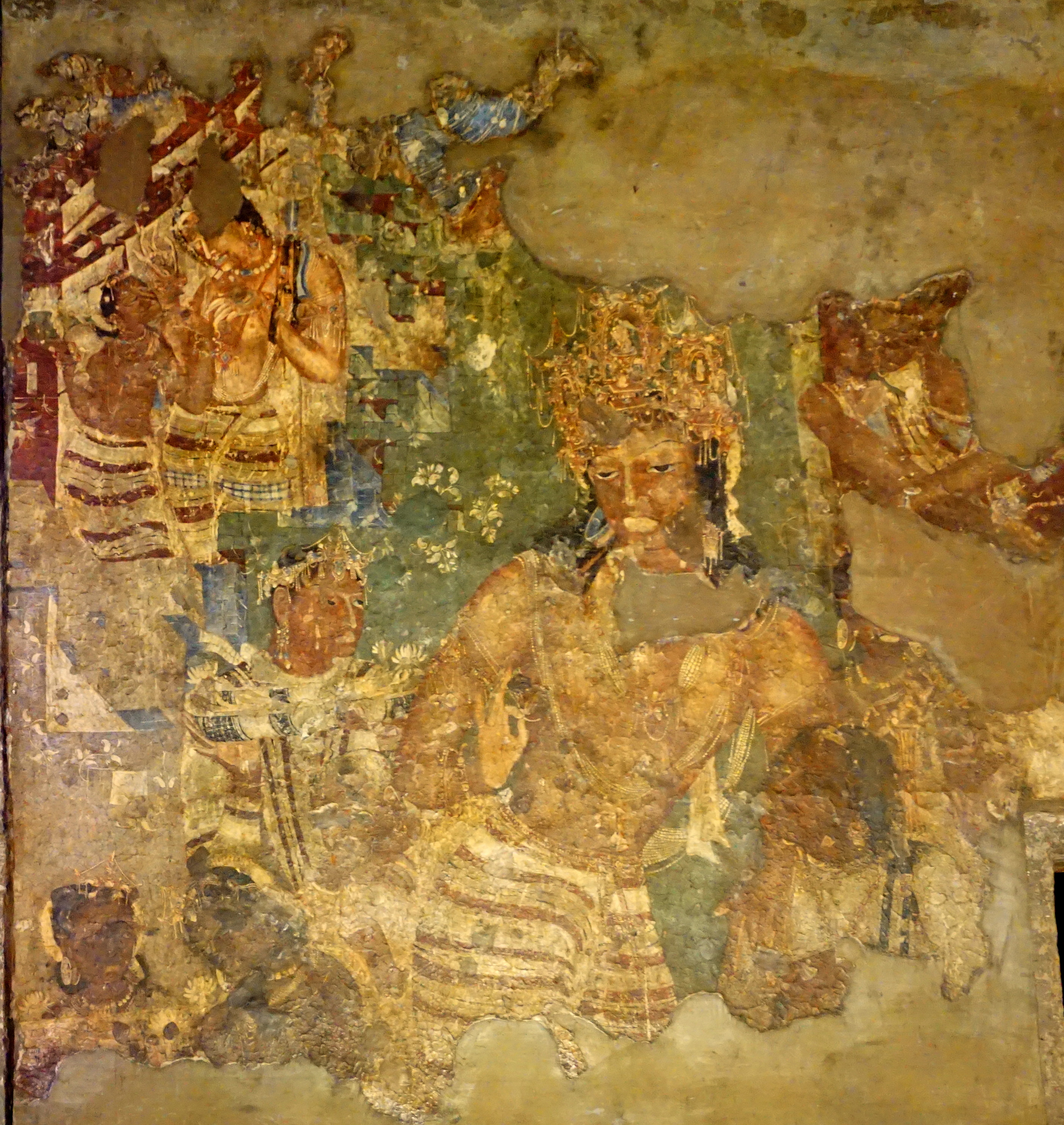
El Vajrapani

### Cova 2
La cova 2, adjacent a la cova 1, és coneguda per les pintures que s'han conservat a les seves parets, sostres i pilars. Té un aspecte similar a la cova 1 i es troba en un millor estat de conservació. Aquesta cova és més coneguda pel seu enfocament femení, les seves intricades talles de roca i les seves pintures, però és incompleta i manca de consistència. Un dels frescos d'aquesta cova del segle V també mostra als nens d'una escola, amb els de les primeres files prestant atenció al professor, mentre que els de la fila de darrere es mostren distrets i actuen.
La cova 2 (35,7 m × 21,6 m) va iniciar a la dècada de 460, però principalment esculpida entre el 475 i el 477 dC, probablement patrocinada i influenciada per una dona molt relacionada amb l'emperador Harisena. Té un porxo força diferent de la cova 1, fins i tot les talles de façana semblen ser diferents. La cova està sostinguda per robusts pilars, ornamentats. El porxo davanter consta de cel·les recolzades per portals de pilars als dos extrems.
El vestíbul té quatre columnates que sostenen el sostre i envolten una plaça al centre del vestíbul. Cada braç o columnata de la plaça és paral·lel a les respectives parets del vestíbul, fent un passadís entremig. Les columnates tenen bigues de roca per sobre i per sota. Els capitells estan tallats i pintats amb diversos temes decoratius que inclouen motius ornamentals, humans, animals, vegetatius i semidivins. Les esculpides principals inclouen la de la deessa Hariti. És una deïtat budista que originalment era la demoníaca de la verola i una menjadora de nens, que Buda va convertir en una deessa guardiana de la fertilitat, un naixement fàcil del nen i una persona que protegeix els nadons.

Les pintures dels sostres i les parets de la cova 2 han estat àmpliament publicades. Representen els contes Hamsa, Vidhurapandita, Ruru, Kshanti Jataka i el Purna Avadhana. Altres frescos mostren el miracle de Sravasti, Ashtabhaya Avalokitesvara i el somni de Maya. De la mateixa manera que les històries il·lustrades a la cova 1 emfatitzen el caràcter de rei, les de la cova 2 mostren moltes dones nobles i poderoses amb papers destacats, cosa que va fer suggerir que la patrona era una dona desconeguda. La paret posterior del porxo té una porta al centre, que permet l'entrada al vestíbul. A banda i banda de la porta hi ha una finestra de forma quadrada que il·lumina l'interior.

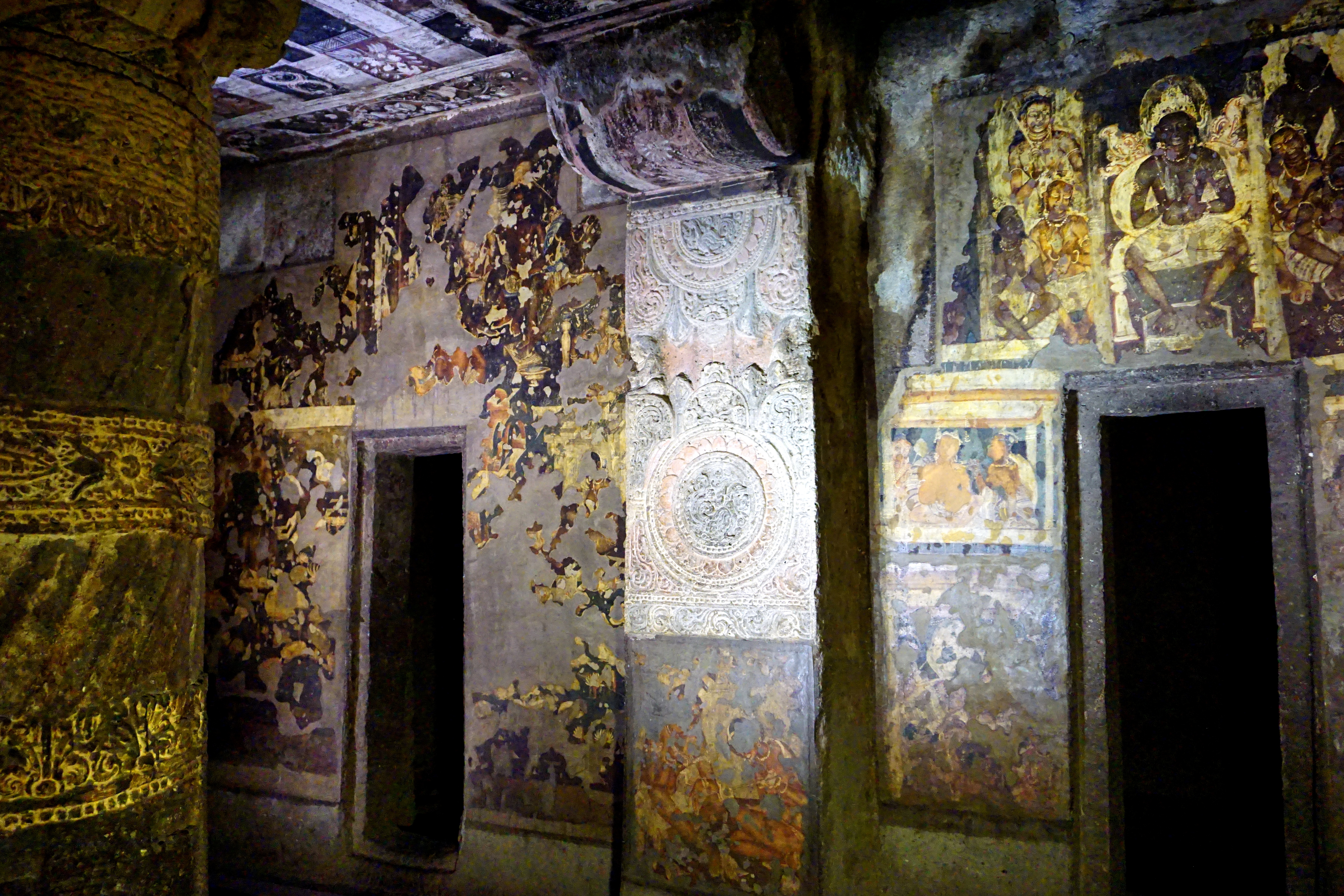
El fresc de la cova 2 situat a sobre de la porta dreta mostra Buda al cel de Tushita
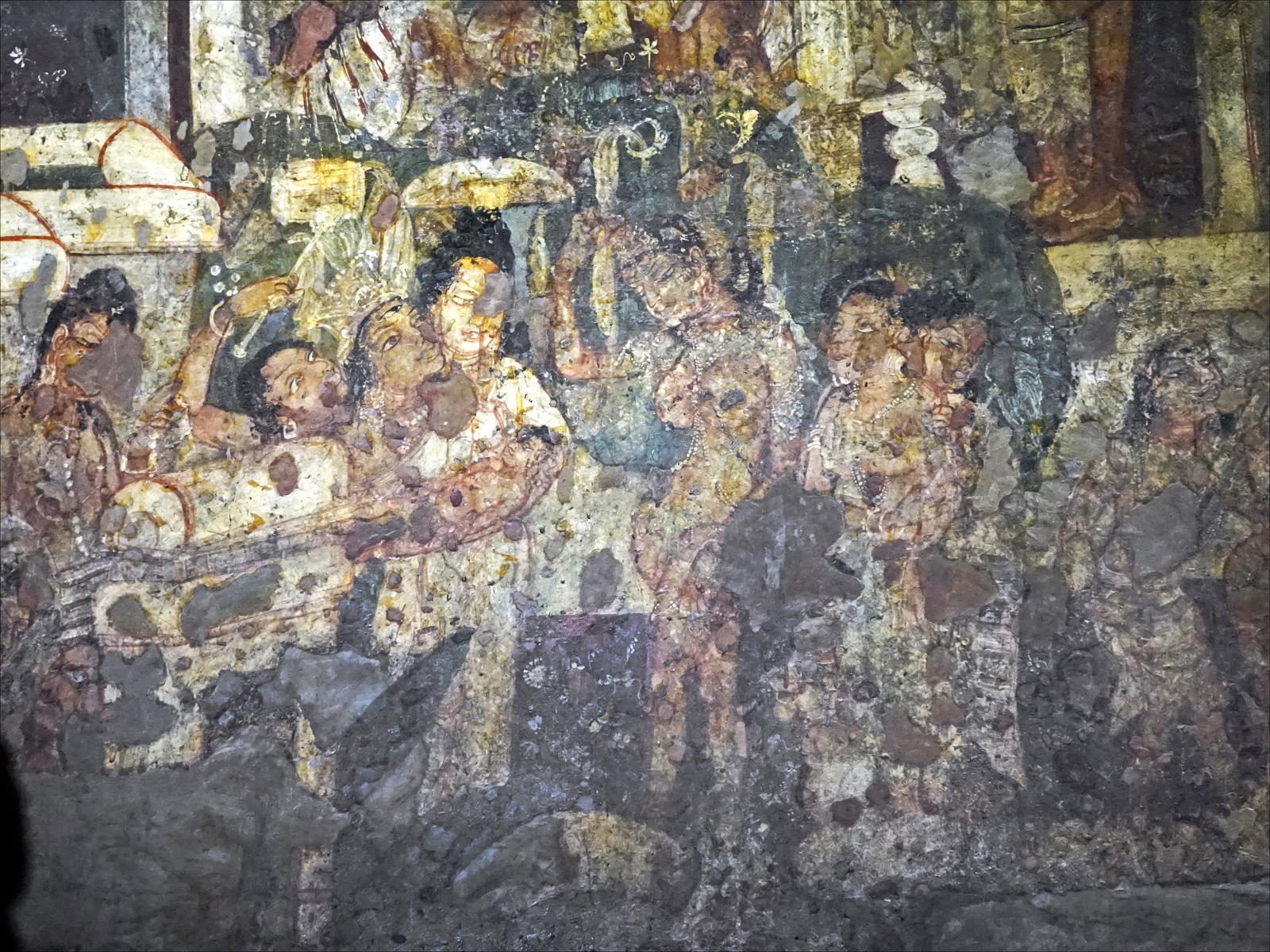
Una escena de Vidurapandita Jataka: el naixement de Buda.
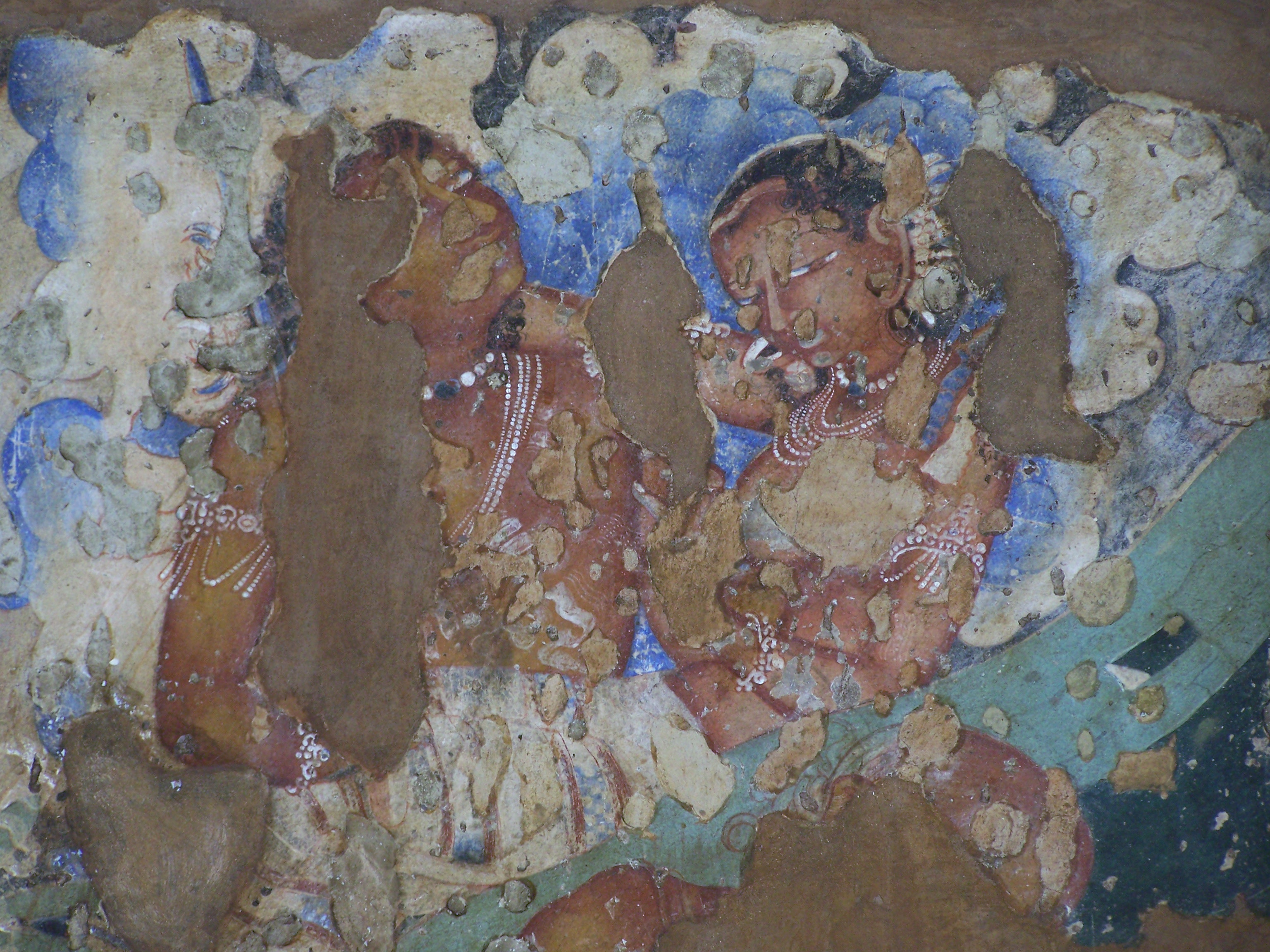
Les obres d'art de Cave 2 són conegudes pel seu enfocament femení, com ara aquestes dues femelles.
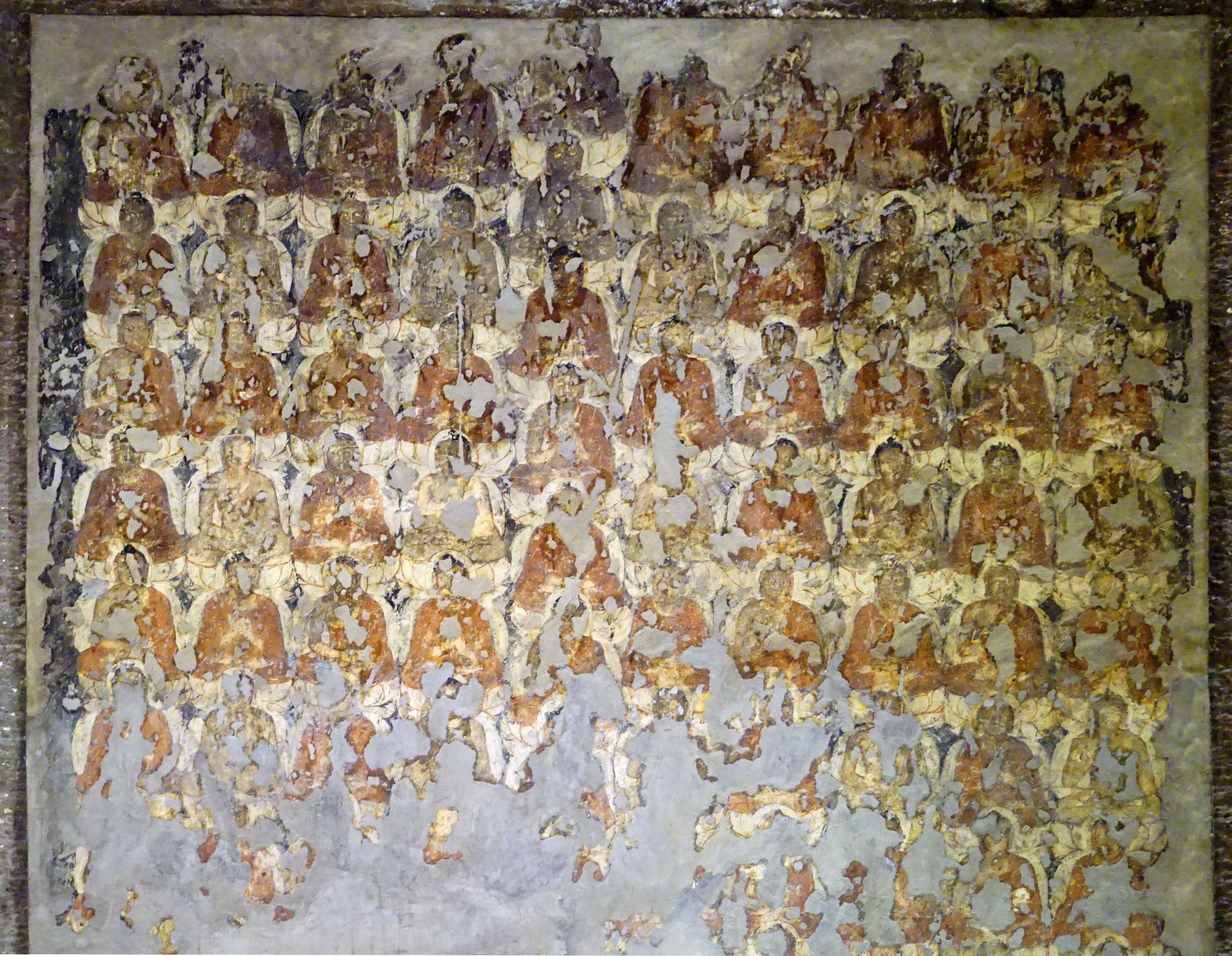
El miracle de Sravasti.

### Cova 3
No és més que l'inici d'una excavació; segons Spink, es va començar just al final del període final de treball i aviat es va abandonar. Es tracta d'un monestir incomplet i només existeixen les excavacions preliminars de la galeria amb pilars. La cova va ser un dels darrers projectes que es va iniciar al lloc.

### Cova 4
Un vihāra, va ser patrocinat per Mathura, probablement no un funcionari noble ni cortesà, sinó un devot ric. Aquest és el vihāra més gran del grup inaugural, el que suggereix que tenia una riquesa i una influència immenses sense ser càrrec de l'estat. Es troba a un nivell significativament superior, possiblement perquè els artistes es van adonar que la qualitat de la roca al nivell inferior i igual d'altres coves era pobra i que tenien més possibilitats de tenir un vihāra major en un lloc superior. Una altra possibilitat probable és que els planificadors volguessin esculpir a la roca una altra gran cisterna al costat esquerre de la pista per a més residents, que reflectís la dreta, un pla implicat per l'alçada de les cel·les endavant del costat esquerre.
L'Estudi Arqueològic de l'Índia data del segle VI dC. Spink, en canvi, data de la inauguració d'aquesta cova un segle abans, cap al 463 dC, basada en l'estil de construcció i altres inscripcions. La cova 4 mostra evidències d'un col·lapse dramàtic del seu sostre a la sala central, probablement al segle vi, cosa causada per la immensitat de la cova i els defectes geològics de la roca. Més tard, els artistes van intentar superar aquest defecte geològic elevant l'alçada del sostre mitjançant una excavació més profunda de la lava de basalt incrustada.

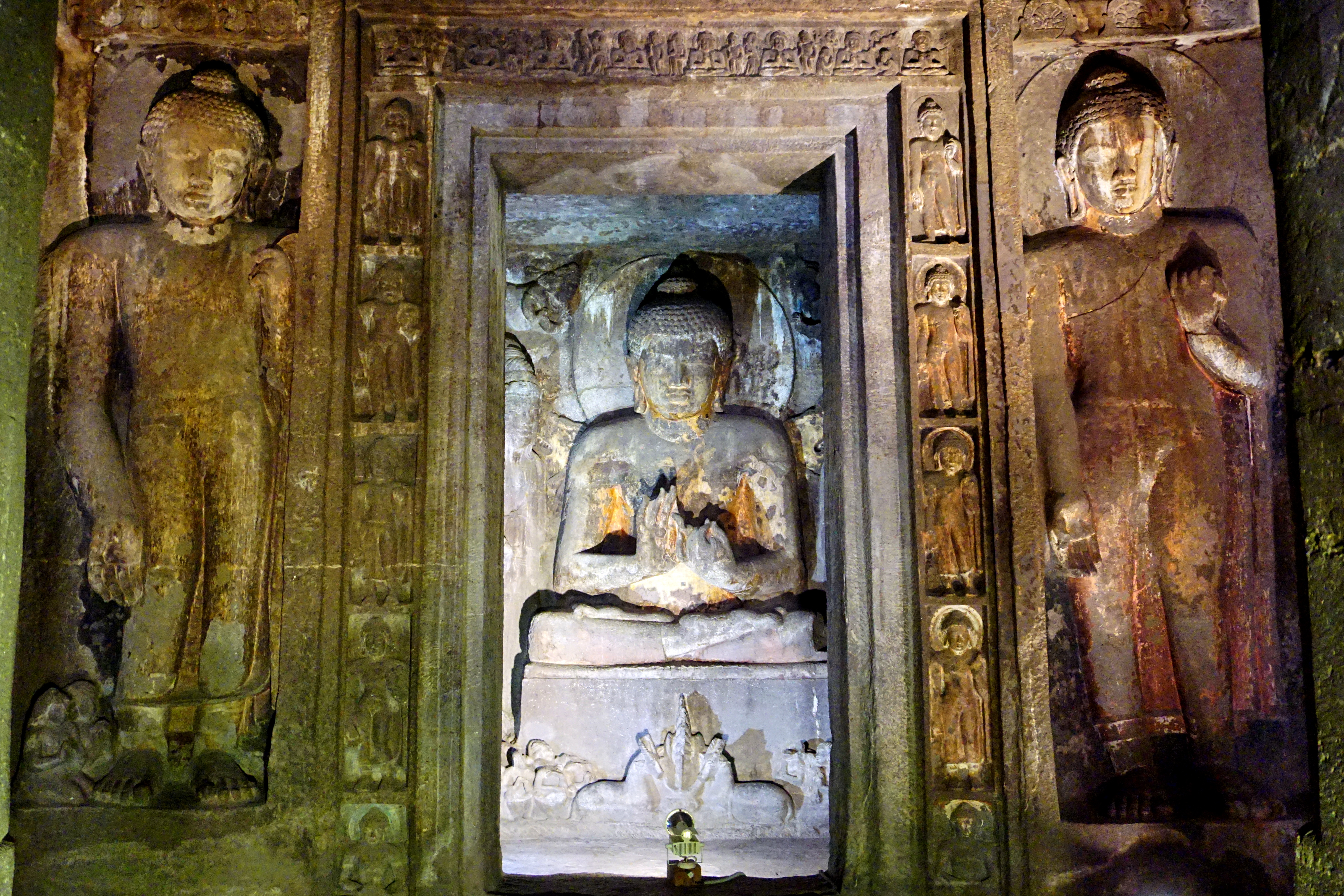
Cova 4: El Buda en una postura de predicació flanquejat per bodhisattvas

La cova té un pla escairat, té una colossal imatge de Buda en postura de predicació flanquejada per bodhisattvas i nimfes celestes que planegen a sobre. Està format per un porxo, un vestíbul hipostilar, un santuari amb una avantcambra i una sèrie de cel·les inacabades. Aquest monestir és el més gran de les coves d'Ajanta i mesura gairebé 970 metres quadrats (35.000 × 28 m). El marc de la porta està exquisidament esculpit, flanquejant a la dreta el bodhisattva esculpit com a alleujador dels vuit grans perills. La paret posterior de la galeria conté el panell de lletanies d'Avalokiteśvara. El col·lapse del sostre de la cova probablement va afectar el seu pla general i va fer que quedés incompleta. Només es van completar l'estàtua de Buda i les principals escultures, i excepte el que el patrocinador considerava els elements més importants, tots els altres elements de la cova no es van pintar mai.

### Cova 5
Cova 5, excavació inacabada com a monestir (10,32 × 16,8 m). No té escultura ni elements arquitectònics, excepte el marc de la porta. Les talles ornamentades del marc tenen figures femenines amb criatures mítiques makara trobades a les arts índies de l'època antiga i medieval. La construcció de la cova es va iniciar probablement cap al 465 dC, però va ser abandonada perquè la roca té defectes geològics. La construcció es va reprendre el 475 dC després que Asmakas tornés a començar les obres a les coves d'Ajanta, però va tornar a abandonar-se a mesura que els artistes i el patrocinador es van redissenyar i es van centrar en una cova 6 ampliada que limita amb la cova 5.

### Cova 6
La cova 6 és un monestir de dues plantes (16,85 × 18,07 m). Consisteix en un santuari, una sala a tots dos nivells. El nivell inferior té pilars i té cel·les adherides. El vestíbul superior també té cel·les subsidiàries. Els santuaris de tots dos nivells presenten un Buda en la postura d'ensenyament. En altres llocs, Buda es mostra en diferents mudres. Les parets del nivell inferior representen el Miracle de Sravasti i la llegenda de la Temptació de Mara. Només es va acabar el pis inferior de la cova 6. El pis superior inacabat de la cova 6 té moltes escultures votives privades i un santuari Buda.
El nivell inferior de la Cova 6 probablement va ser la primera excavació de la segona etapa de construcció. Aquesta etapa va marcar el tema Mahayana i el període renaixentista Vakataka de la reconstrucció d'Ajanta que va començar uns quatre segles després de la construcció anterior del tema Hinayana. El pis superior no es va preveure al principi, sinó que es va afegir com un pensament posterior, probablement al voltant de l'època en què els arquitectes i artistes van abandonar altres treballs sobre la roca geològicament defectuosa de la cova 5 immediatament al costat. Tant la caverna inferior com la superior 6 mostren experiments bruts i errors de construcció. El treball de les coves era molt probable que estigués en curs entre el 460 i el 470 dC, i és el primer que mostra els bodhisattves assistents. La construcció de la cova superior probablement va començar el 465, va avançar ràpidament i molt més a la roca que el nivell inferior.

Les parets i el marc de la porta del santuari dels dos nivells estan tallats de manera intrincada. Aquests mostren temes com les makares i altres criatures mítiques, les apsares, els elefants en diferents etapes d'activitat, les femelles en gest de salutació. El nivell superior de la cova 6 és significatiu, ja que mostra un devot en una postura agenollada als peus de Buda, una indicació de les pràctiques de culte devocional al segle V. El colossal Buda del santuari té un tron elaborat cap enrere, però va ser acabat a correcuita el 477/478 dC, quan va morir el rei Harisena. L'avantcambra del santuari de la cova presenta un grup escultòric inacabat dels Sis Budes del passat, dels quals només es van esculpir cinc estàtues. Aquesta idea pot haver estat influenciada per les de les coves de Bagh de Madhya Pradesh.

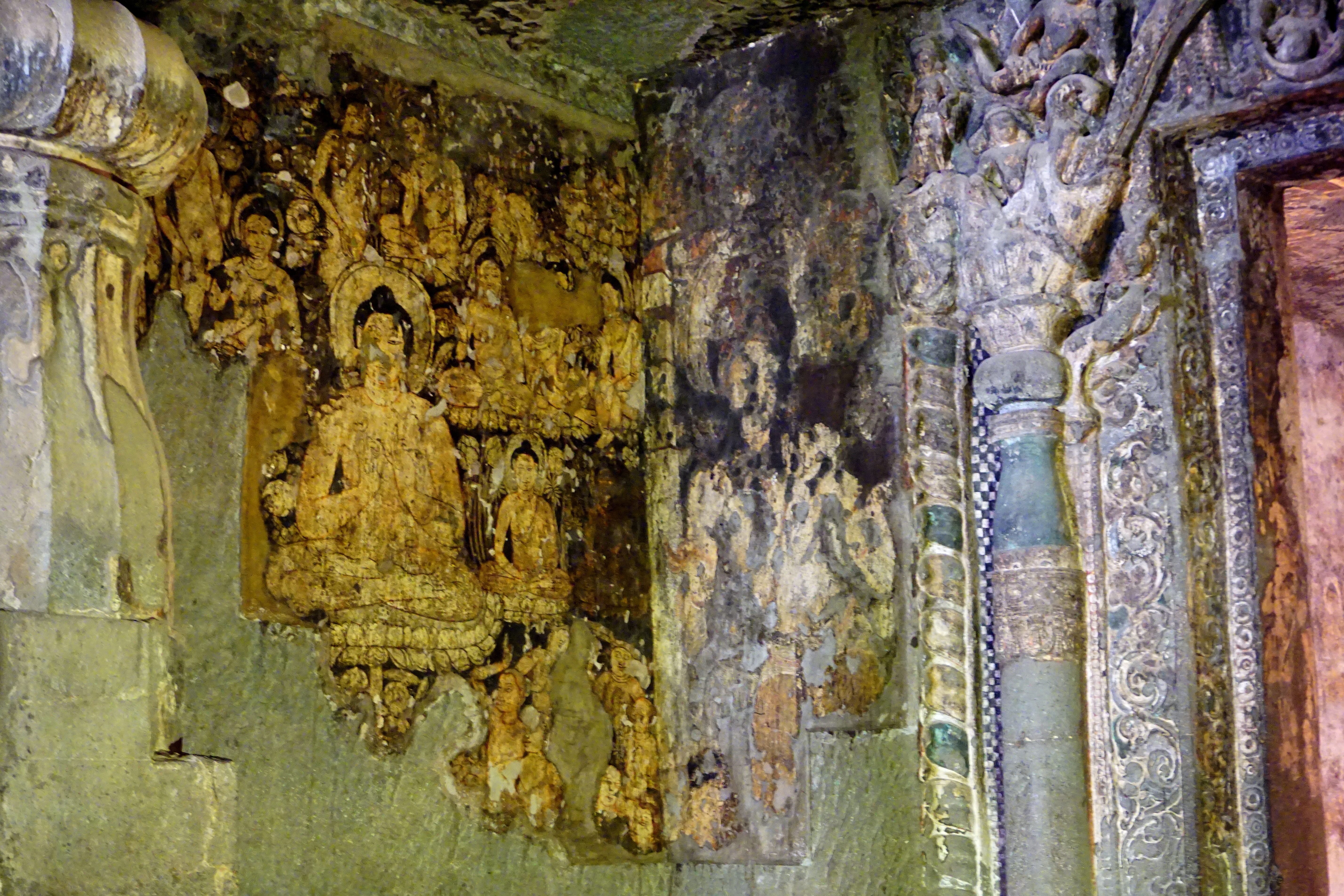
La pintura més intacta de la cova 6: Buda assegut al dharma-chakra-mudra
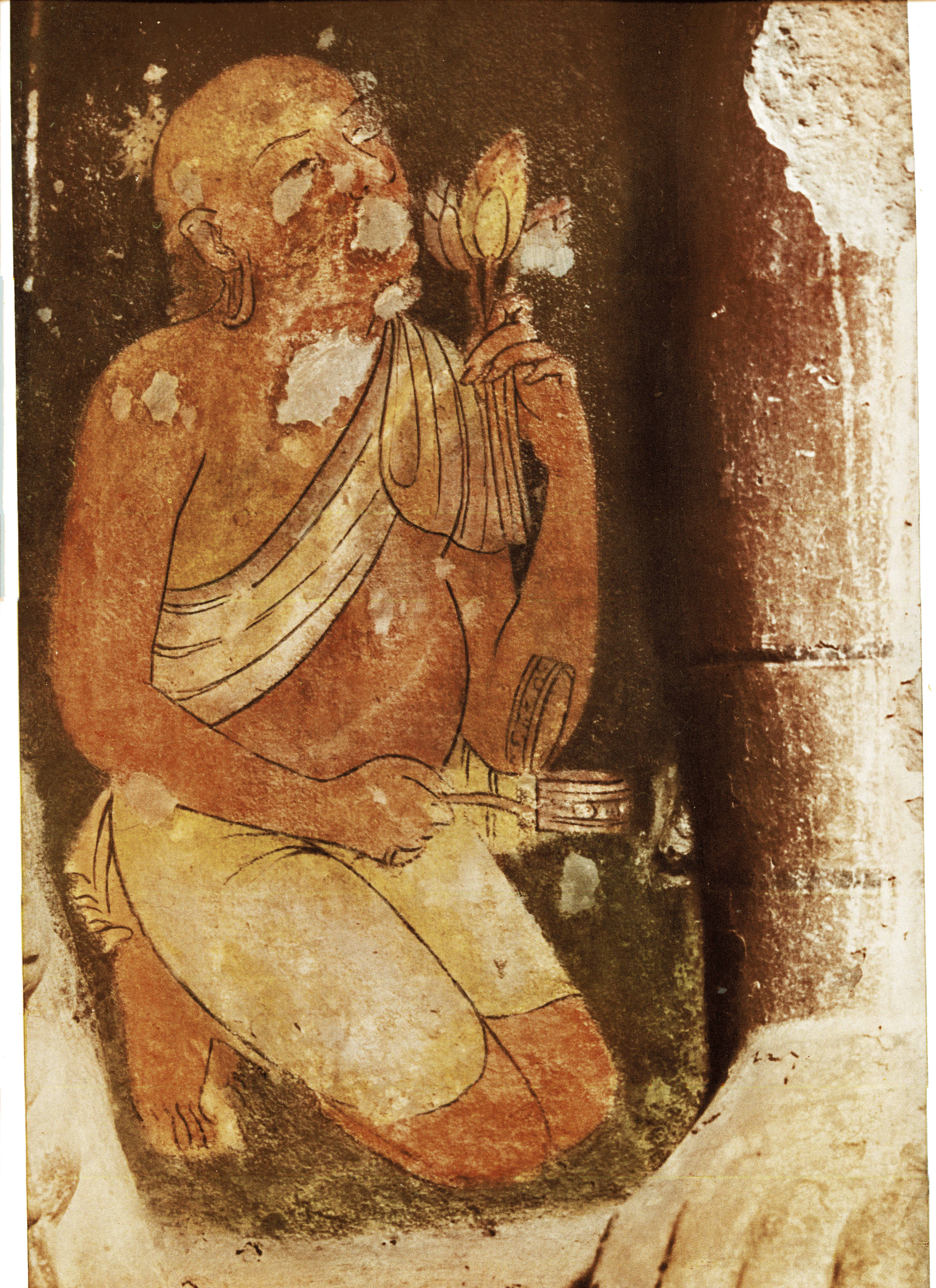
Pintura que mostra l'adoració devocional Mahayana a Buda
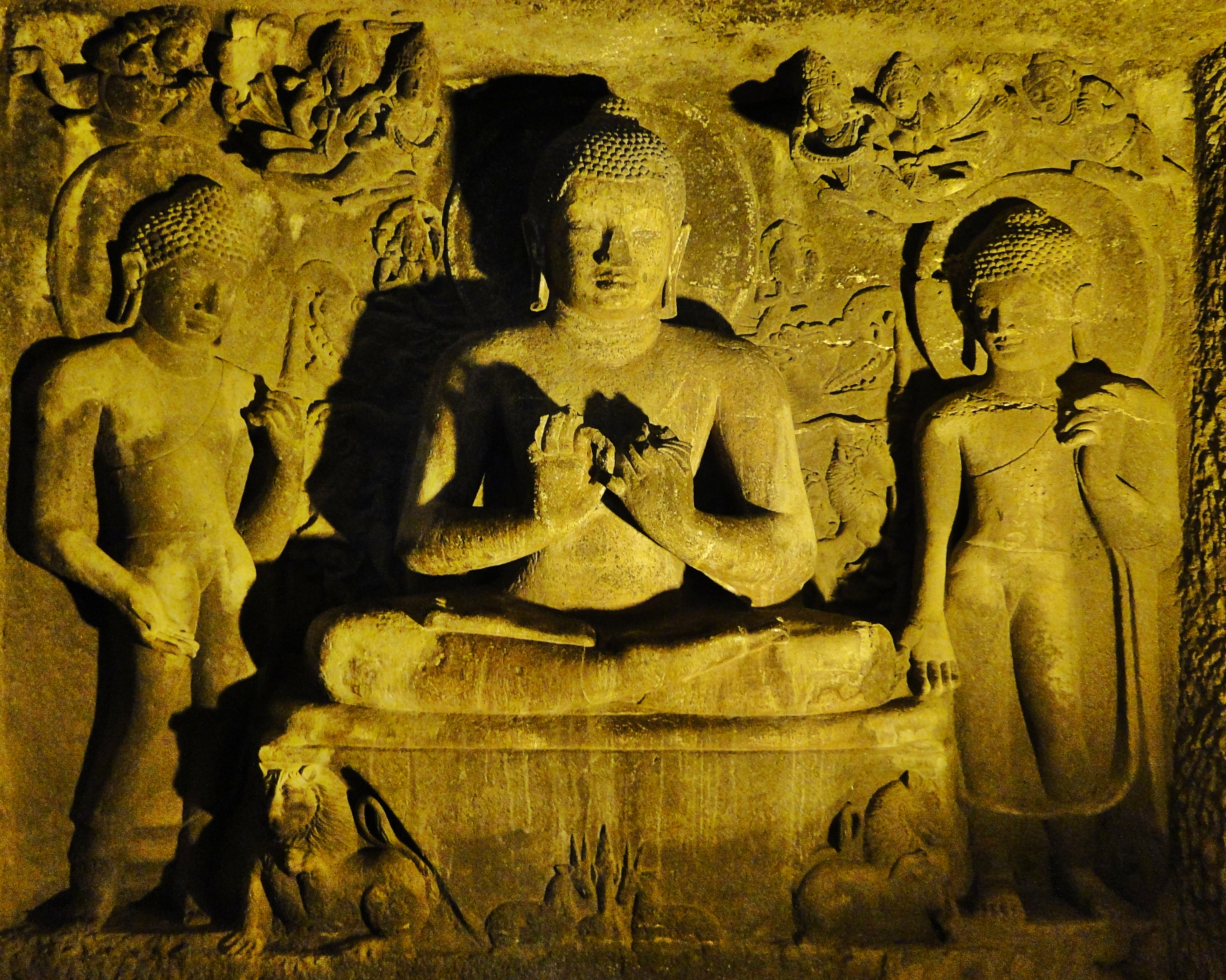
Buda al nivell superior, cérvols a sota i apsares a dalt (il·luminació artificial)

### Cova 7
La Cova 7 també és un monestir (15,55 × 31,25 m) però d'un sol pis. Consta d'un santuari, un vestíbul amb pilars octogonals i vuit petites habitacions per a monjos. El santuari Buda es mostra en la predicació de la postura. Hi ha molts panells d'art que narren temes budistes, inclosos els del Buda amb Nagamuchalinda i Miracle of Sravasti.
La cova 7 té una gran façana amb dos pòrtics. La galeria té vuit pilars de dos tipus: un té una base octogonal amb amalaka i capitell de lotus; l'altre no té una base de forma clara, presenta un eix octogonal amb un capitell pla. La galeria s'obre en una avantcambra. A la part esquerra d'aquesta avantguarda hi ha escultures assegudes o de peu, com les de 25 budes asseguts tallats en diverses postures i expressions facials, mentre que al costat dret hi ha 58 relleus de Buda asseguts en diferents postures, tots col·locats sobre lotus. Aquests budes i altres a les parets interiors de l'avantsala són una representació escultòrica del Miracle de Sravasti a la teologia budista. La fila inferior mostra dos Nagas que sostenen la tija de lotus florida. L'avantcambra condueix al santuari a través d'un marc de la porta. En aquest marc hi ha esculpides dues femelles de peu sobre makaras (criatures marines mítiques). Dins del santuari hi ha Buda assegut en un tron de lleó amb una postura de cames creuades, envoltat d'altres figures del Bodhisattva, dos assistents amb apsares a sobre.

Potser a causa de falles a la roca, la cova 7 mai no es va endinsar molt al penya-segat. Consta només dels dos pòrtics i una sala de santuari amb antecambra, sense sala central. Es van instal·lar algunes cel·les. L'obra d'art rupestre probablement va ser revisada i reformada amb el pas del temps. La primera versió es va completar cap al 469 dC, els innombrables budes van afegir i van pintar uns anys després entre el 476 i el 478 dC.

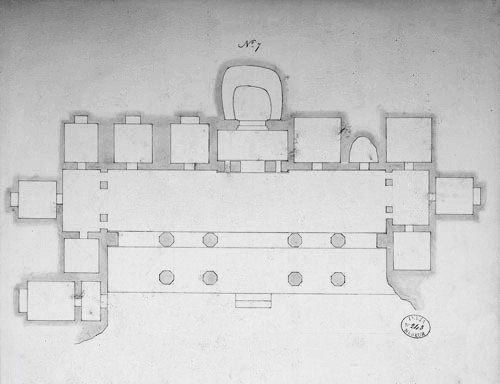
Plànol de la cova 7 (esbós de Robert Gill, 1850)
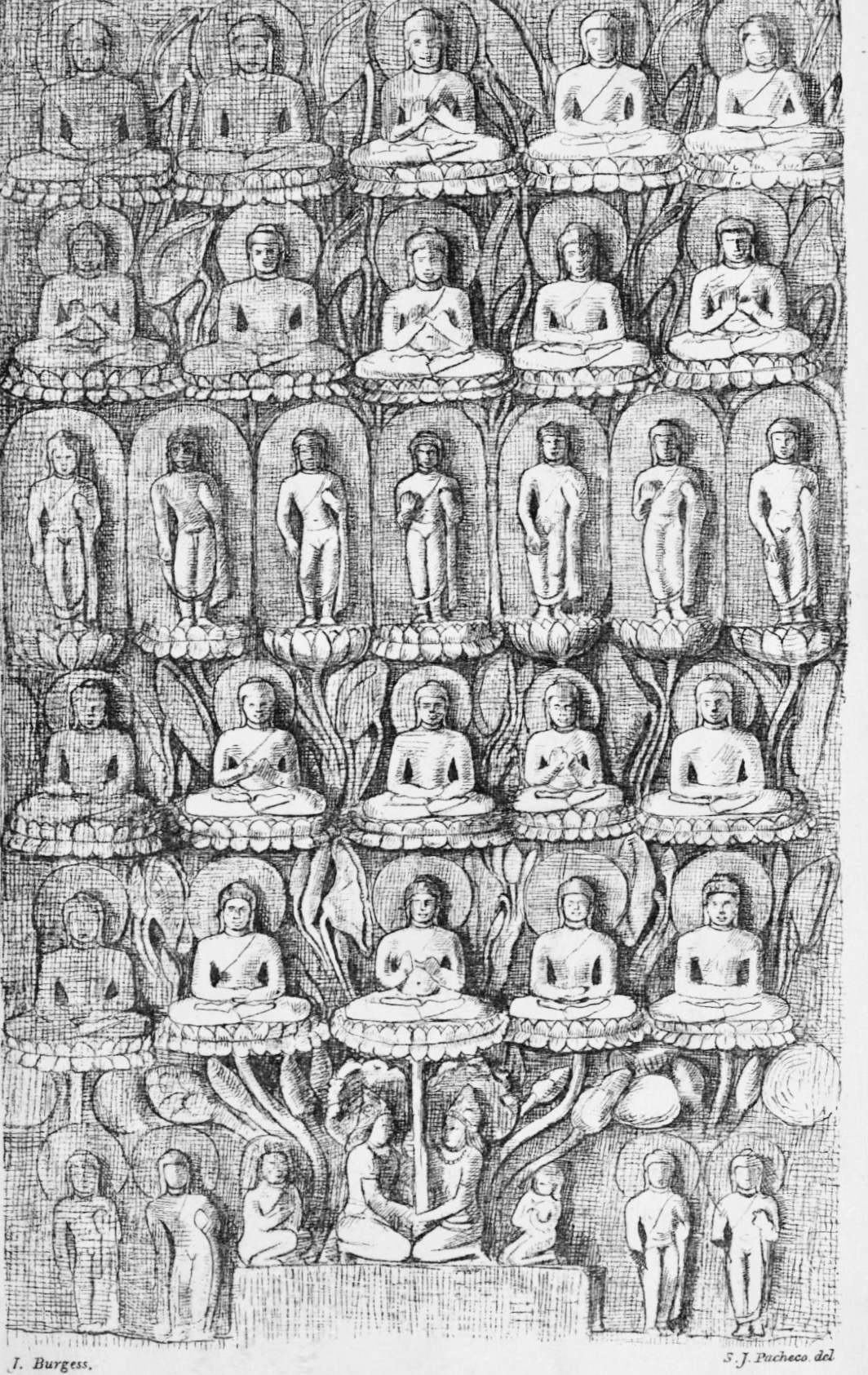
Cova 7: Budes a la paret esquerra de l'avantsala (esbós de James Burgess, 1880)
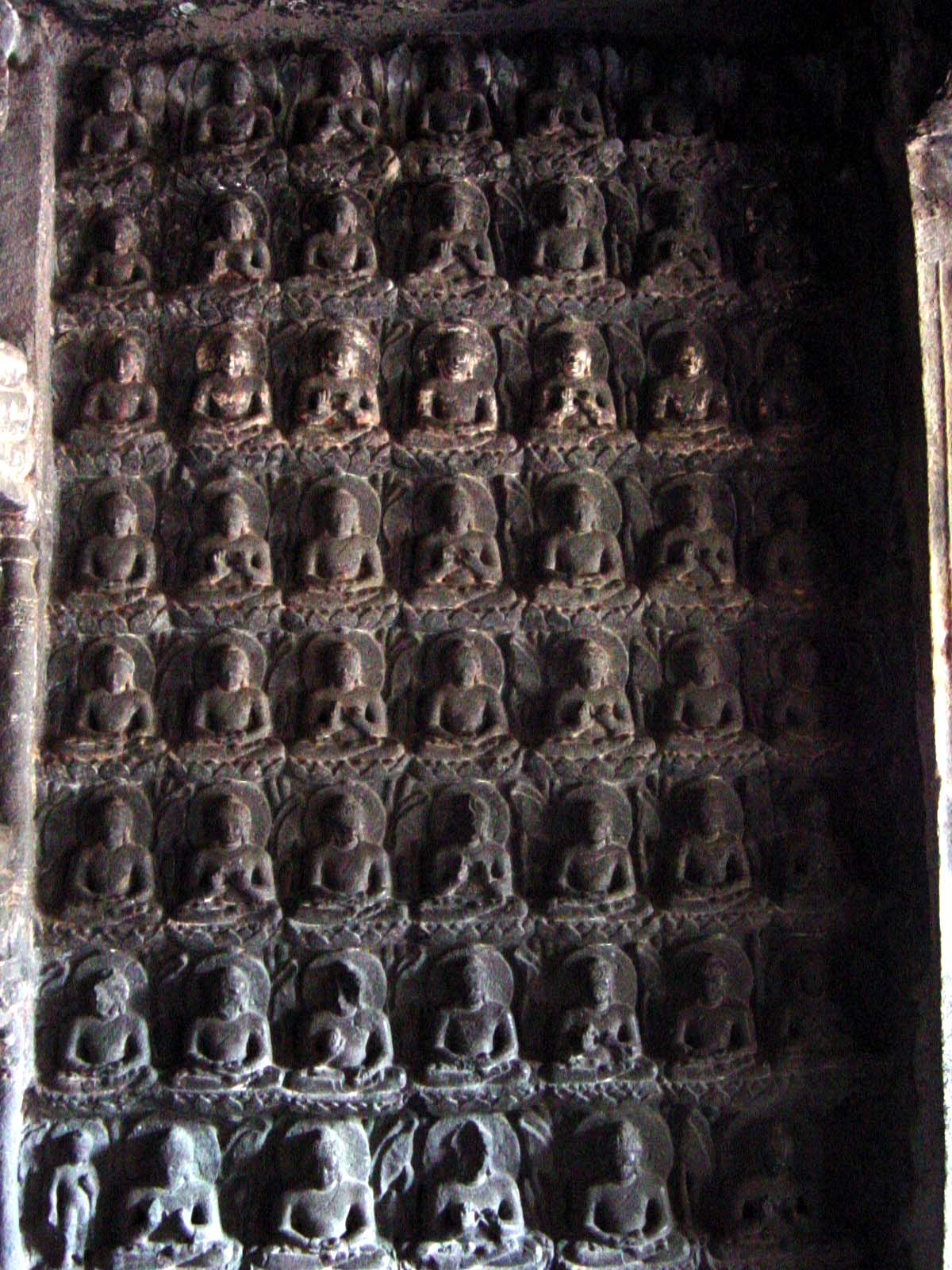
Budes a la paret dreta de l'avantcambra
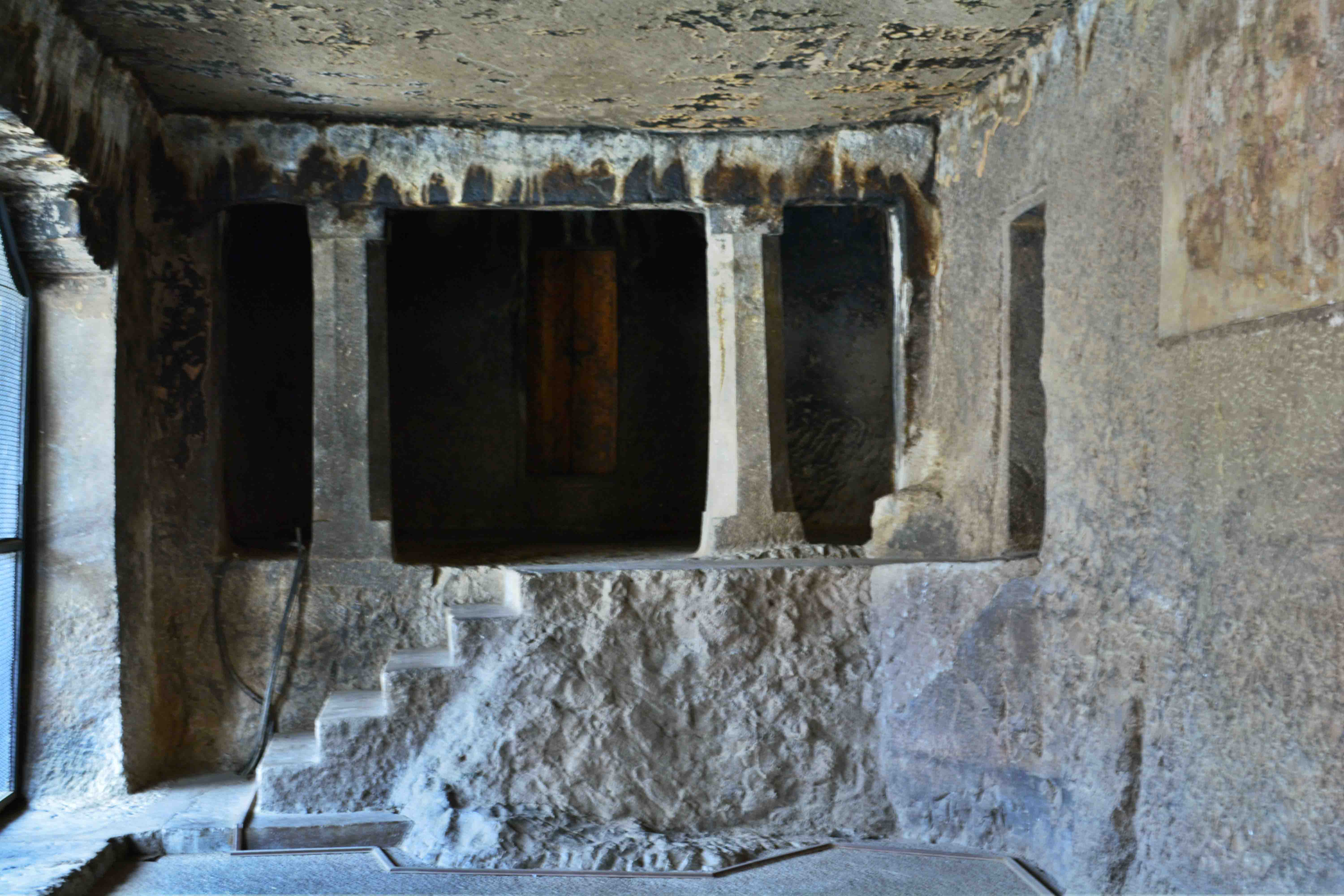
El passadís poc profund davant del santuari

### Cova 8
La cova 8 és un altre monestir inacabat (15,24 × 24,64 m). Durant moltes dècades del segle xx, aquesta cova es va utilitzar com a magatzem i generador. Es troba al nivell del riu amb fàcil accés, relativament més baix que altres coves, i segons Archaeological Survey of India és possiblement un dels primers monestirs. Gran part del seu front està malmès, probablement per una esllavissada. L'excavació de la cova va resultar difícil i probablement abandonada després que una falla geològica que consistia en una capa mineral resultés perjudicial per a les talles estables.
Spink, per contra, afirma que la cova 8 és potser la cova més antiga del segon període, el seu santuari un "pensament posterior". Pot ser que sigui el monestir Mahayana més antic excavat a l'Índia, segons Spink. L'estàtua pot haver estat més solta que esculpida a la roca viva, ja que ara ha desaparegut. Es va pintar la cova, però només en queden rastres.

### Cova 9
Les coves 9 i 10 són les dues sales de culte o chaitya del segle II a I aC, del primer període de construcció; tot i que totes dues van ser reelaborades al final del segon període de construcció al segle V dC.
La cova 9 (18,24 m × 8,04 m) és més petita que la cova 10 (30,5 m × 12,2 m), però és més complexa. Això ha portat a Spink a pensar que la cova 10 era potser originària del segle i aC, i la cova 9 aproximadament cent anys després. Així, coves 9A a 9D i 10A també daten del segon període. Aquests van ser encarregats per particulars. L'arc de la cova 9 té un perfil restant que suggereix que probablement tenia accessoris de fusta.
La cova té una forma absidal, una nau, un passadís i un absis diferents amb una icona, arquitectura i planta que recorden una de les catedrals construïdes a Europa molts segles després. El passadís té una filera de 23 pilars. El sostre és adovellat. L'estupa es troba al centre de l'absis, amb un camí de circumval·lació al seu voltant. L'estupa s'assenta sobre una base cilíndrica alta. A la paret esquerra de la cova hi ha votants que s'acosten a l'estupa, cosa que suggereix una tradició devocional.

Segons Spink, les pintures d'aquesta cova, inclosos els intrusos budes de peu als pilars, es van afegir al segle V. A sobre dels pilars i també darrere de l'estupa hi ha pintures de colors del Buda amb Padmapani i Vajrapani al costat, porten joies i collarets, mentre que els ioguis, els ciutadans i els bhikshu budistes s'apropen al Buda amb garlandes i ofrenes, amb homes amb dhoti i turbants embolicats al cap. A les parets hi ha frisos de contes de Jataka, però probablement de la fase Hinayana de la primera construcció. Alguns dels plafons i relleus tant dins com fora de la Cova 10 no tenen sentit narratiu, sinó que estan relacionats amb llegendes budistes. Aquesta manca de flux narratiu pot ser degut al fet que diversos monjos i donants oficials van afegir-los al segle V allà on hi havia espai buit. Aquest devocionalisme i el caràcter de sala d'adoració d'aquesta cova són la probable raó per la qual es van afegir quatre entranyes 9A, 9B, 9C i 9D addicionals entre la cova 9 i 10.

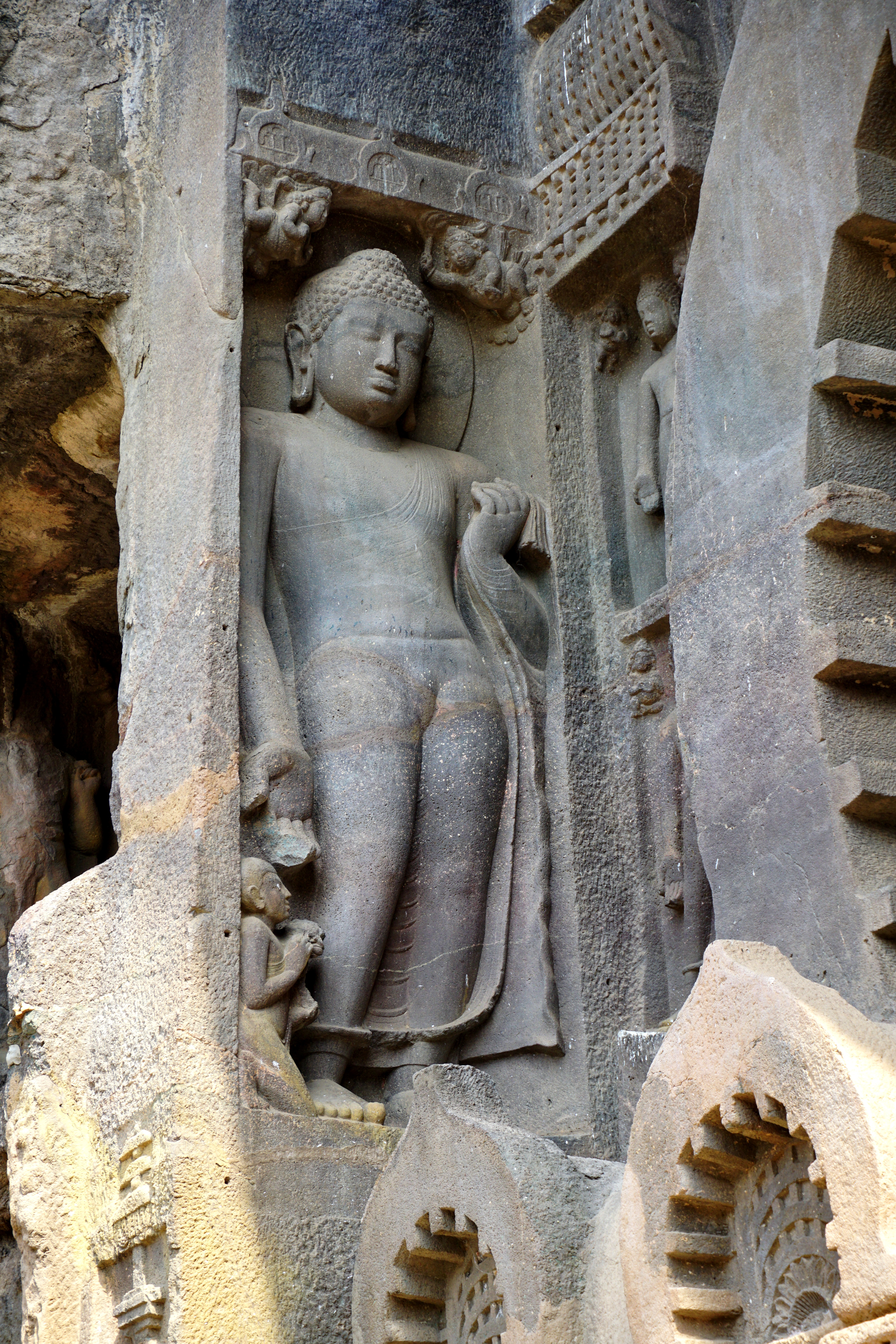
Estàtua de Buda al porxo de la cova 9
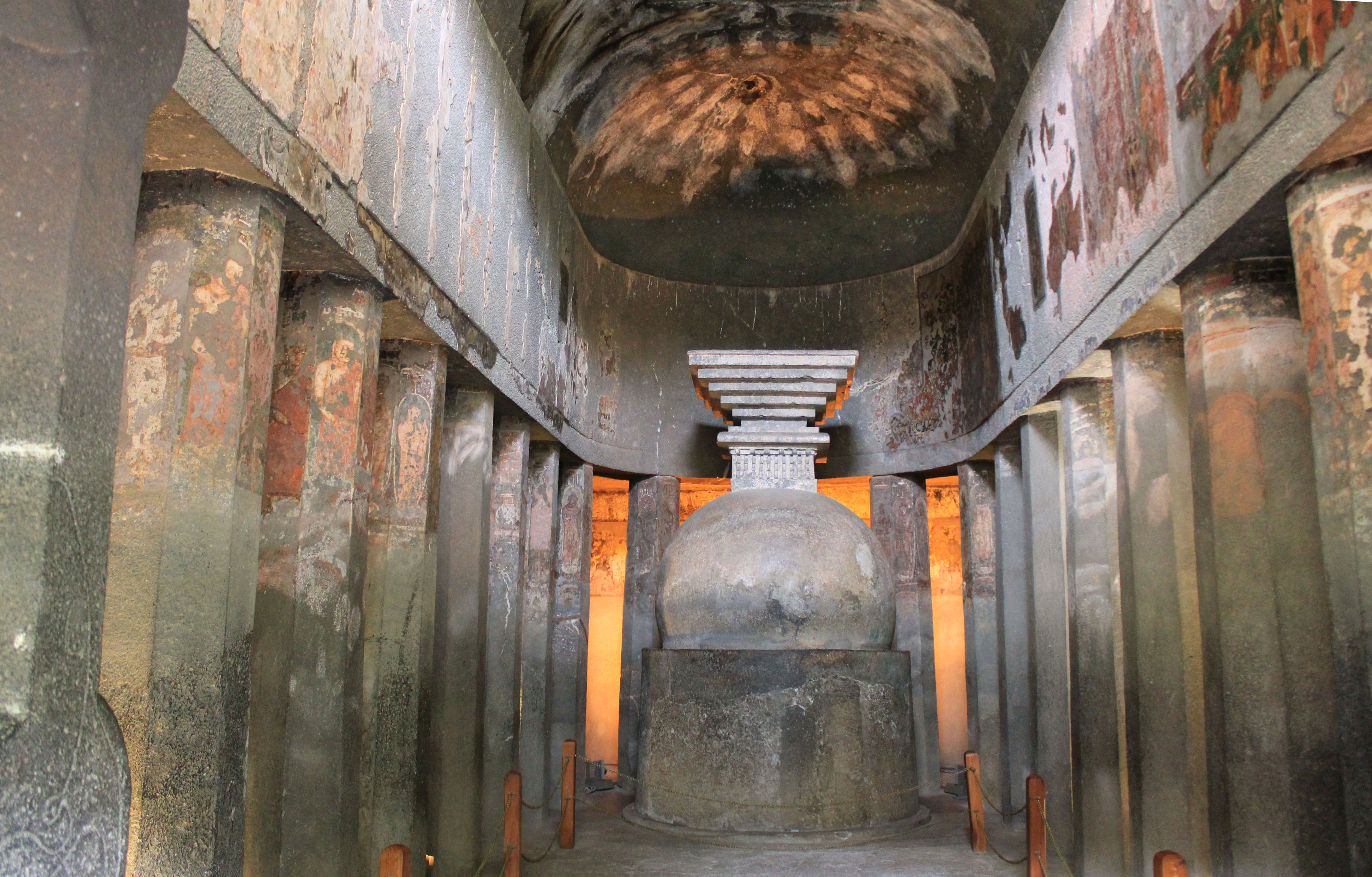
El vestíbul absidal amb estupa semiesfèric pla al centre de l'absis
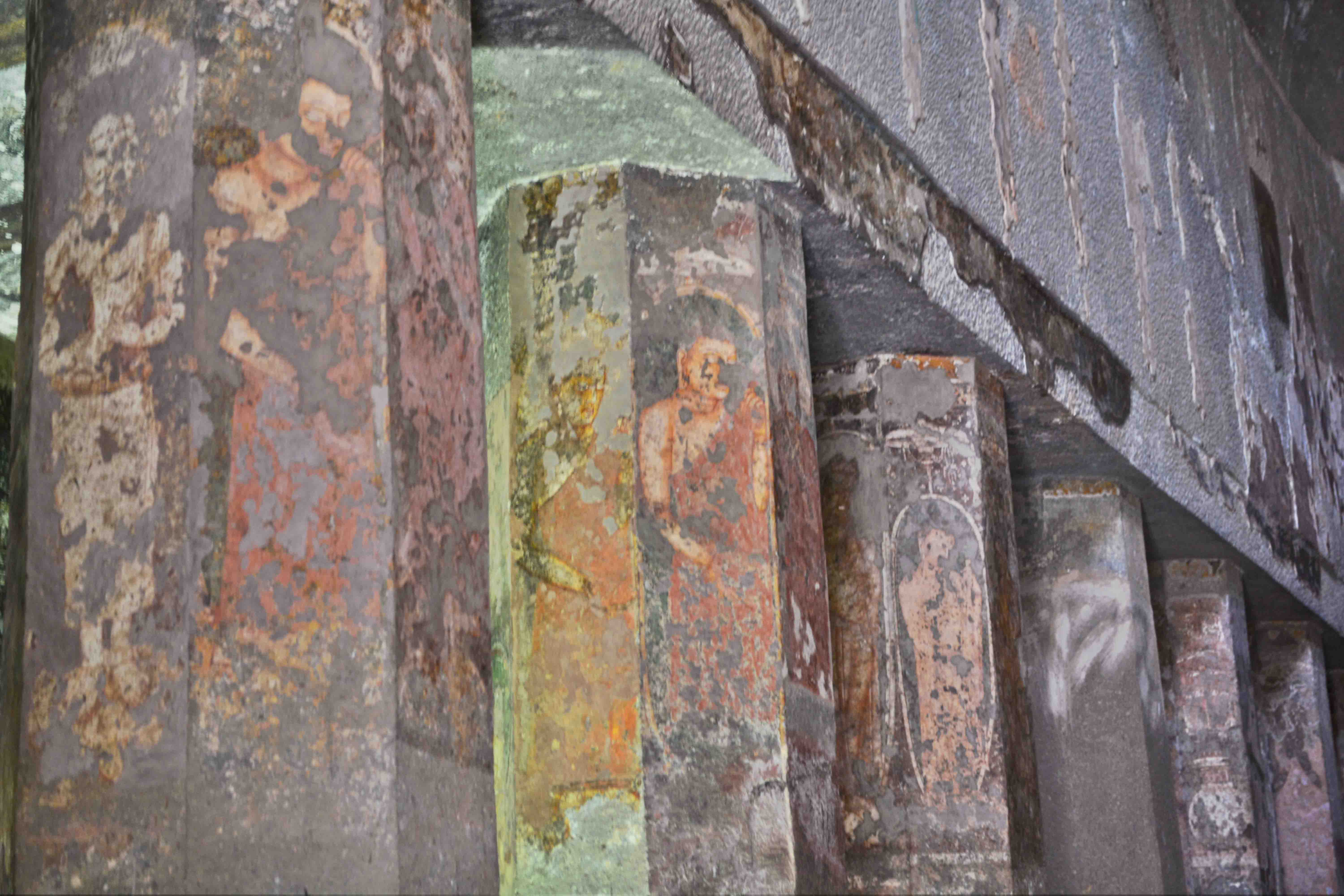
Pintures de pilars
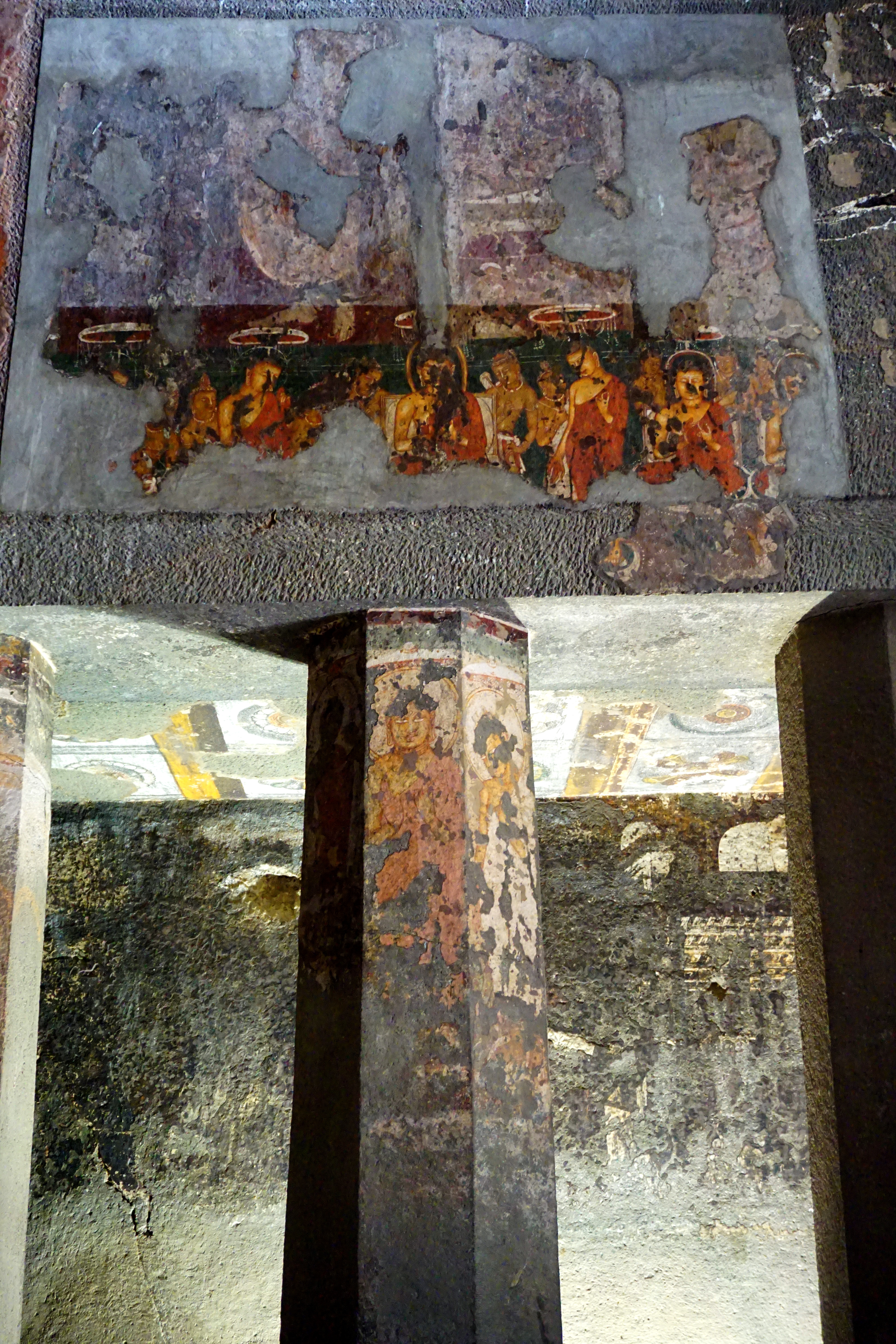
Cova 9: fresc amb budes amb túnica taronja i protegit per paraigües chatra

### Cova 10
La cova 10, una gran sala de pregària o Chaitya, data del segle I aC aproximadament, juntament amb la propera cova vihara núm. 12. Aquestes dues coves es troben, doncs, entre les primeres del complex Ajanta. Té una gran sala central absidal amb una fila de 39 pilars octogonals, una nau que separa el seu passadís i l'estupa al final per al culte. L'estupa té una pradakshina patha (camí circumambulatori).
Aquesta cova és significativa perquè la seva escala confirma la influència del budisme al sud d'Àsia al segle I aC i la seva influència continuada, tot i que decreixent, a l'Índia fins al segle V dC. A més, la cova inclou una sèrie d'inscripcions on parts de la cova són "regals de prasada" de diferents individus, cosa que al seu torn suggereix que la cova va ser patrocinada com un esforç comunitari en lloc d'un sol rei o un oficial d'elit. La cova 10 també és important històricament perquè l'abril de 1819, un oficial de l'exèrcit britànic John Smith va veure el seu arc i va introduir el seu descobriment a l'atenció del públic occidental.
Cronologia
També es van construir diverses coves a l'Índia occidental al mateix període sota el patrocini reial. Es creu que la cronologia d'aquestes primeres coves de Chaitya és la següent: primer la cova 9 a les coves de Kondivite i després la cova 12 a les coves de Bhaja, que són anteriors a la cova 10 d'Ajanta. Després, després de la cova 10 d'Ajanta, en ordre cronològic: la cova 3 a Pitalkhora, la cova 1 a les coves de Kondana, la cova 9 a Ajanta, que, amb els seus dissenys més ornamentats, podria haver estat construïda aproximadament un segle després, cova 18 a les coves de Nasik i la cova 7 a les coves de Bedse, per culminar finalment amb la "perfecció final" del Gran Chaitya a les coves de Karla.
Inscripció
La cova 10 d'Ajanta, presenta una inscripció en sànscrit en escrit Brahmi que és important arqueològicament. La inscripció és la més antiga del jaciment d'Ajanta, les cartes Brahmi estan datades paleogràficament al voltant del segle ii aC. Es diu:
𑀯𑀲𑀺𑀣𑀺𑀧𑀼𑀢𑀲 𑀓𑀝𑀳𑀸𑀤𑀺𑀦𑁄 𑀖𑀭𑀫𑀼𑀔 𑀤𑀸𑀦𑀁

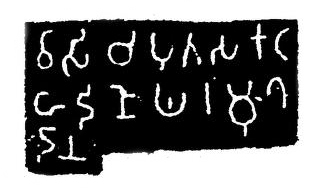
Inscripció cova 10 Ajanta

Vasithiputasa Kaṭahādino gharamukha dānaṁ

"El regal d'una façana-cova de Vasisthiputra" Katahadi ".
Pintures

Les pintures de la cova 10 inclouen algunes que van sobreviure del primer període, moltes d'un programa de modernització incomplet al segon període, i un nombre molt gran d'imatges intrusives tardanes més petites amb finalitats votives, al voltant del 479-480 dC, gairebé tots els budes i molts amb inscripcions de donants de particulars. Aquests han evitat sobretot pintar excessivament el programa "oficial" i, després d'haver esgotat les millors posicions, s'amaguen en posicions menys destacades encara no pintades; el total d'aquests (inclosos els que ara es perden) va ser probablement de més de 300, i les mans de molts artistes diferents són visibles. Les pintures són nombroses i de dos períodes, moltes narrant els contes de Jataka en una seqüència horària.Plantilla:Spink Tant les pintures escèniques Hinayana com les Mahayana són discernibles, tot i que les primeres estan més difuminades i afectades pels primers segles d'adoració Hinayana. Aquí és d'interès el conte de Saddanta Jataka - la faula sobre sis elefants amb ullals i el Shyama Jataka - la història sobre l'home que dedica la seva vida al servei dels seus pares cecs. Segons Stella Kramrisch, la capa més antiga de les pintures de la Cova 10 data aproximadament del 100 aC, i els principis darrere de la seva composició són anàlegs als de la mateixa època a Sanchi i Amaravati.

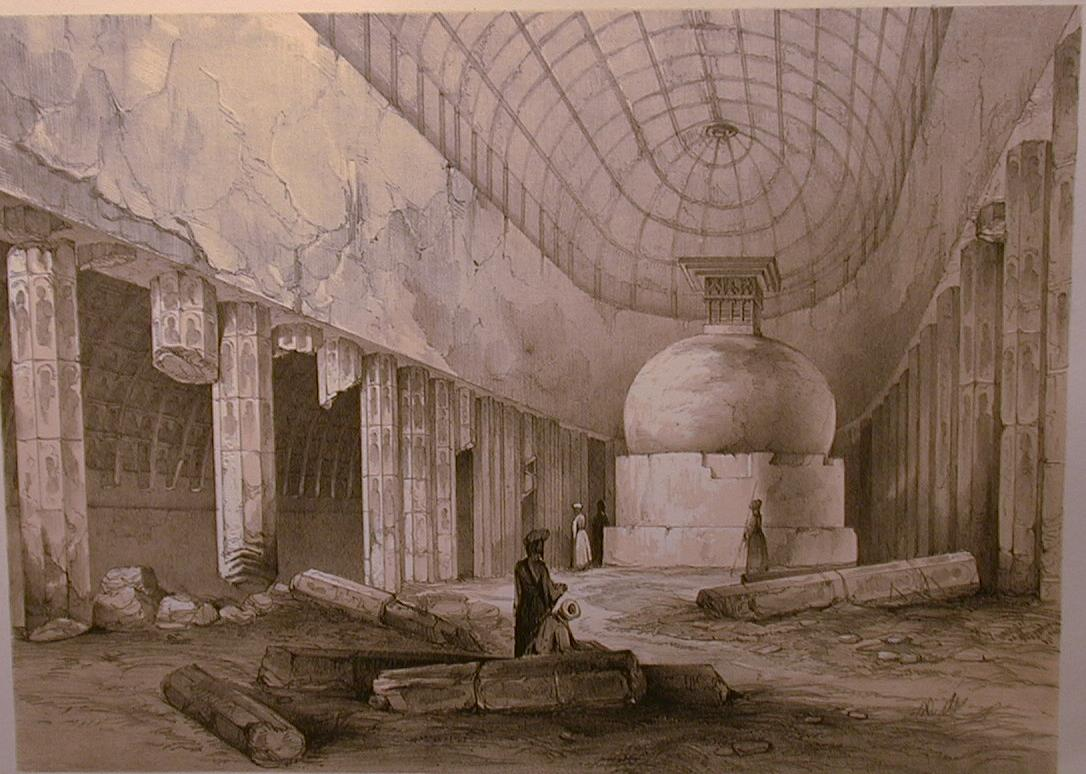
Cova 10, estat el 1839
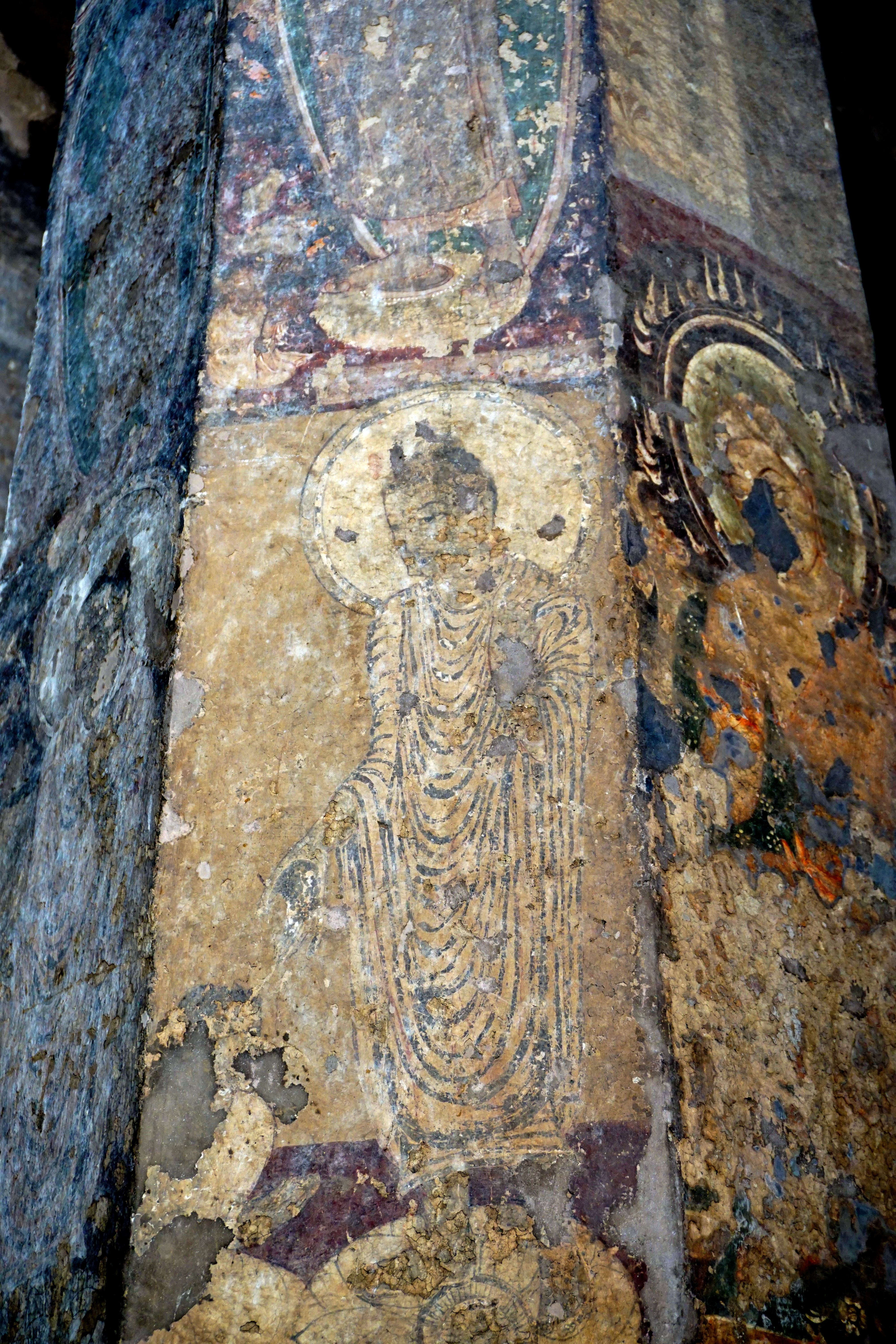
El Buda amb una túnica llarga i pesada, un disseny derivat de l'art de Gandhara
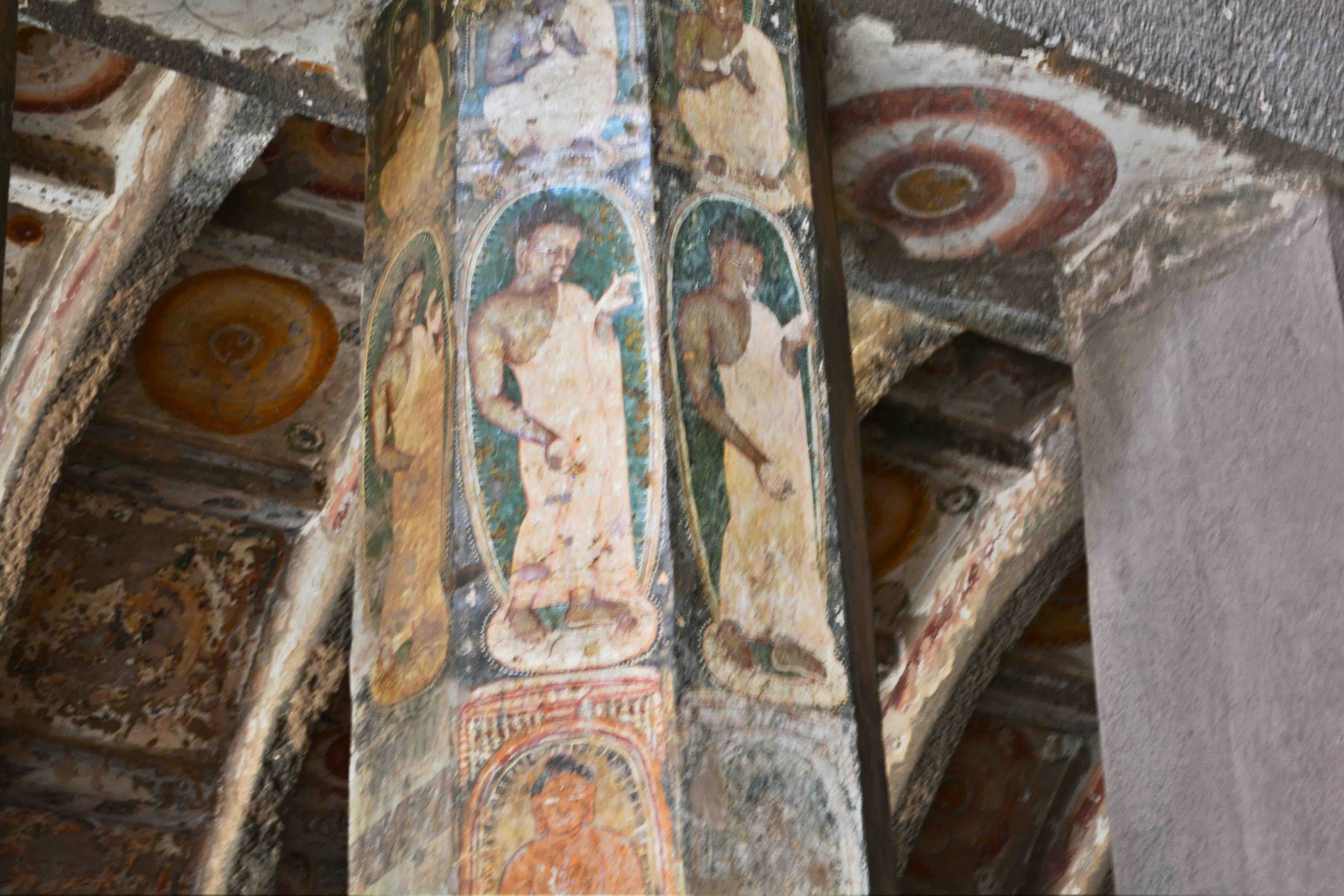
Pintura posterior amb figures devocionals, sobre pilars i sostre
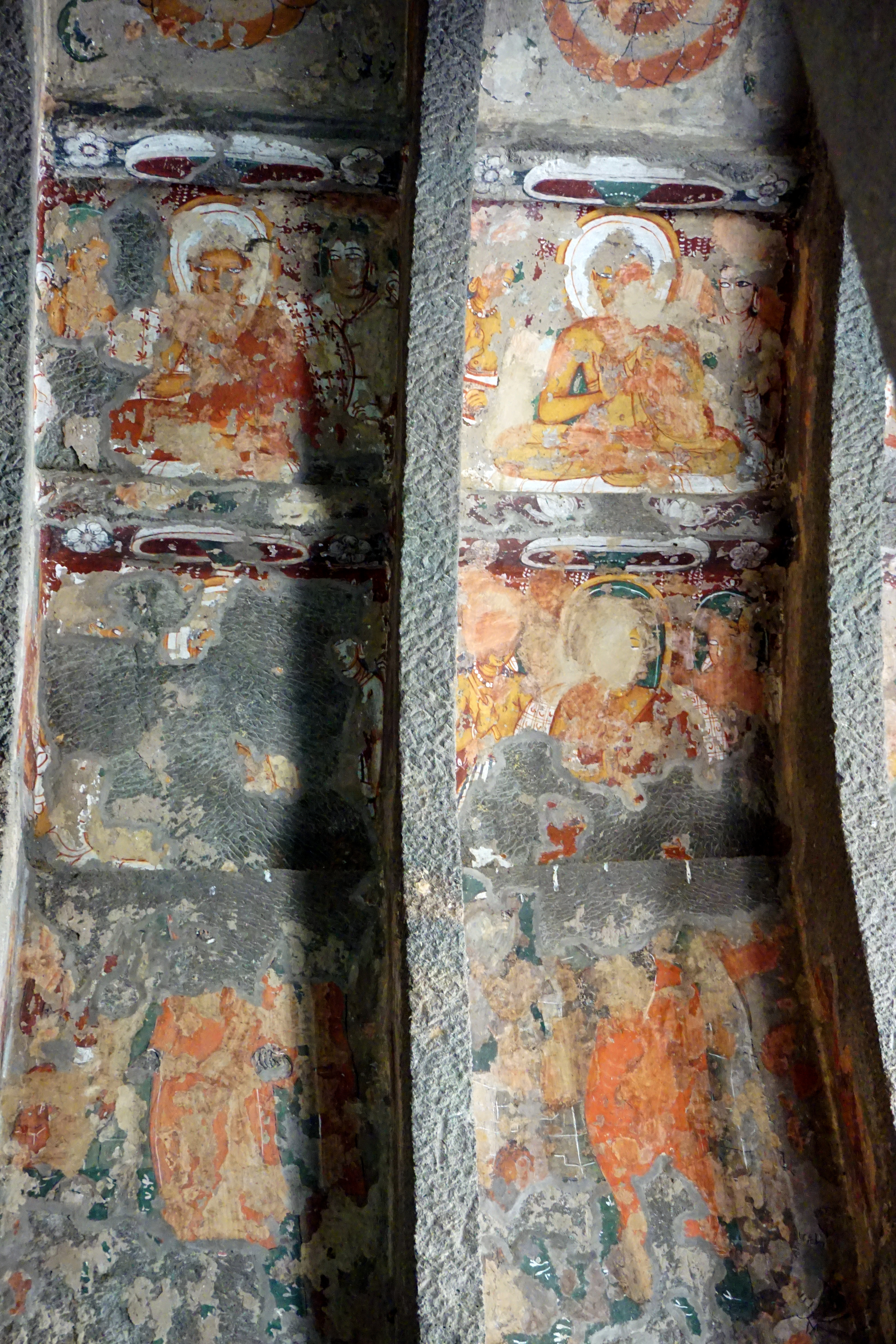
Pintures de Buda i Bodhisattvas als arcs

### Cova 11
La Cova 11 és un monestir (19,87 × 17,35 m) de finals del segle V. La galeria de la cova té pilars amb eixos octogonals i bases quadrades. El sostre de la galeria mostra evidències de dissenys florals i relleus erosionats. Només es pot discernir el panell central, on es veu el Buda amb votaris fent fila per resar davant seu. A l'interior, la cova consta d'un vestíbul amb un llarg banc de roca que s'obre a sis habitacions. Bancs de pedra semblants es troben a les coves de Nasik. Una altra galeria amb pilars acaba en un santuari amb Buda assegut contra una estupa incompleta i té quatre cel·les.
La cova té algunes pintures que mostren els Bodhisattvas i el Buda. D'aquests, els Padmapani, una parella reunida per resar, un parell de paons i una pintura de figures femenines han sobreviscut en el millor estat. El santuari d'aquesta cova pot estar entre les darreres estructures construïdes a Ajanta perquè presenta un camí de circumval·lació al voltant del Buda assegut.

### Cova 12
Segons l'Archaeological Survey of India (ASI), la cova 12 és un monestir hinayana (Theravada) (14,9 × 17,82 m) fet durant la fase inicial del segle II a I aC. Tanmateix, segons Spink dataria del segle I aC.
La cova està danyada amb la paret frontal totalment ensorrada. Els seus tres costats a l'interior tenen dotze cel·les, cadascuna amb dos llits de pedra.

### Coves 13, 14, 15, 15A

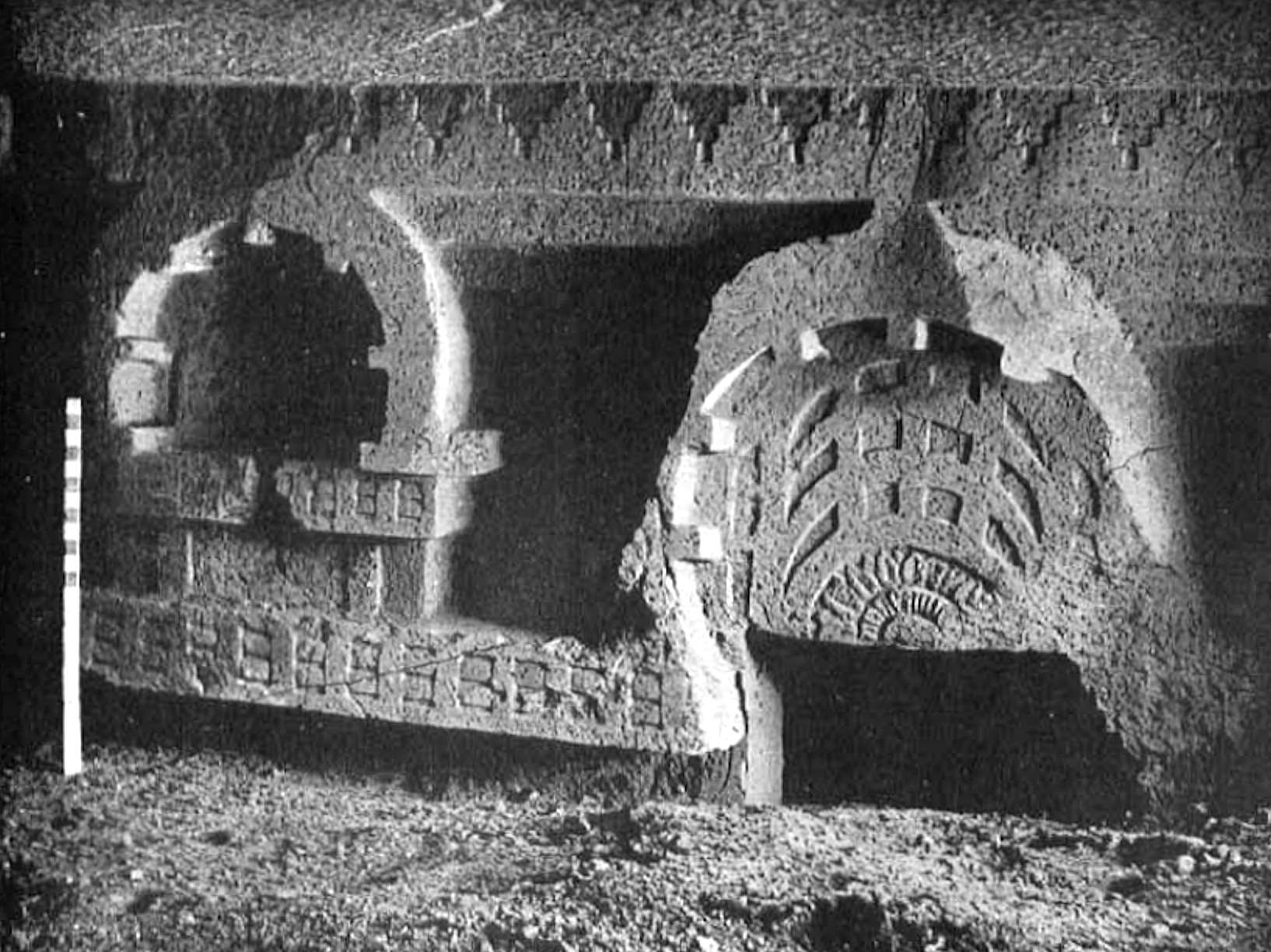
Interior del vihara 15 (s. II aC), recentment descobert a Ajanta.

La cova 13 és un altre petit monestir de l'època inicial, que consta d'una sala amb set cel·les, cadascuna també amb dos llits de pedra, tot esculpit a la roca. En contrast amb l'estimació d'ASI, Gupte i Mahajan daten aquestes dues coves aproximadament dos o tres segles després, entre els segles I i II dC.
La cova 14 és un altre monestir inacabat (13,43 × 19,28 m) esculpit sobre la cova 13. El marc de la porta d'entrada dona pas a la sala bhanjikas.
La cova 15 és un monestir més complet (19,62 × 15,98 m) amb algunes restes de policromia. La cova està formada per un saló amb vuit cel·les que acaba en un santuari, una avantcambra i un porxo amb pilars. Els relleus mostren el Buda, el principal assegut en postura de Simhasana. El marc de la porta de la cova té talles de coloms menjant blat de moro.

La cova 15A és la més petita, amb un vestíbul i una cel·la a cada banda. La seva entrada es troba just a la dreta de l'entrada decorada amb elefants a la cova 16. És una antiga cova Hinayana amb tres cel·les obertes al voltant d'un minúscul saló central. Les portes estan decorades amb un patró d'arcs. Tenia a més una inscripció en llengua antiga que s'ha perdut.

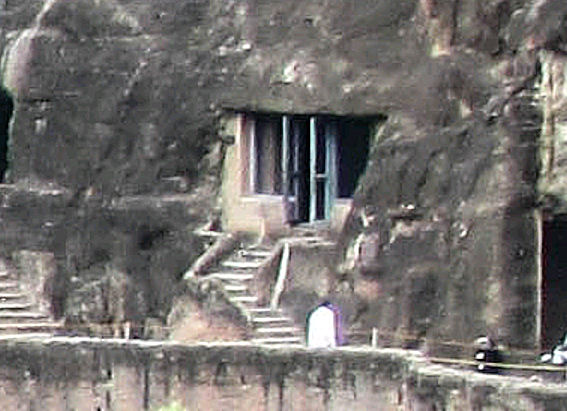
Exterior de la cova 13.
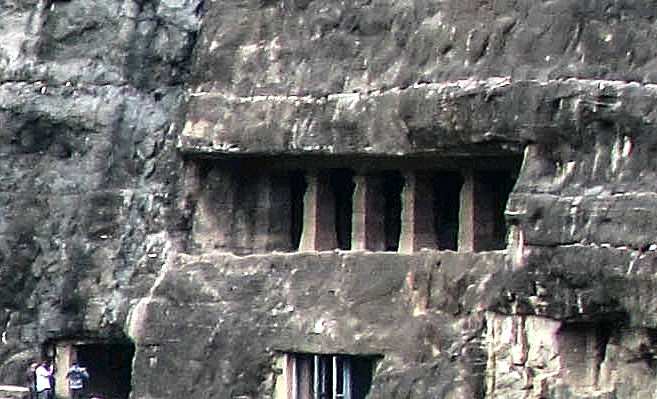
Exterior de la cova 14.
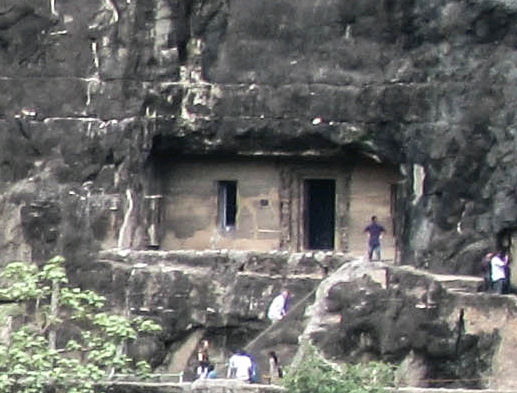
Exterior de la cova 15.
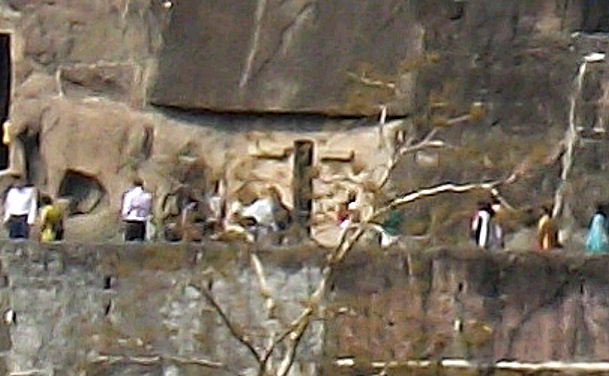
Exterior de la cova 15A.

### Cova 16
La cova 16 ocupa una posició privilegiada a prop del centre del lloc i va ser patrocinada per Varāhadēva, ministre del rei Vakataka Harishena (ca. 475 - ca. 500 dC). Ho va dedicar a la comunitat de monjos, amb una inscripció que expressa el seu desig, que "el món sencer (...) entri en aquell estat pacífic i noble, lliure de pena i malalties" i afirmant la seva devoció a la fe budista: "pel que fa a la llei sagrada com a únic company,(era) extremadament devot al Buda, el mestre del món". Segons Spink, probablement venerava tant a Buda com als déus hindús, ja que també va proclamar el seu patrimoni hindú en una inscripció a la propera cova de Ghatotkacha. El viatger xinès Xuan Zang va identificar al s. VII aquesta cova com l'entrada de tot el conjunt.
La cova 16 (19,5 m × 22,25 m × 4,6 m) va influir en l'arquitectura de tot el lloc. Spink i altres erudits l'anomenen la "cova crucial", ja que ajuda a traçar la cronologia de la construcció de tot el complex de coves. La cova 16 és un monestir Mahayana i té la disposició estàndard d'una porta principal, dues finestres i dues portes de passadís. La galeria d'aquest monestir té 19,5 m × 3 m, mentre que la sala principal és gairebé un quadrat perfecte amb 19,5 m de costat.
Les pintures de la cova 16 són nombroses. Les narracions inclouen diversos contes amb els jataka com ara el de Hasti, Mahaummagga i les rondalles de Sutasoma. Altres frescs representen la conversió de Nanda, el miracle de Sravasti, l'ofrena de Sujata, la visita d'Asita, el somni de Maya, la història de Trapusha i Bhallika i el festival de l'arada. Els frescos del hasti -jataka expliquen la història d'un elefant boddhisattva que descobreix a un grup de persones amb molta fam i els diu que passin per sota d'un penya-segat on trobarien menjar. L'elefant llavors procedeix a sacrificar-se saltant del penya-segat, convertint-se en l'aliment perquè la gent pugui sobreviure. Aquests frescos es troben immediatament a l'esquerra de l'entrada, al passadís frontal i la narració segueix una direcció horària.
Els frescos del mahaummagga-jataka, que narren la història d'un nen Boddhisattva, es troben a la paret esquerra del passadís. Després, al passadís esquerre hi ha la llegenda que envolta la conversió de Nanda, mig germà del Buda. La història representada és una de les dues versions principals de la llegenda de Nanda de la tradició budista. Es representa la història de com Nanda vol portar una vida sensual amb la noia amb la qual s'acabava de casar, i com Buda el porta al cel i després a l'infern per mostrar-li els perills espirituals de la vida sensual. Després dels frescos relacionats amb Nanda, es troben els budes Manushi acompanyats de votaris voladors amb ofrenes per venerar Buda, i un Buda assegut predicant en dharma chakra mudra.

La paret dreta del passadís mostra més escenes de la vida de Buda. Aquestes inclouen Sujata oferint menjar a Buda amb un bol de mendicitat vestit de blanc, Tapussa i Bhalluka al costat de Buda després d'oferir blat i mel a Buda com a monjo, el futur Buda assegut sol sota un arbre i Buda en el festival de l'arada. Un mural mostra els pares de Buda intentant dissuadir-lo de convertir-se en monjo. Un altre mostra la seva fugida de palau envoltat d'homes en dhoti i de dones en sari, mentre el seu comportament anuncia els quatre indicis de la seva renúncia. En aquest costat del passadís també hi han pintures que mostren el futur Buda com un bebè amb la sàvia Asita amb aspecte de rishi. Segons Spink, algunes de les pintures de la cova 16 van quedar incompletes.

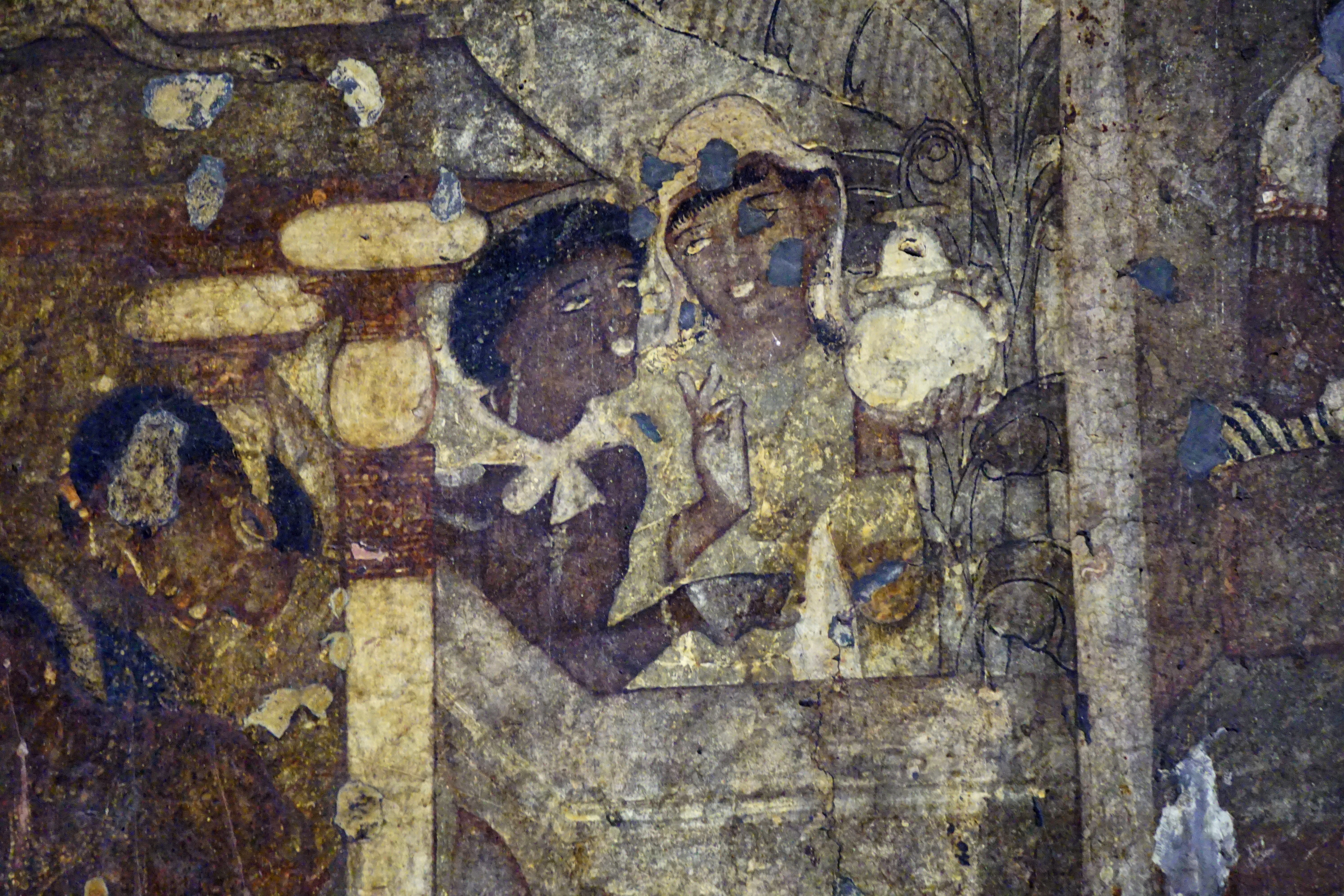
La conversió de Nanda al budisme, passadís esquerre.
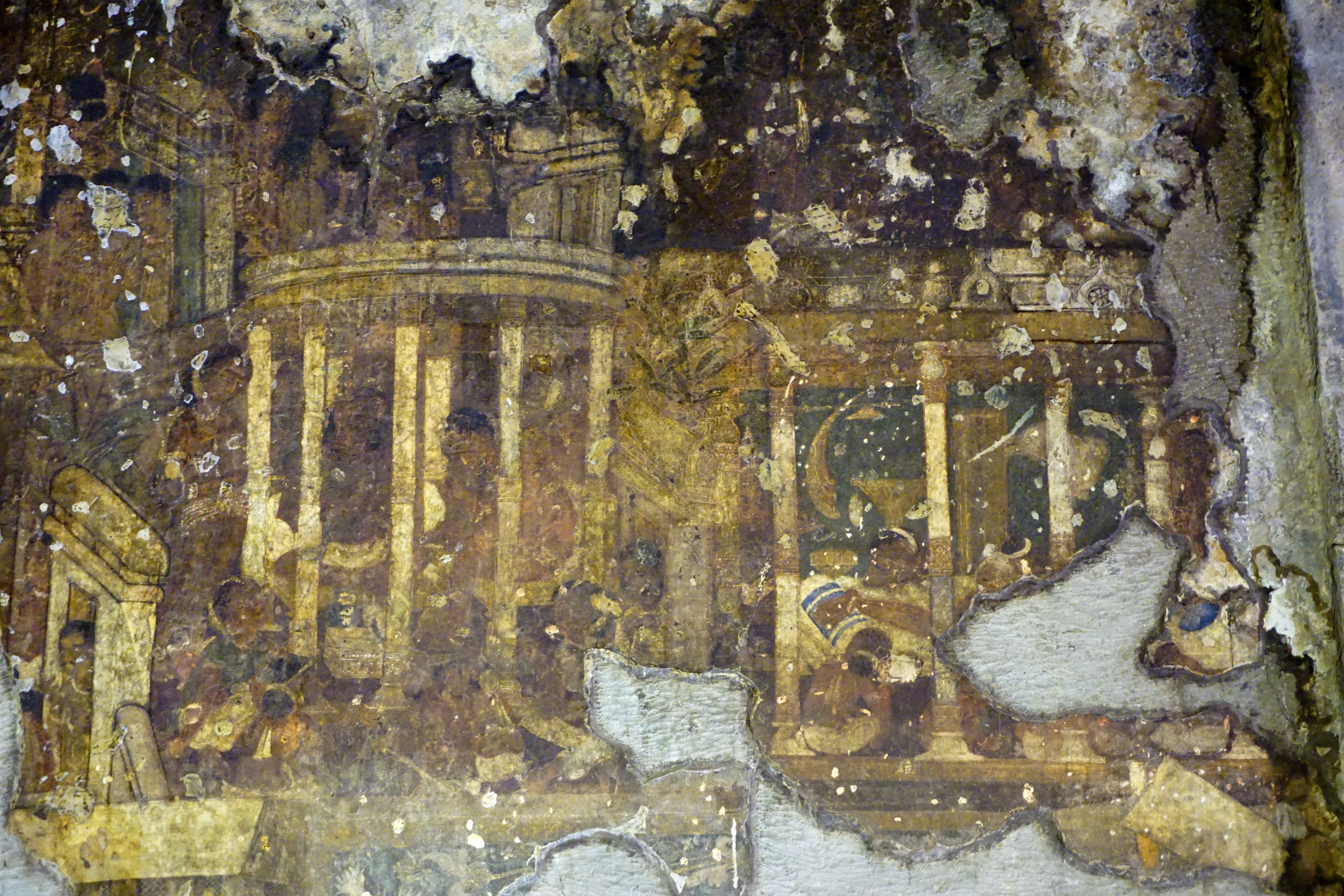
Fresc amb una escena del palau, passadís dret de la cova 16.
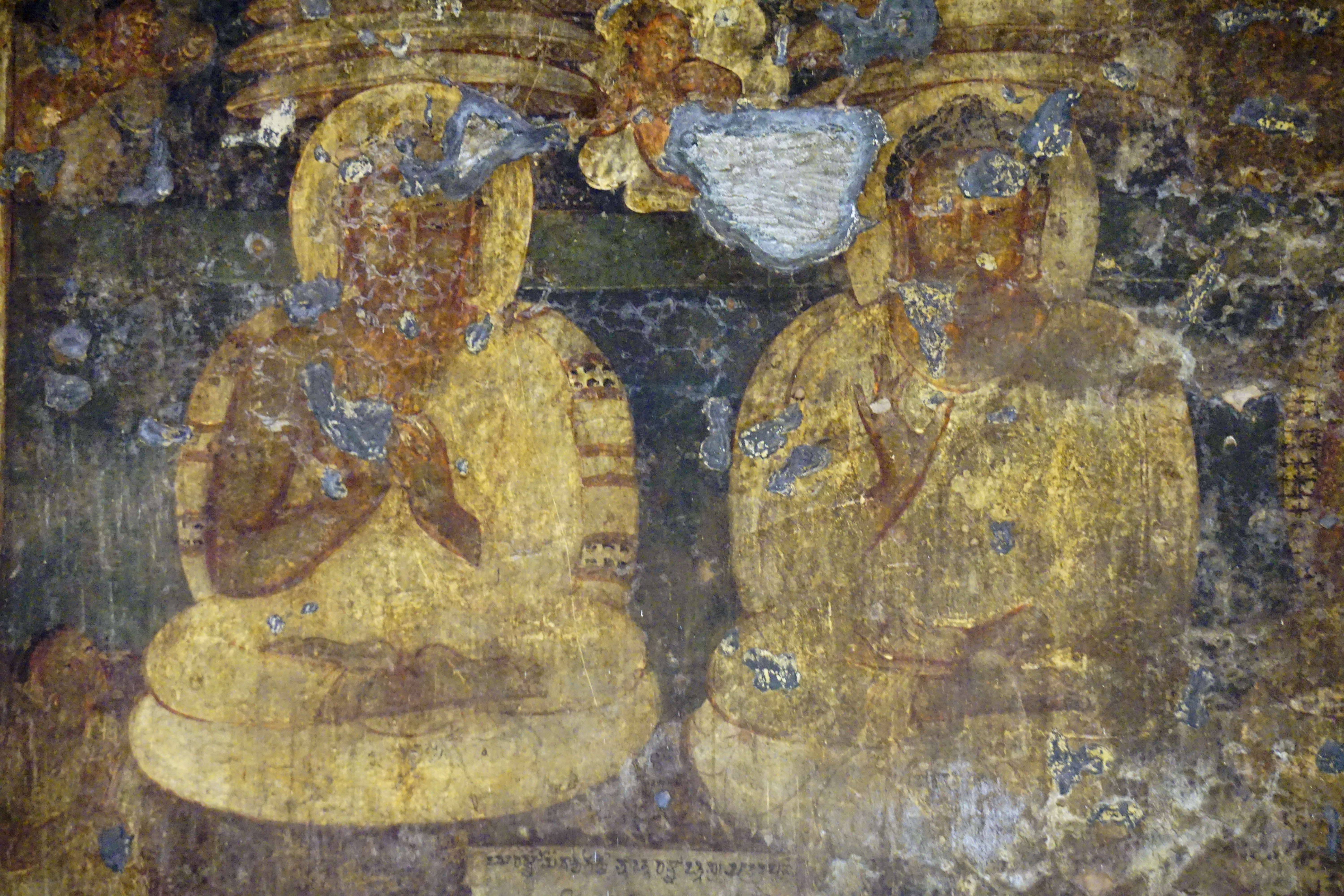
Budes Manushi, cova 16.
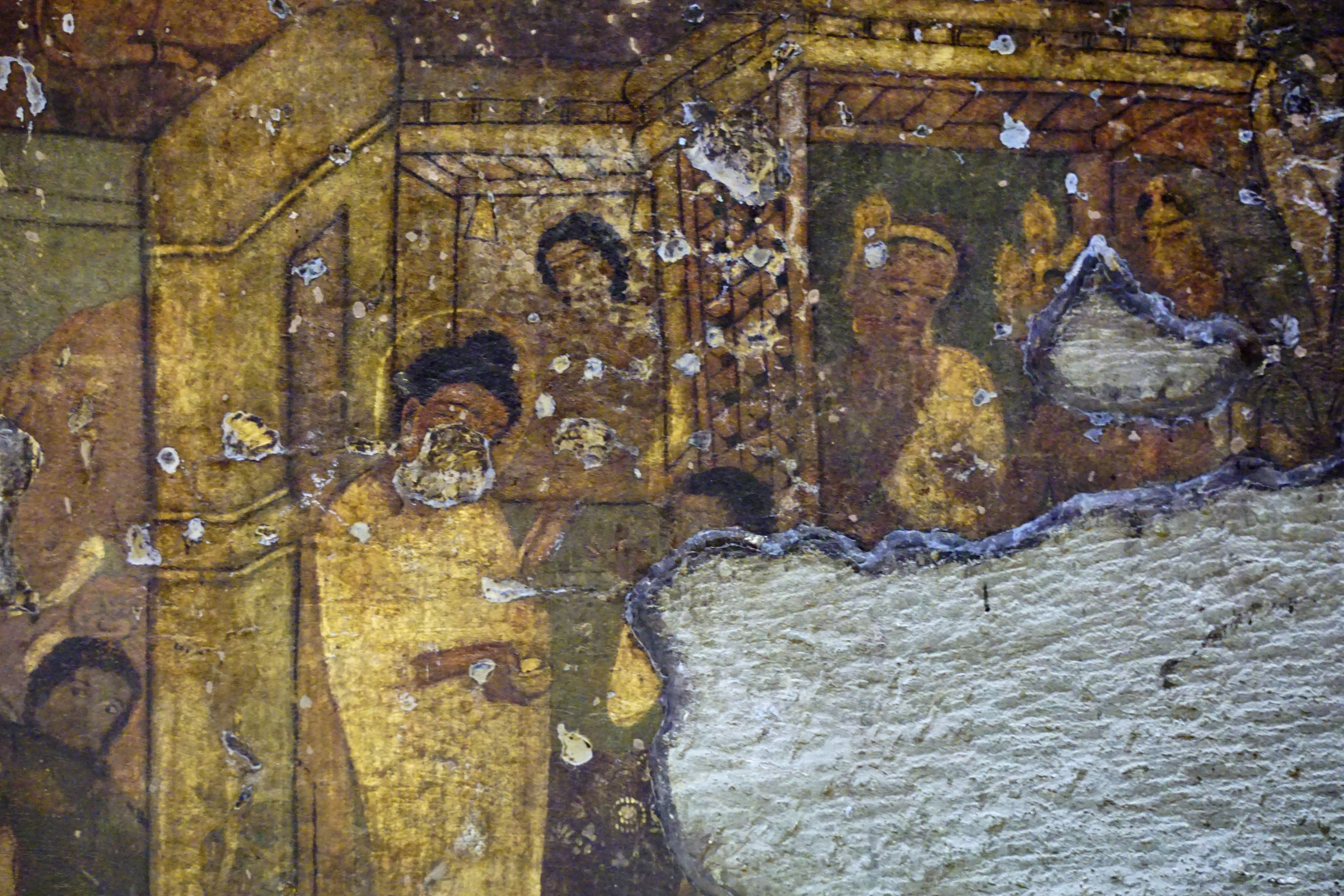
Buda ascètic rebent l'arròs dolç amb llet de Sujata.
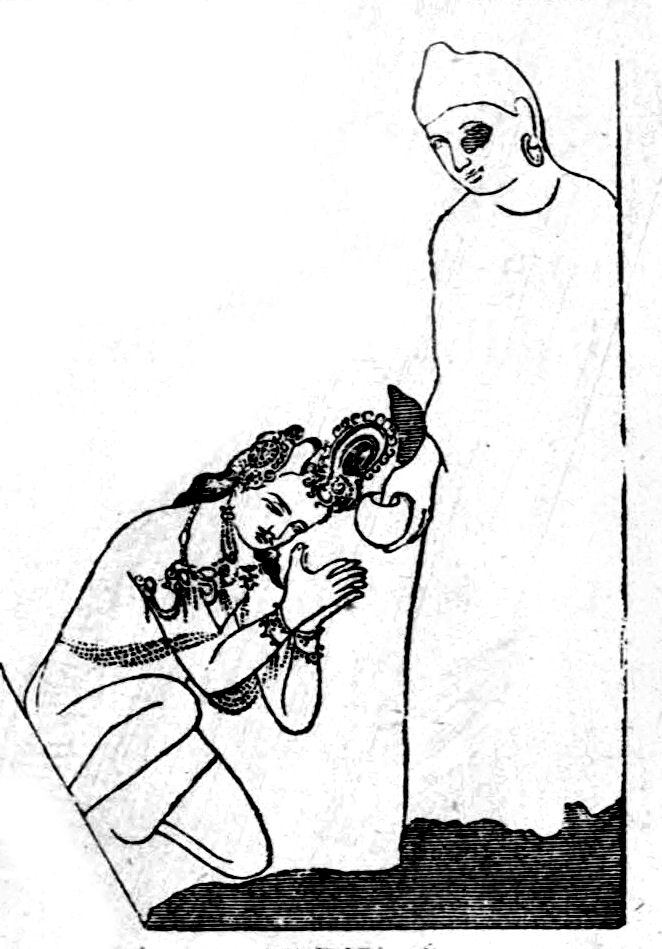
El rei rendint homenatge a Buda, cova 16.

### Cova 17
La cova 17 (34,5 m × 25,63 m) juntament amb la 26 van ser algunes de les moltes coves patrocinades pel primer ministre hindú Vakataka Varāhadēva. La cova 17 va tenir també alguns donants addicionals com el rei local Upendragupta, com ho demostra la inscripció que hi ha a una de les figures.
La cova presenta un disseny de vihara gran i sofisticat, juntament amb algunes de les pintures més ben conservades i conegudes de totes les coves. Mentre que la cova 16 és coneguda per representar les històries de vida de Buda, les pintures de la 17 destaquen per enaltir les virtuts humanes a través de les narracions dels jataka. El programa es caracteritza pel seu gran detallisme i realisme, que Stella Kramrisch anomena com "fastuosa elegància", realitzada per artesans molt eficients. Els antics artistes, afirma Kramrisch, van intentar mostrar el vent que passava per sobre d'una collita mostrant-la doblegant-se en onades, i una profusió similar de seqüències rítmiques que desenrotllen història rere història, presentant visualment allò metafísic.
El monestir de la cova 17 inclou un porxo columnat amb una sèrie de pilars cadascun amb un estil diferent, un disseny de peristil per a la sala interior, una avantcambra del santuari situada a la profunditat de la cova, finestres i portes més grans per obtenir més llum, juntament amb extenses talles integrades de Déus i deesses índies. El vestíbul d'aquest monestir és un quadrat de 380,53 metres quadrats amb 20 pilars.
La cova 17 té una llarga inscripció del rei Upendragupta, en què explica com va "gastar riquesa abundant" en la construcció d'aquest vihara, aportant molta satisfacció als devots. En conjunt, se sap que Upendragupta va patrocinar almenys 5 de les coves d'Ajanta. Tanmateix, sembla que va gastar massa riquesa en activitats religioses, ja que va ser derrotat al no poder defensar-se dels atacs dels Asmaka.

La cova 17 té trenta murals importants. Aquests representen a Buda en diverses formes i postures: Vipasyi, Sikhi, Visvbhu, Krakuchchanda, Kanakamuni, Kashyapa i Sakyamuni. També es representen l'Avalokitesvara, la història d'Udayin i Gupta, la història de Nalagiri, la roda de la vida, un panell que celebra diversos músics indis antics i un altre que explica l'expedició del príncep Simhala a Sri Lanka. D'altra banda, també es troben els jatakes de Shaddanta, Hasti, Hamsa, Vessantara, Sutasoma, Mahakapi (en dues versions), Sarabhamiga, Machchha, Matiposaka, Shyama, Mahisha, Valahassa, Sibi, Ruru i Nigrodamiga. Les representacions s'inscriuen perfectament en les normes culturals de principis del primer mil·lenni. Mostren temes molt diversos: un naufragi, una princesa que es maquilla, escenes amoroses i una parella prenent vi. En algunes escenes es barregen els animals amb les persones, ja que Buda va tenir algunes reencarnacions animals, donant lloc a històries semblants a les fabules europees.

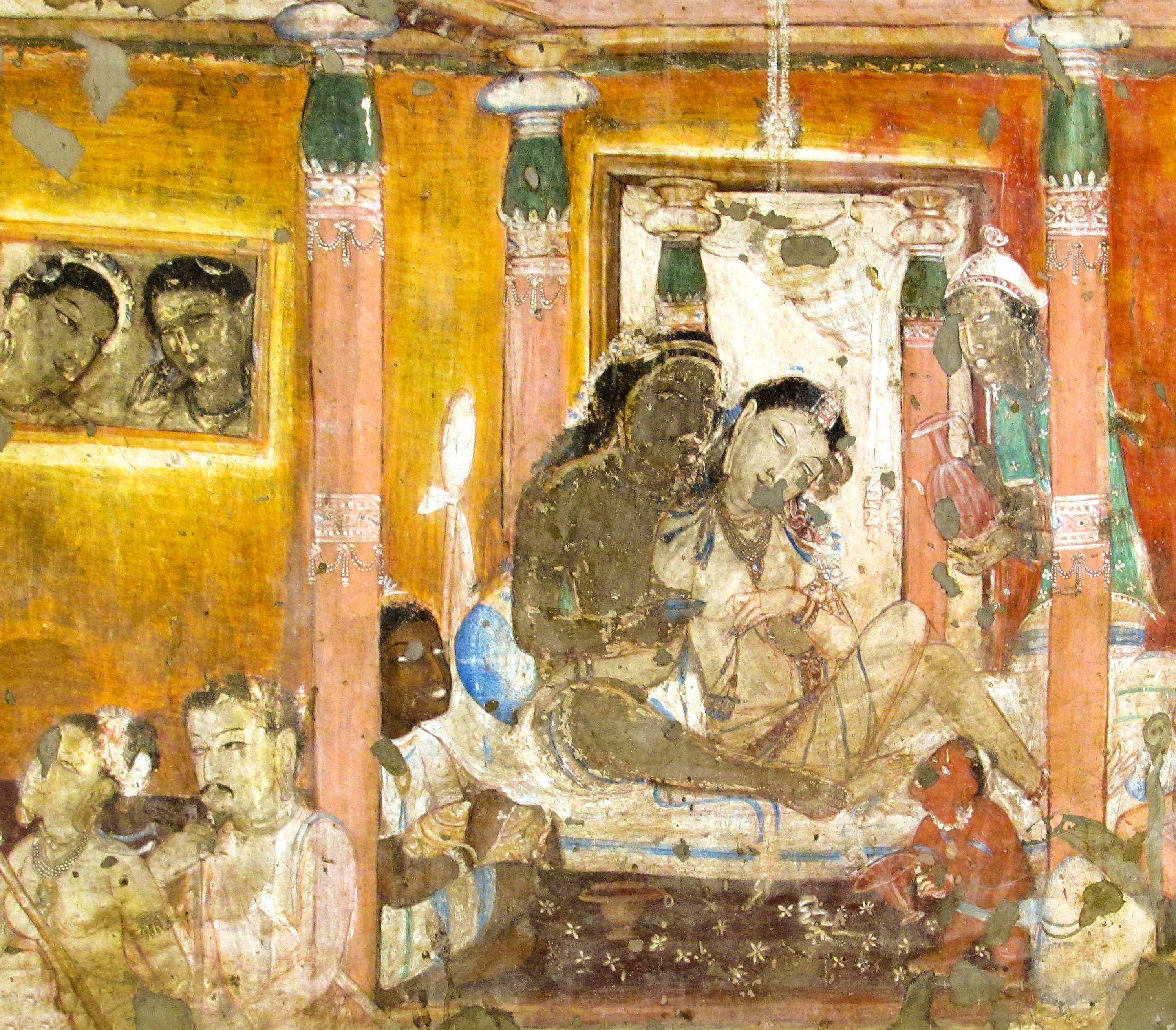
Vessantara-jataka: Història del generós rei Vessantara.
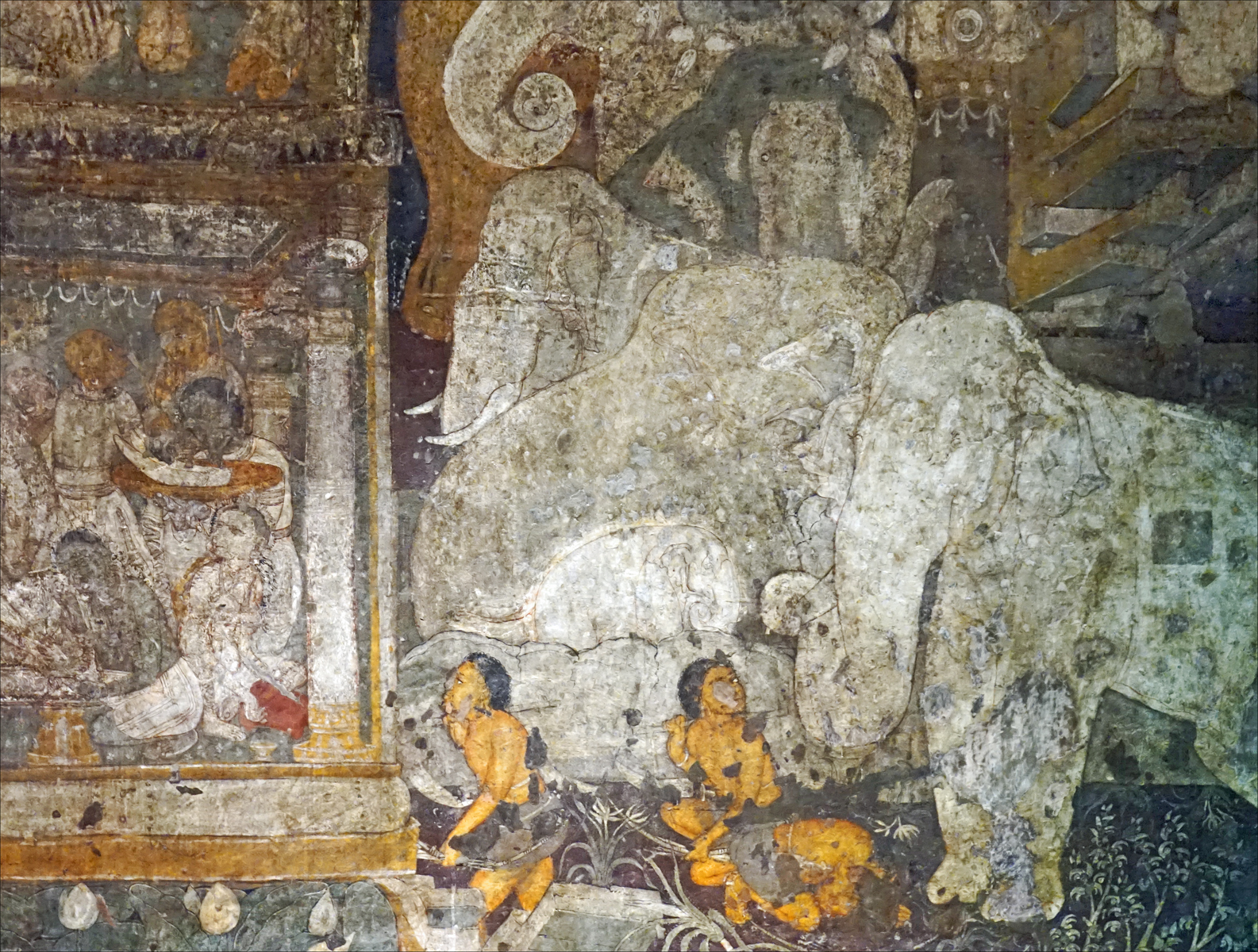
Shaddanta-jataka: Buda com a elefant regalant els seus sis ullals.
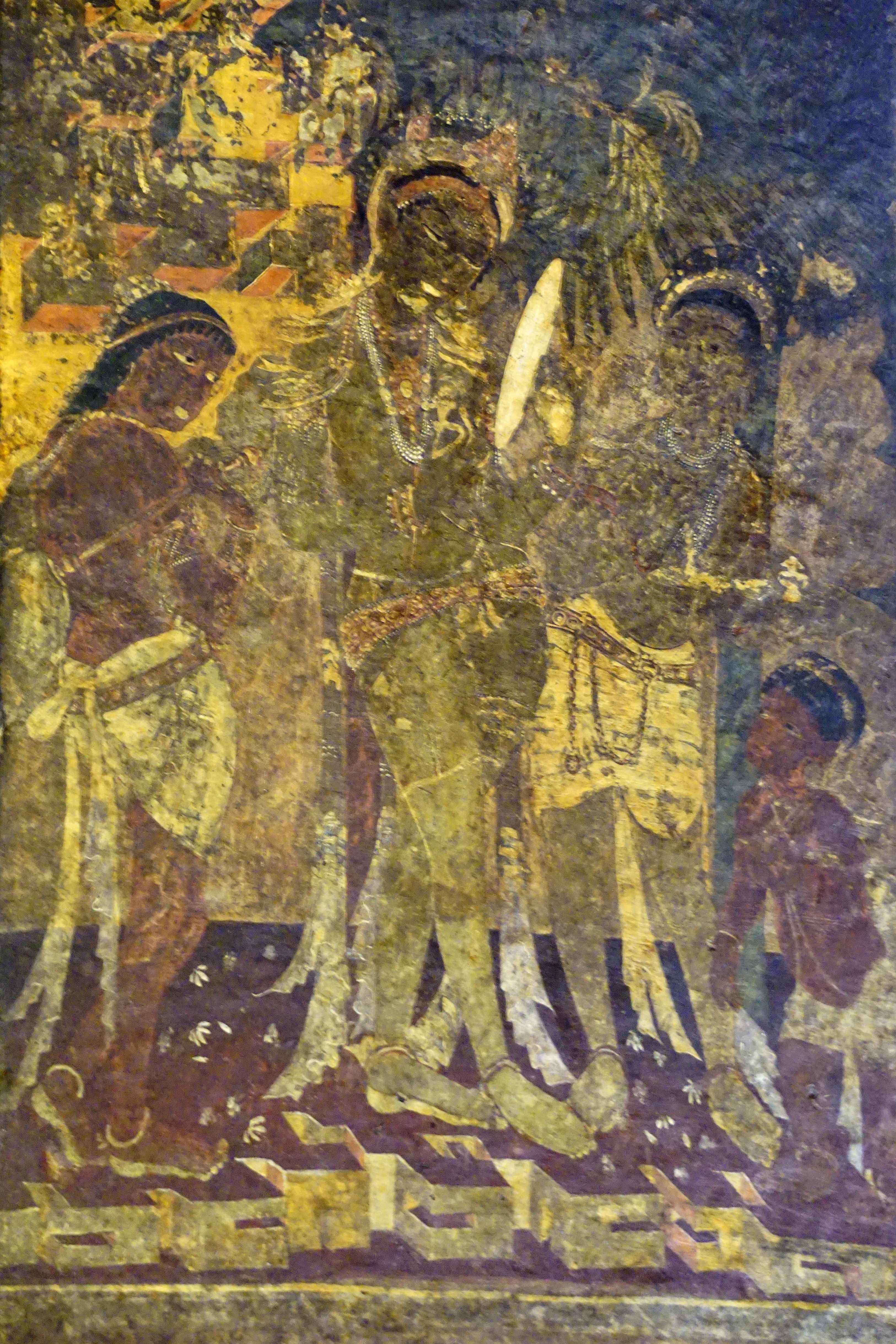
"Darpana Sundari", noia jove amb mirall.
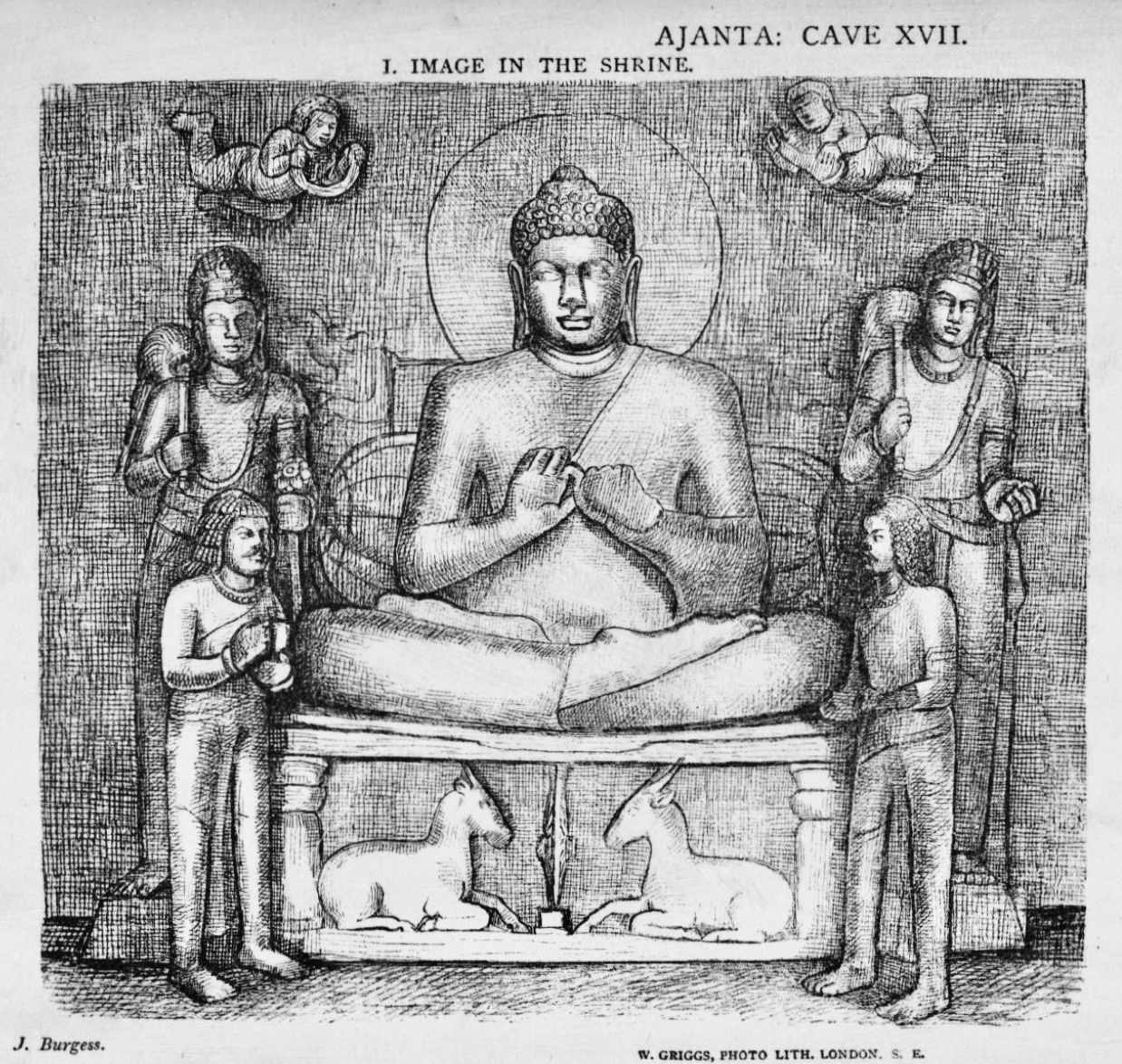
Escultura de Buda al sanctum de la cova 17.

### Cova 18
La cova 18 és un petit espai rectangular (3,38 × 11,66 m) amb dos pilars octogonals que s'uneix a una altra cel·la. La seva funció no està gaire clara.

### Cova 19
La cova 19 és una sala de culte (chaitya-griha, 16,05 × 7,09 m) datable del segle v. Les pintures de la sala representen budes en diferents postures. Aquest espai és visitat actualment a través del que era una sala excavada. La presència d'aquesta sala abans del vestíbul suggereix que el pla original incloïa un pati d'estil mandala perquè els devots es poguessin reunir i esperar. Hi hauria hagut també al pati una entrada amb façana, les ruïnes de les quals ara estan perdudes. La cova 19 és especialment coneguda per la seva escultura, entre les quals trobem figures de Naga protegint a Buda, semblants en tipologia a algunes icones antigues de les tradicions Jain i Hindú. Es troben també imatges de Yaksha Dvarapala (guardià) al costat del seu vatayana (arc), parelles voladores i budes asseguts en diferents posicions. Existeixen restes de policromia al sostre que hauria estat originàriament pintat.
La cova 19 es va basar en el pla i l'experimentació realitzats a la cova 9. Aquesta va suposar una gran desviació amb la tradició Hinayana anterior, tallant un Buda en l'stupa, una decisió que, segons Spink, provindria dels "nivells més alts" de l'establiment budista Mahayana del segle v, perquè el rei i la dinastia que van construir aquesta cova eren de la tradició hindú shaivista. L'excavació i l'stupa de la cova 19 estaven probablement ja al seu lloc l'any 467 dC, continuant els treballs artístics fins a principis del 470. La cova es va dedicar l'any següent, quan encara era incompleta.
La façana d'entrada de la sala està ornamentada amb dos pilars rodons amb estampats florals estirats i garlandes tallades que sostenen un porxo. El seu capitell és un lotus invertit que connecta amb una amalaka. A la seva esquerra, hi ha Buda dret en varada hasta mudra amb un devot prostrat als seus peus. A la seva dreta, es troba el relleu d'una dona sostenint en una mà un càntir, mentre que amb l'altra li toca la barbeta. A dalt hi ha un Buda assegut en mudra meditant. Cap a la dreta de l'entrada, hi ha l'escultura coneguda com a "Mare i Nen". Aquest tema és compost per una figura de Buda mendicant que és observada per les de la seva dona i el seu fill.
La sala de culte és absidal, amb 15 pilars que la divideixen en dues naus laterals i una central. Els pilars rodons tenen relleus florals i un eix estriat rematat amb budes als capitells. Seguidament, hi ha elefants, cavalls i un fris amb apsares voladors que es troben en altres llocs de l'Índia, reflectint l'estil de les obres de l'Imperi Gupta. Segons Sharma, les similituds d'aquesta cova amb la gran chaitya de Karla, construïda al segle ii, suggereixen que la cova 19 podria haver estat modelada seguint el seu model.

Les parets i el sostre dels passadissos laterals de la sala de culte estan coberts de pintures. Aquestes mostren imatges de Buda i decoracions amb motius florals. Al passadís esquerre, apareix la llegenda de "Mare i Nen" un altre cop.

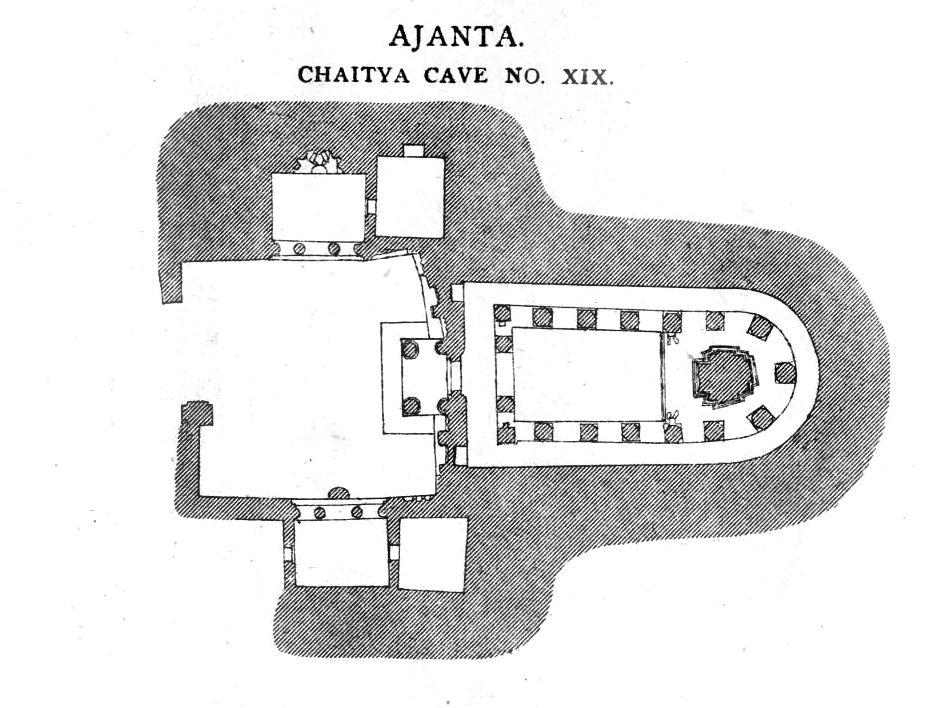
El pla de la Cova 19 suggereix que antigament tenia un pati entre altres obres.
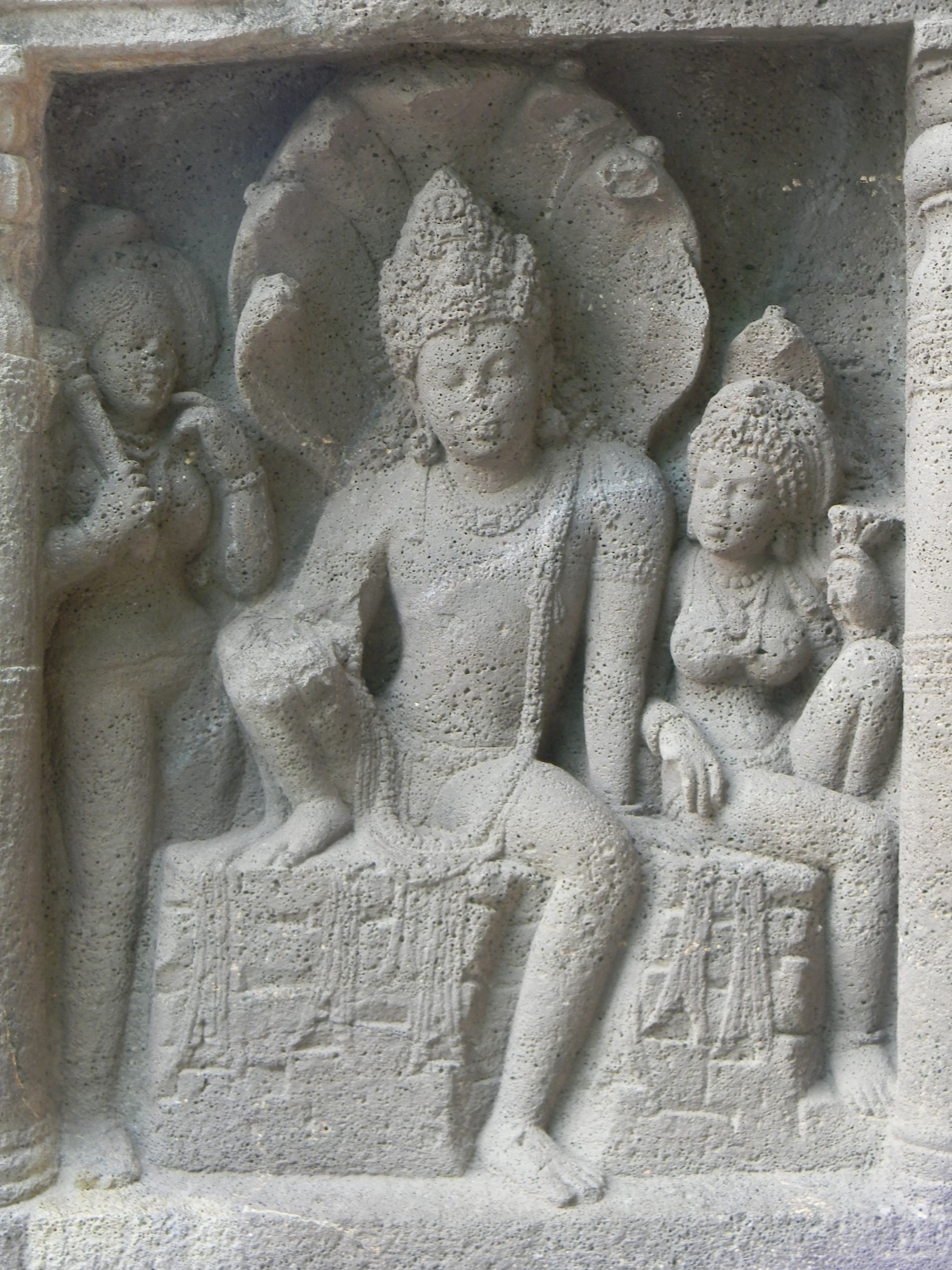
Nagaraja en ardhaparyanka asana, amb la seva dona sostenint un lotus i portant el mangalsutra.
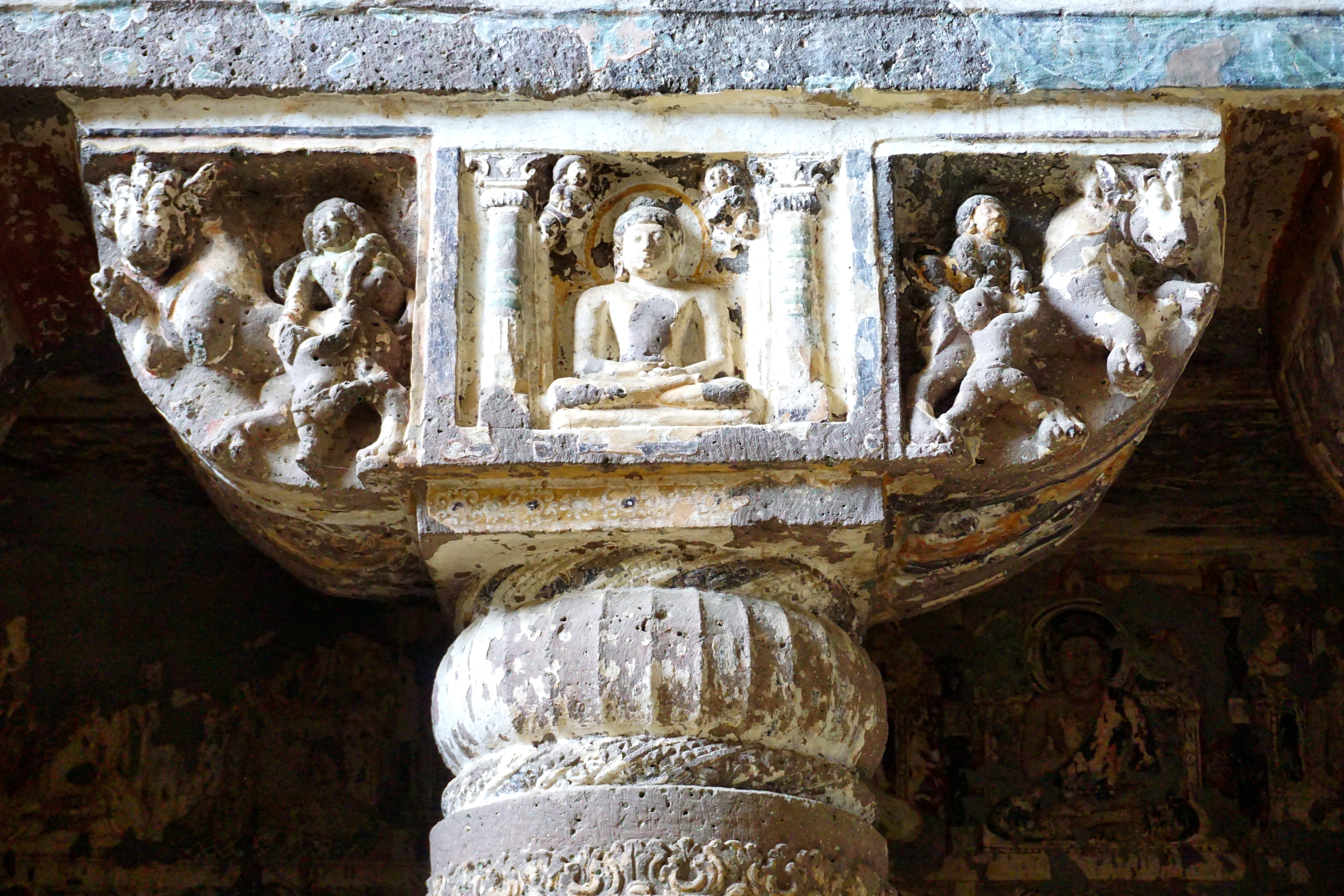
La nau té 15 pilars amb relleus de Buda.
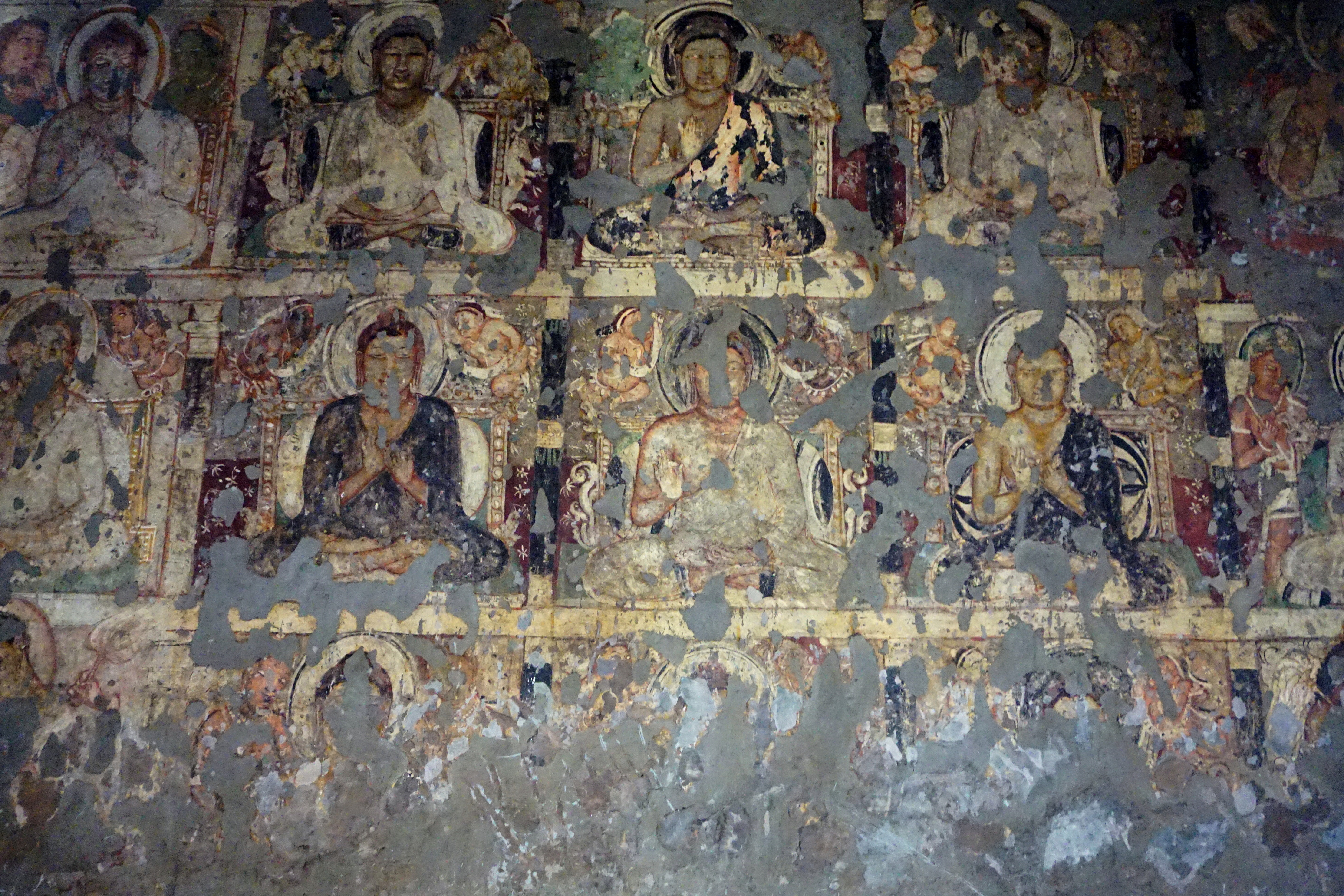
Pinturas de Buda al passadís lateral de la cova 19.

### Cova 20
La cova 20 és la sala d'un monestir (16,2 × 17,91 m) i data del segle V. La seva construcció, segons Spink, va ser iniciada al voltant del 460 pel rei Upendragupta, amb el seu desig expressat de "fer créixer el gran arbre del mèrit religiós". Els treballs a la cova 20 es van continuar paral·lelament amb altres coves. Spink afirma que l'obra té detalls exquisits, però que tenia una prioritat relativament inferior a les coves 17 i 19. Els treballs es van anar aturant de manera intermitent i després van continuar a la dècada següent.
El vihara consta d'un santuari, quatre cel·les per a monjos i un porxo amb pilars amb dues finestres tallades de pedra per tal que entri a la llum. Abans d'entrar a la sala principal, a l'esquerra de la galeria hi ha dos budes esculpits sobre la finestra i la cel·la lateral. El sostre de la sala principal té restes de pintura. El Buda del sanctum està en postura de predicació. La cova és coneguda per l'escultura de les llindes, que mostra set budes amb un seguici. Hi ha també una inscripció dedicada en sànscrit en escriptura brahmi a la seva galeria, denominant la cova com a mandapa.
Moltes de les talles figuratives i ornamentals de la cova 20 són similars a les de la 19 i, en menor grau, a les que es troben a la 17. Això pot ser degut al fet que els mateixos arquitectes i artesans van ser responsables de l'evolució de les tres coves. Els marcs de les portes de la cova 20 són quasi estructurals, cosa única al lloc d'Ajanta. Les decoracions també són innovadores a la cova 20, com una que mostra a Buda assegut contra dos coixins i "un arbre de mango ricament carregat darrere seu", diu Spink.

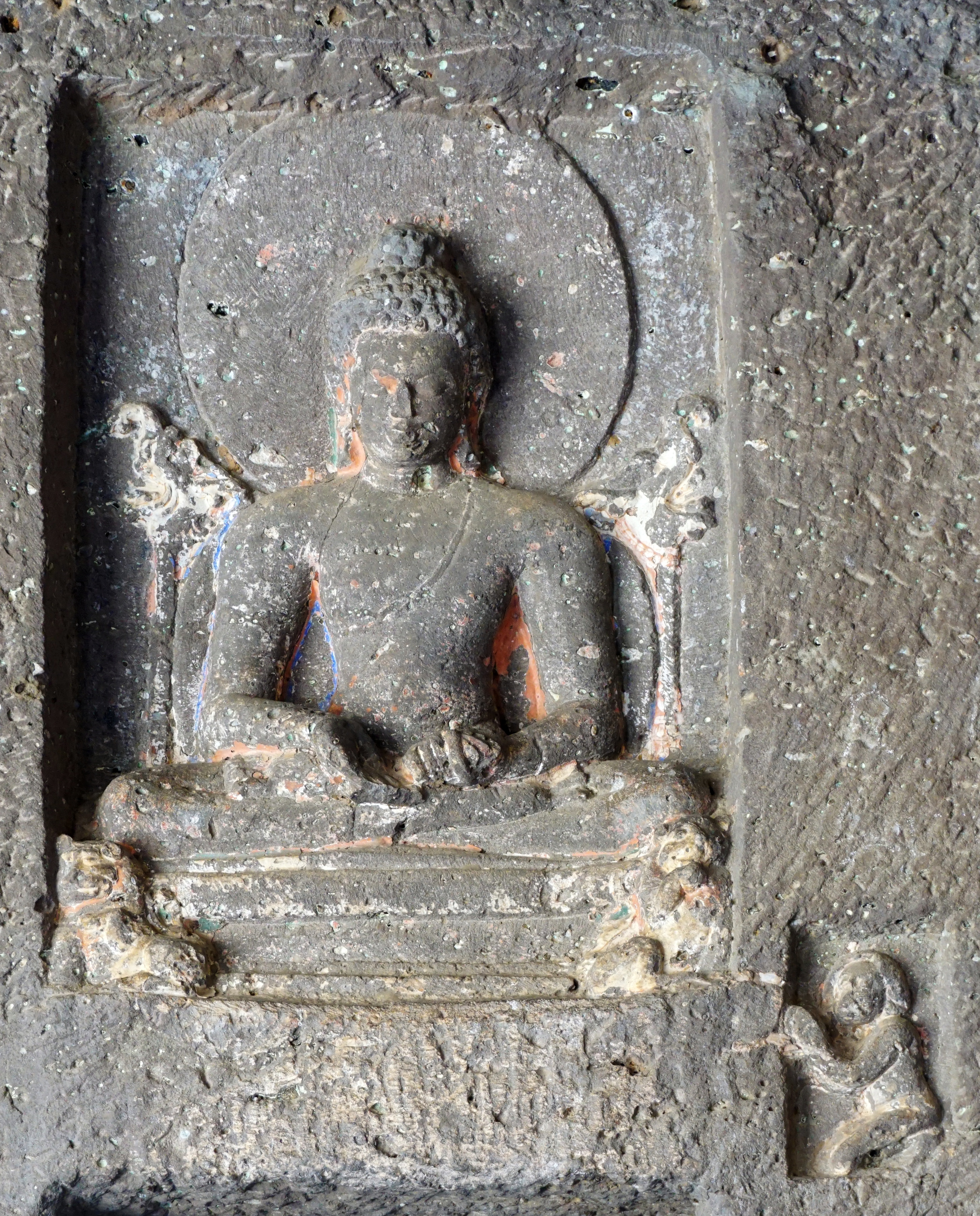
Buda en el tron dels lleons.
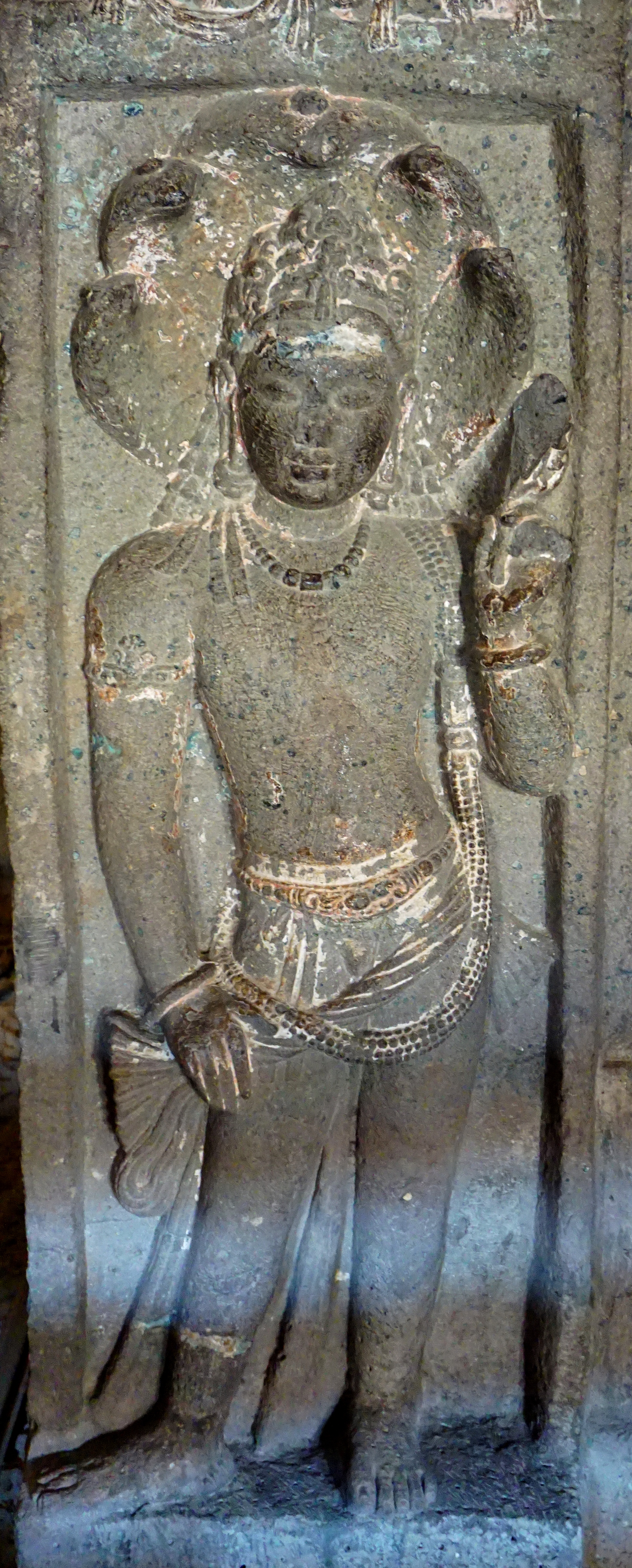
El sanctum té dos Nagarajas als costats fent de guardians.

### Coves 21, 22, 23, 24 i 25
Les coves 21, 22, 23 i 24 són totes monestirs, representant les fases finals de la construcció d'Ajanta. La cova 21 és una sala (28,56 × 28,03 m) amb dotze cel·les tallades en la roca per a monjos, un sanctum, dotze porxos pilarats i pilastres. Les talles inclouen les figures d'animals i flors. Els pilars presenten relleus d'apsaras, Nagaraja i Nagarani, així com devots inclinats amb el nàmaste mudra. La sala mostra evidències de que hauria estat completament pintada. El Buda del sanctum es mostra en postura de predicació.
La cova 22 és un petit vihara (12,72 × 11,58 m) amb un porxo estret i quatre cèl·lules inacabades. Es va excavar a un nivell superior, arribant-s'hi per un vol d'esglaons. A l'interior, el Buda està assegut en pralamba-padasana. Les figures pintades de la cova 22 mostren Manushi-Buddhas amb Maitreya. Les pilastres del costat esquerre del porxo tenen una inscripció en prosa sànscrita. Està danyada en vàries parts, però les llegibles afirmen que es tracta d'un "regal meritori d'un mandapa de Jayata", anomenant la família de Jayata com "un gran Upasaka", i acabant la inscripció amb "que el mèrit d'això sigui per un excel·lent coneixement per a tots els éssers sensibles, començant pel pare i la mare".
La cova 23 també està inacabada, i consta d'una sala (28,32 × 22,52 m) amb un disseny similar a la cova 21. Aquesta difereix però en les decoracions de pilars i els porters Naga.
La cova 24 és com la 21, inacabada però molt més gran. Compta amb la segona sala de monestirs més gran (29,3 × 29,3 m) després de la 4. El monestir de la cova 24 ha estat important per als estudis acadèmics del lloc perquè mostra com diverses tripulacions de treballadors van completar els seus objectius de forma paral·lela. Els treballs van començar tan aviat com el passadís havia estat excavat i mentre la sala principal i el sanctum estaven en construcció. Es pensa que l'excavació va ser planejada el 467, però segurament va començar el 475, amb el suport de Buddhabhadra, abandonant-se les tasques abruptament l'any 477 amb la mort del rei patrocinador Harisena.
La cova 24 destaca per tenir l'escultura de pilars més complexa d'Ajanta, una indicació de com els artistes van excel·lir i van millorar contínuament la seva sofisticació mentre treballaven la roca. Van ser capaços de tallar catorze figures complexes en miniatura en el panell central del pilar del porxo del centre dret, mentre treballaven amb llum tènue en un espai de coves estretes. Els relleus del medalló mostren parelles amoroses i arts antropomòrfiques, en lloc dels motius florals propis de les primeres fases. El sanctum té un Buda assegut en pralamba-padasana.

La cova 25 és un monestir. La seva sala (11,37 × 12,24 m) és similar a altres coves, però no té sanctum. Inclou un pati tancat i es va excavar a un nivell superior.

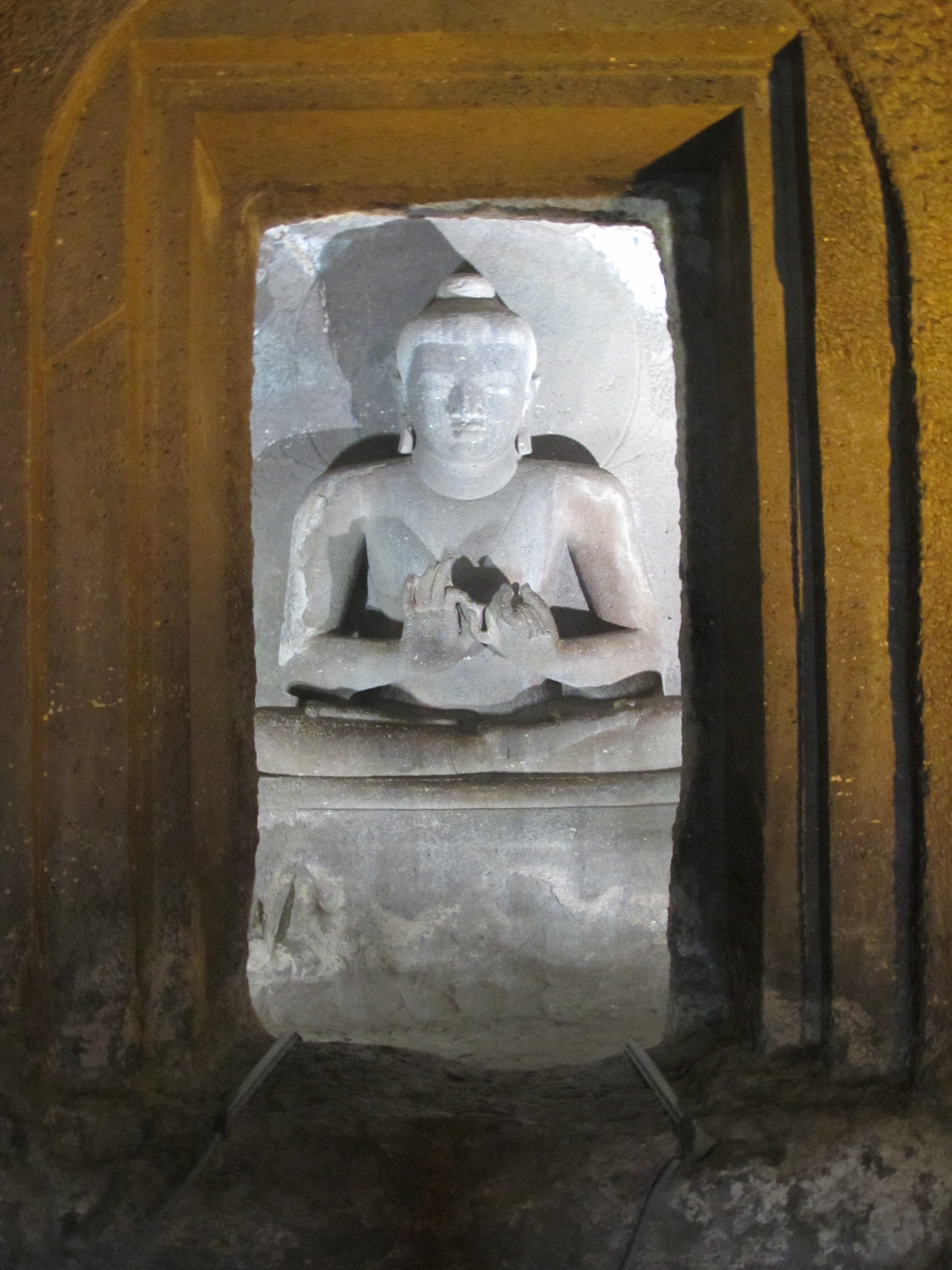
Buda de la cova 21.
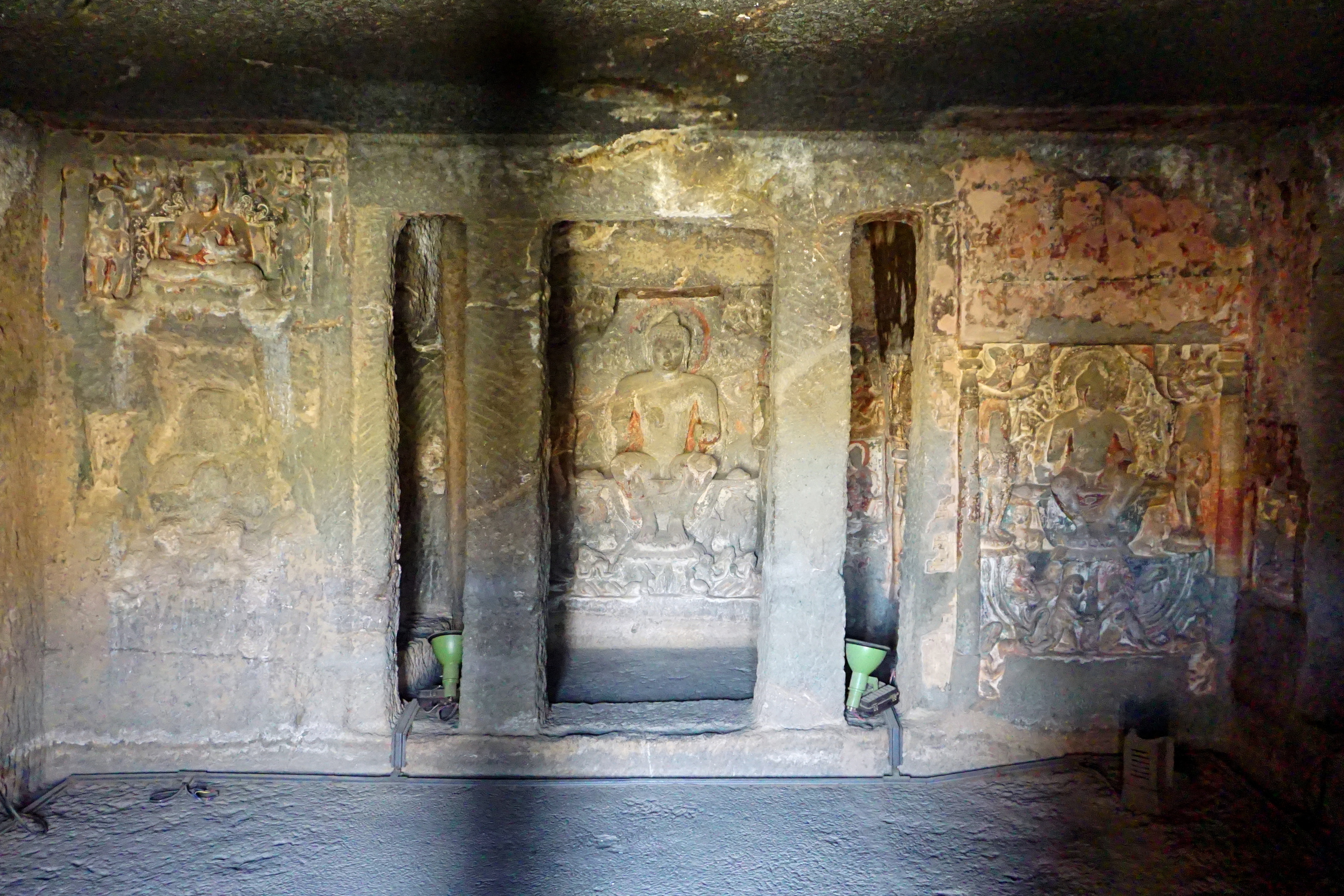
Sala interior de la cova 22.
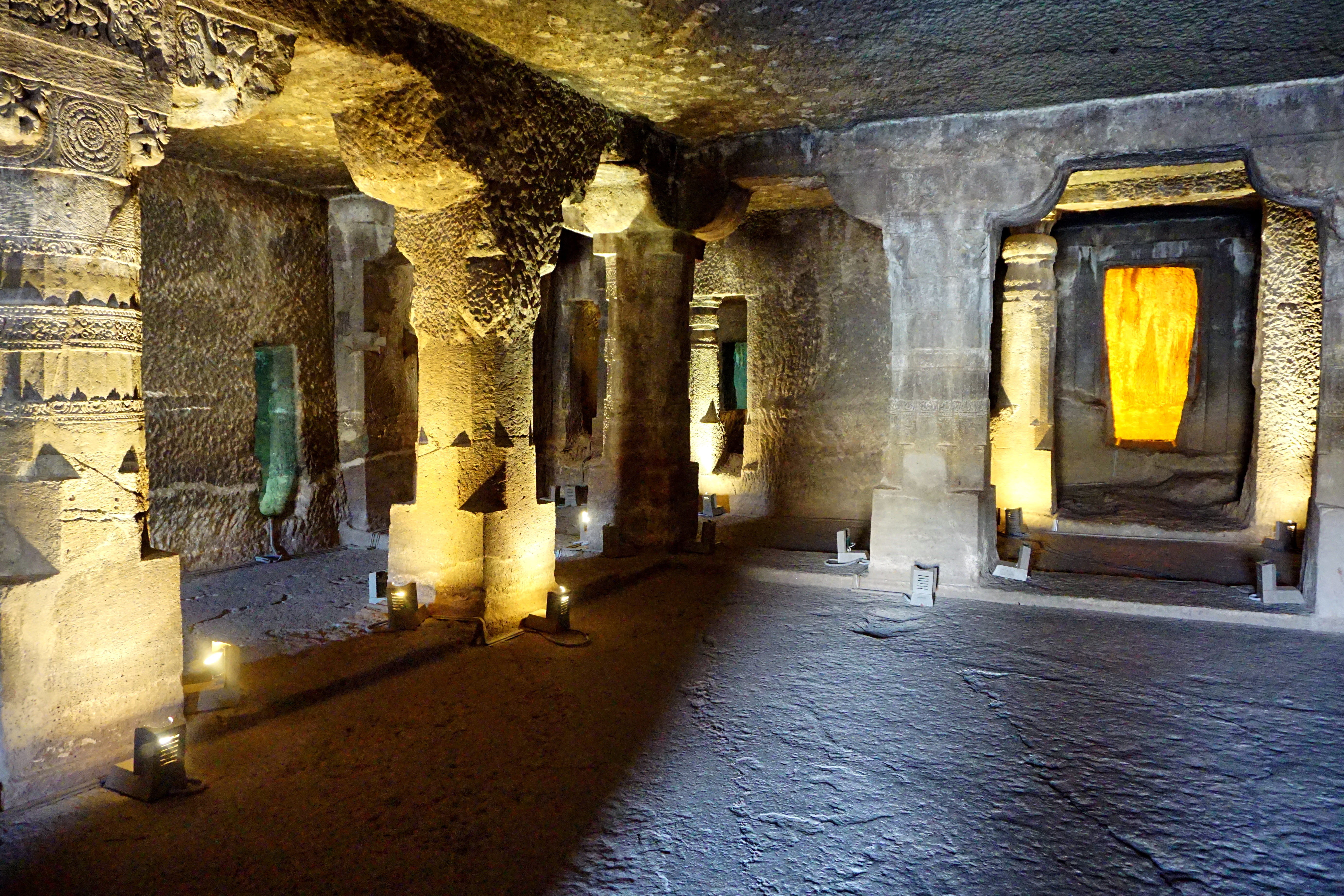
Sala interior de la cova 23.
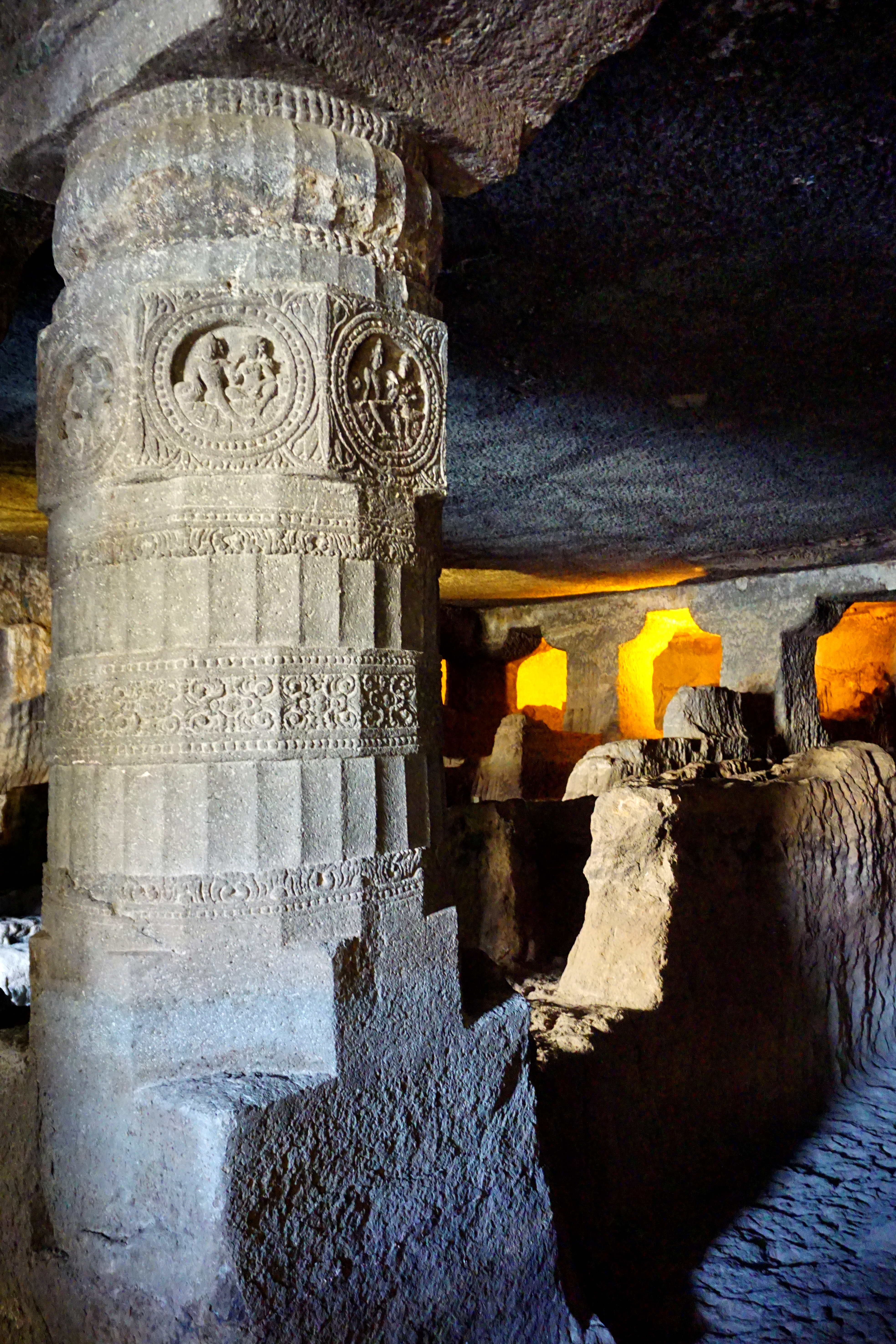
Pilars sofisticats de la cova 24 amb baixos relleus de parelles; evidències de treball paral·lel.

### Cova 26
La cova 26 és una sala de culte (chaitya-griha, 25,34 × 11,52 m) similar en pla a la 19, però molt més gran i amb elements d'un disseny de vihara. Una inscripció afirma que el monjo Buddhabhadra i el seu amic ministre servint al rei d'Asmaka van regalar aquesta cova.Una inscripció commemora la seva visió amb l'objectiu de fer "un memorial a la muntanya que perdurarà mentre la lluna i el sol continuïn", tradueix Walter Spink. Sembla que en aquest cas els constructors es van centrar més en l'escultura que en les pintures, segurament per la perdurabilitat d'una tècnica front l'altra.
La cova es va basar en les experiències constructives de la cova 10, amb ales adjuntes similars a l'antiga cova 12 amb una vihara d'estil hinayana. El complex té dos nivells superiors, i mostra evidències de què es van planejar quatre ales que van ser abandonades. Només es van completar els budes tallats a la paret dreta i esquerra.
Les escultures més són elaborades i més complexes. Es troba entre les últimes coves excavades, i una inscripció suggereix que data de finals del segle V o principis del VI segons l'ASI. La cova consisteix en una sala apsidal amb passadissos laterals per a la circumambulació (pradikshana). Aquest camí està ple de llegendes budistes tallades, tres representacions del Miracle de Sravasti al costat ambulatori dret del passadís, i budes asseguts en diversos mudra. Molts d'aquests van ser afegits més tard pels devots i, per tant, són intrusius als objectius dels planificadors originals.
L'obra comença a la paret del passadís, immediatament al costat esquerre de l'entrada. Les principals obres d'art inclouen el Mahaparinirvana de Buda (Buda reclinat) a la paret, seguit de la llegenda anomenada les "Temptacions de Mara". La darrera mostra la seducció de les filles de Mara que es representen sota el Buda meditant. Les figures apareixen escassament vestides i amb postures seductores, mentre que tant a l'esquerra com a la dreta del Buda hi han els exèrcits de Mara que intenten distreure'l amb soroll i amenaçant-lo amb la violència. A la cantonada superior dreta hi ha la imatge de Mara expulsada i frustrada pel seu fracassat intent de pertorbar la resolució o l'enfocament del Buda ascètic.
Al centre de l'absis hi ha una stupa tallada en roca. Aquesta té una imatge del Buda a la part davantera, 18 panells a la seva base, 18 panells per sobre d'aquests, una torana de tres nivells per sobre d'ell, i apsaras tallades a la stupa anda (ou hemisfèric). A la part superior del dàgoba hi ha una harmika de nou nivells, una representació simbòlica dels nou cels del budisme en la cosmologia mahayana. Les parets, els pilars, els suports i el trifori estan àmpliament tallats amb temes budistes. Per desgràcia, moltes i imatges i relleus han estat força danyats i han hagut de ser restaurats.

Entre la cova 26 i la seva ala esquerra, hi ha la inscripció d'un cortesà de Rashtrakuta Nanaraj (que s'esmenta en les plaques de Multai i Sangaloda), de finals del segle VII o principis del VIII. Aquesta és l'última inscripció a Ajanta.

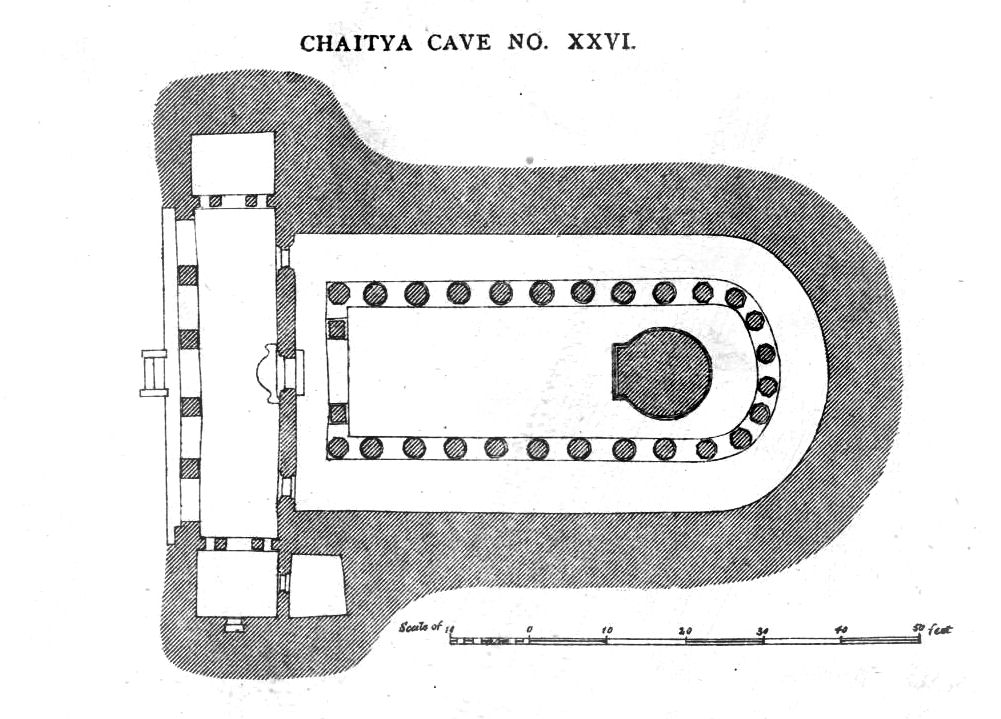
Plànol ideal complet de la cova 26. El projecte inicial segurament era més ambiciós.
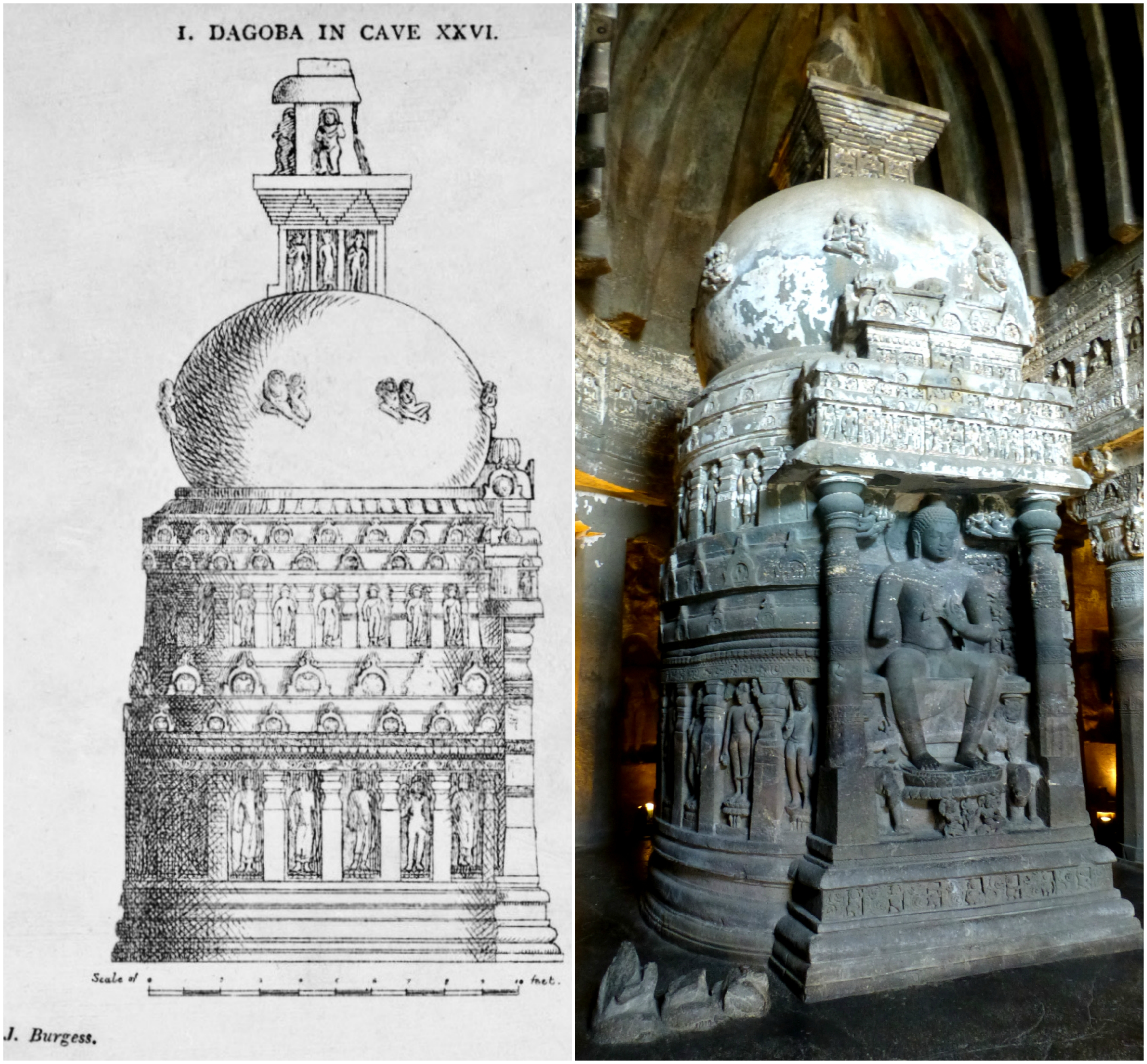
Dagoba (stupa) esculpida. Té 36 relleus treballats.
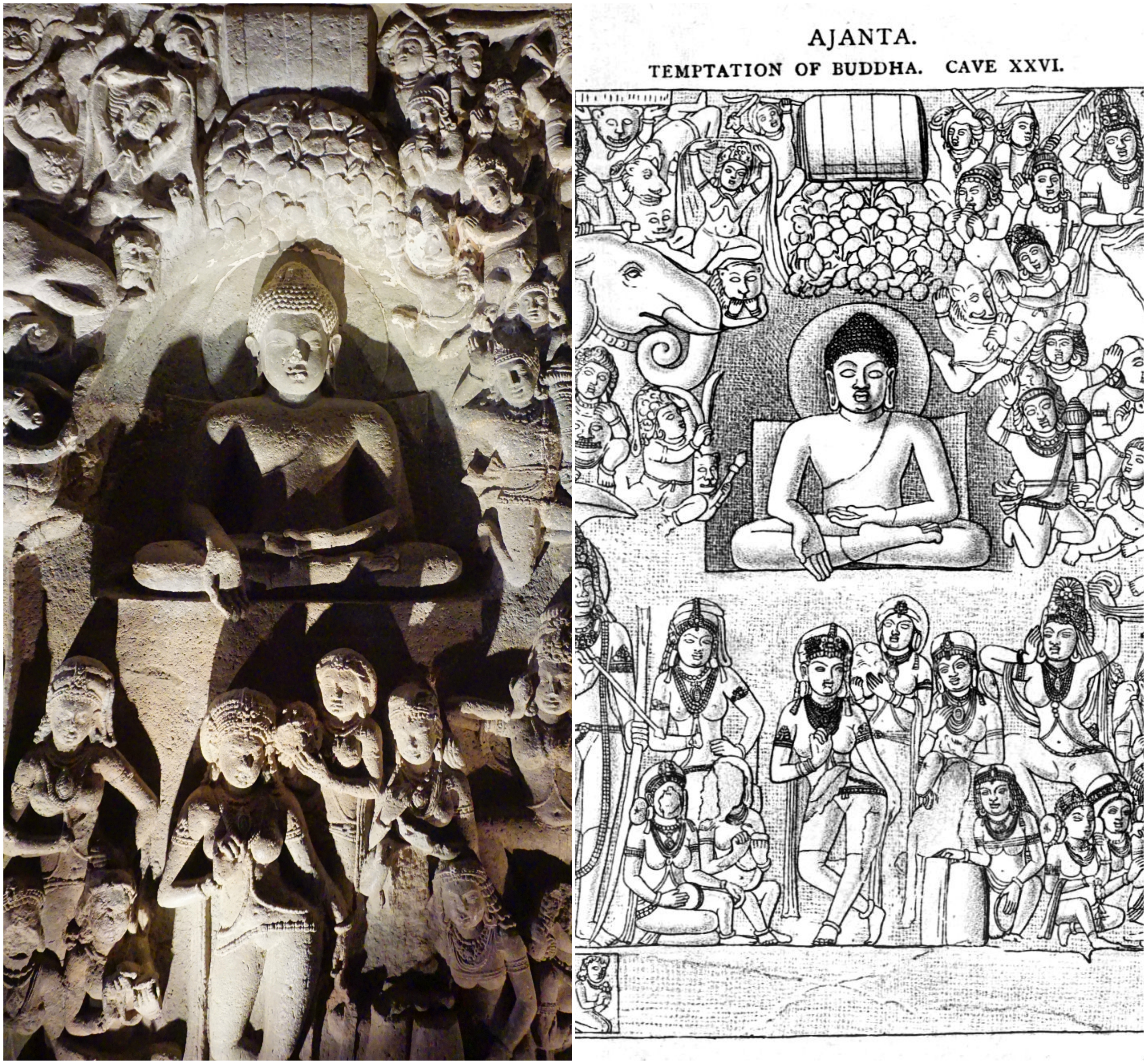
La temptació de Buda: les filles de Mara surten a sota intentant seduir-lo, i Mara a la part superior dreta.
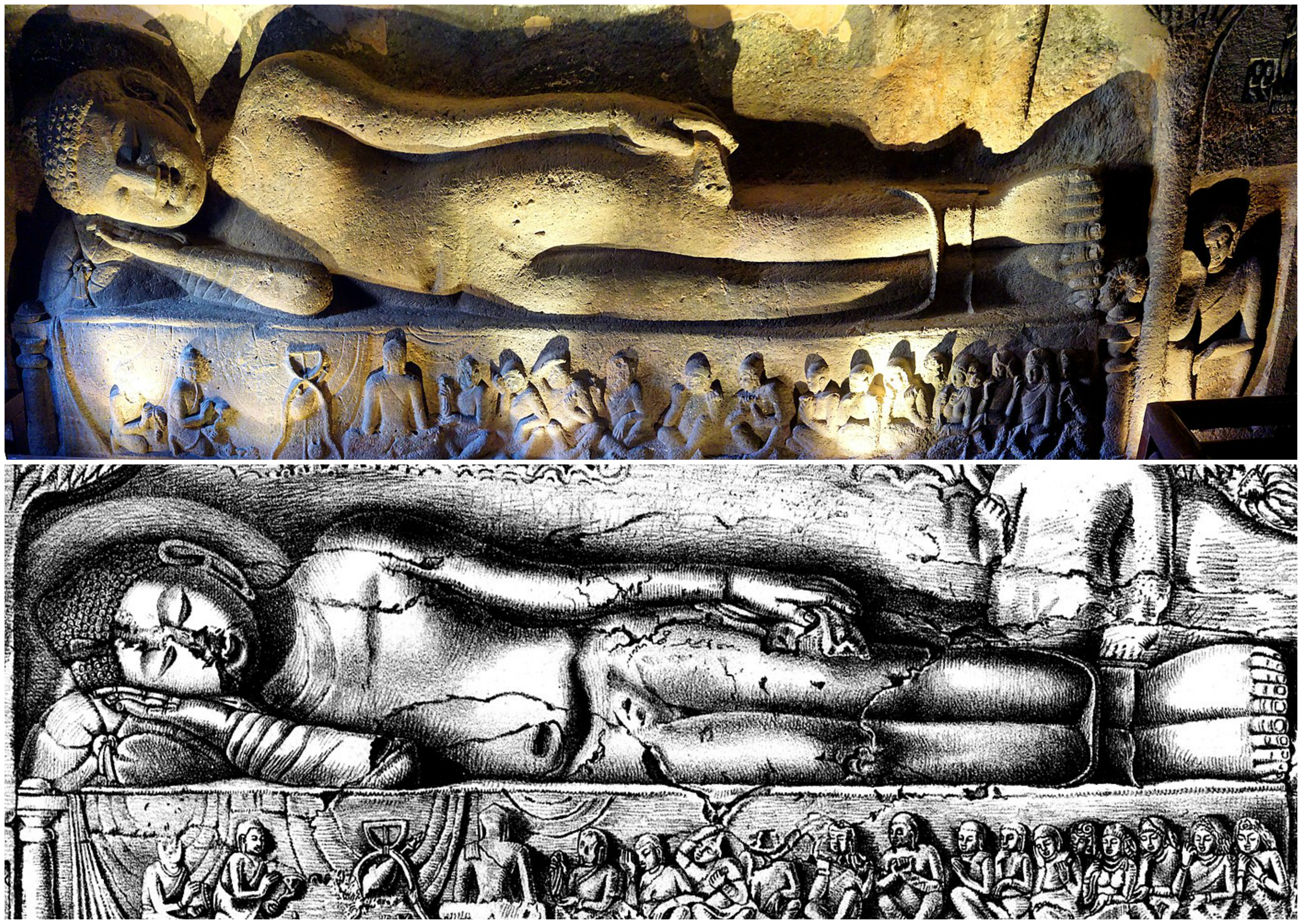
Buda Mahaparinirvana, o Buda morint, mur del passadís esquerre.

### Coves 27, 28 i 29
La cova 27 és un monestir i podria haver estat planejada com una afecció de la cova 26. Les seves dues plantes estan danyades, amb el nivell superior parcialment col·la
psat. El seu plànol és similar al dels altres monestirs. La cova 28 és un monestir inacabat, parcialment excavat, a l'extrem més occidental del complex i amb prou feines accessible.
La cova 29 és un monestir inacabat al nivell més alt d'Ajanta, aparentment desapercebut quan es va establir el sistema de numeració inicial, i situat físicament entre les coves 20 i 21.

### Cova 30
L'any 1956, una esllavissada va cobrir el sender que conduïa a la cova 16. En els intents d'aclarir i restaurar la passarel·la, els treballadors van trobar una petita obertura i una stupa entre les runes, en un lloc proper al llit del rierol. Es van reiniciar llavors les excavacions que acabaren trobant un monestir hinayana prèviament desconegut datat dels segles II i I aC. Aquesta cova és possiblement la més antiga del conjunt d'Ajanta. Té unes mesures de 3,66 m × de 3,66 m amb tres cèl·lules, cadascuna amb dos llits i coixins de pedra. Les llindes de la porta cel·lular mostren talles de lotus i garlandes. La cova té dues inscripcions en una escriptura desconeguda. També disposa d'una plataforma al seu porxo amb vistes sobre el barranc del riu i la coberta forestal. Segons Gupte i Mahajan, aquesta cova podria haver estat tancada en algun moment amb grans peces curosament tallades, ja que distreia la vista de l'entrada de la cova 16.

### Altres infraestructures

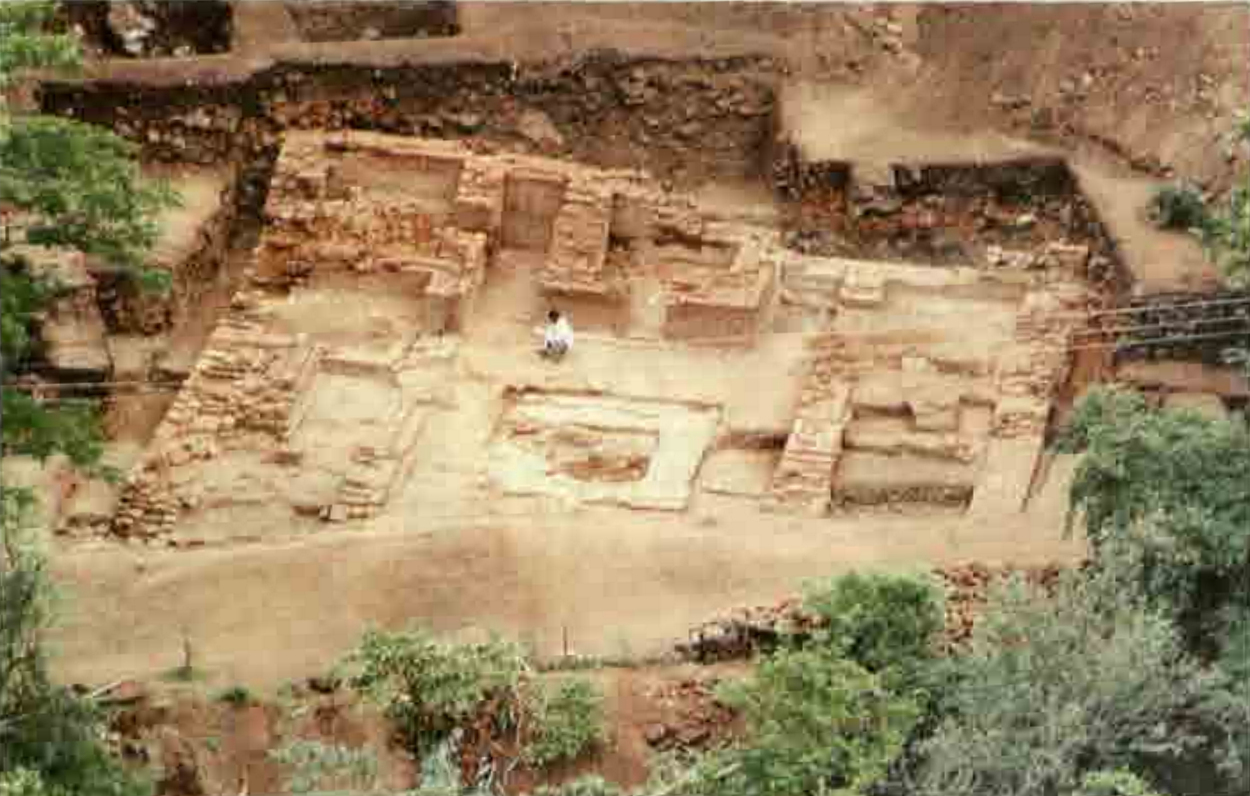
Vihara que dona a les coves d'Ajanta. Les cel·les es van construir al voltant d'una stupa situada en una plataforma central.

Més del 80% de les coves d'Ajanta eren vihara (residències temporals de viatgers, monestirs). Els dissenyadors i artesans que van construir aquestes coves van incloure instal·lacions per recollir donacions i emmagatzemar grans i aliments per als visitants i monjos. Per aquesta raó, moltes de les coves inclouen grans dipòsits tallats a terra. Els espais d'emmagatzematge més grans es troben, segons Spink, en els "encastaments dels santuaris de la cova 6 (baixa) i 11". Aquestes coves probablement van ser escollides a causa de la seva relativa comoditat i la seguretat que oferien al situar-se en un nivell superior. L'elecció d'integrar voltes cobertes tallades a terra pot haver estat impulsada per la necessitat de proporcionar un espai per dormir i per facilitat logística.

### Excavacions recents
Recentment s'ha excavat un vihara de maó cuit davant de les coves de la riba dreta del riu Waghora. S'han trobat una sèrie de cèl·lules que s'enfronten a un pati central, en el qual es va establir una stupa. Una moneda del governant dels sàtrapes occidentals Visvasena (293 - 304), així com monedes d'or de l'emperador romà d'Orient Teodosi II (402-450) van ser trobades en les excavacions, donant més confirmació numismàtica per a la datació de les coves. També es va descobrir una placa de terracota de Mahishasuramardini, que possiblement va ser adorada pels artesans.

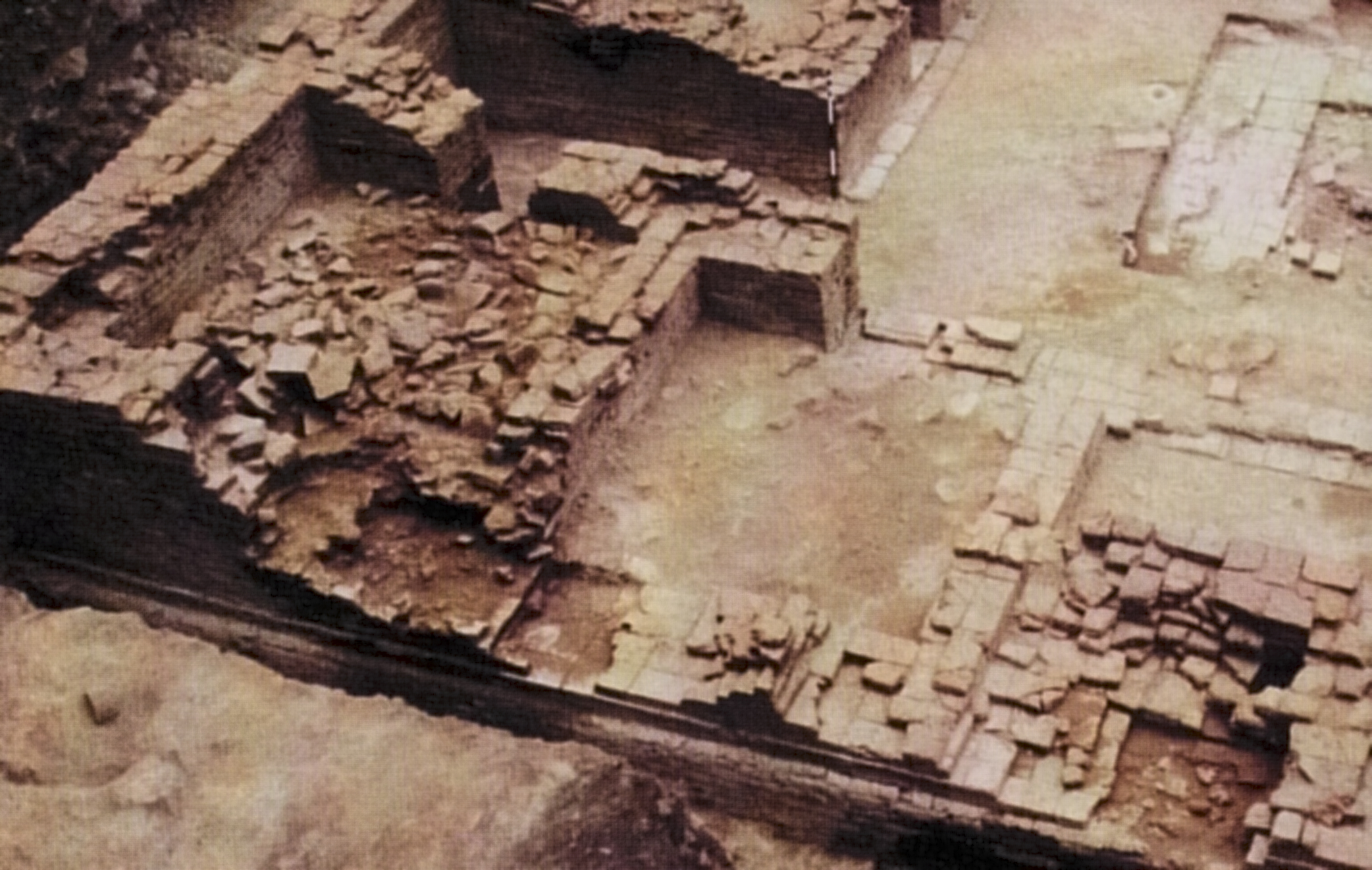
Estructura cel·lular del vihara al monestir de maó d'Ajanta recentment excavat.
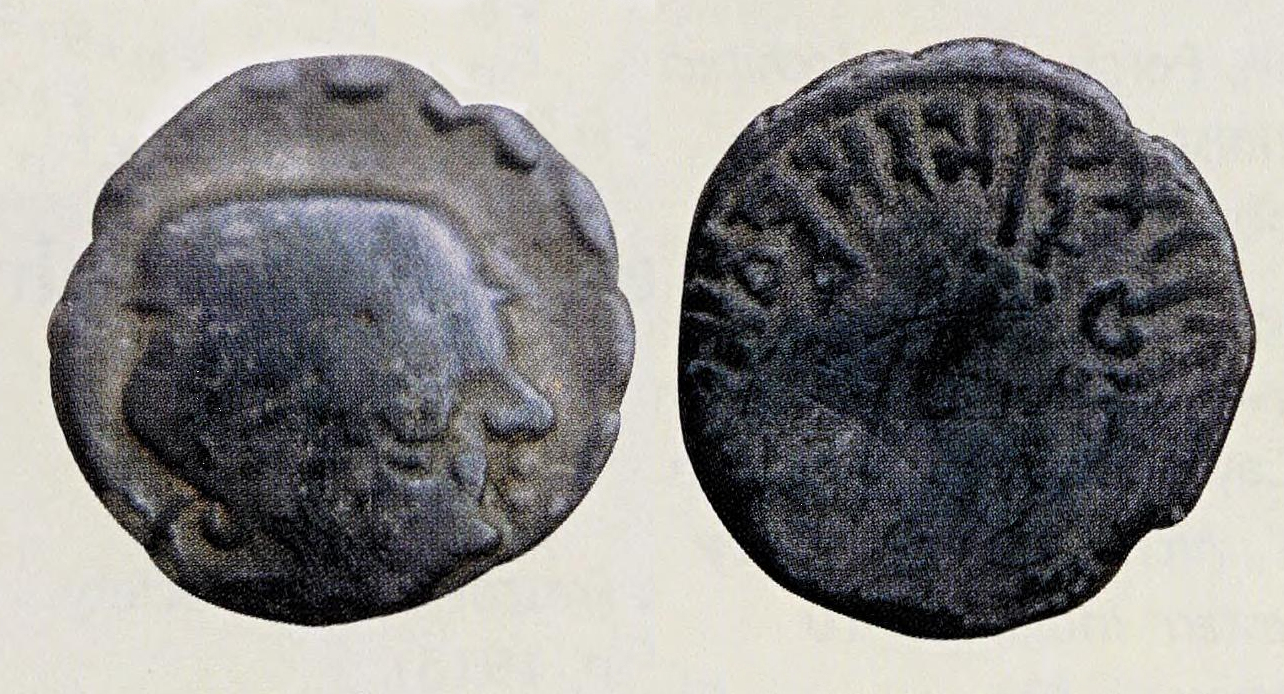
Moneda de Visvasena (293-304), trobada a les excavacions del monestir.
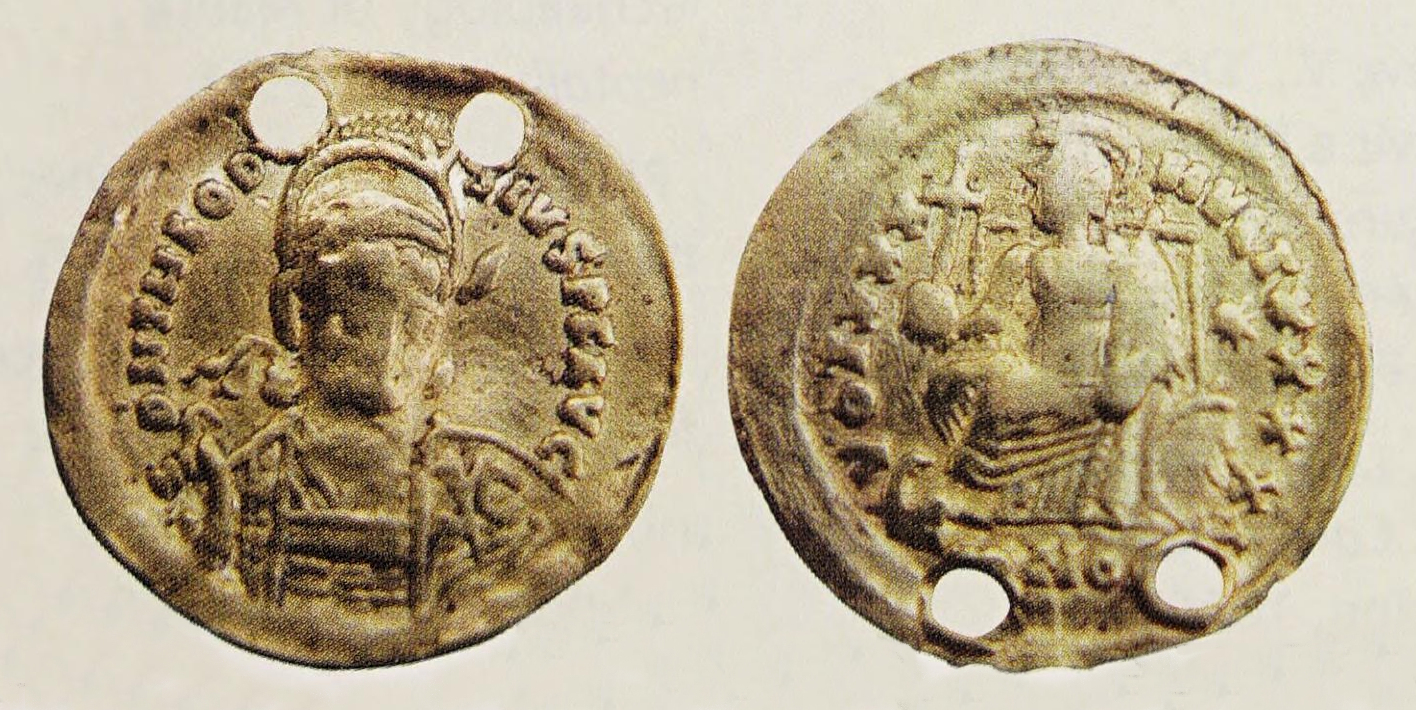
Moneda de l'emperador romà d'Orient Teodosi II (402-450), trobada a les excavacions del monestir.
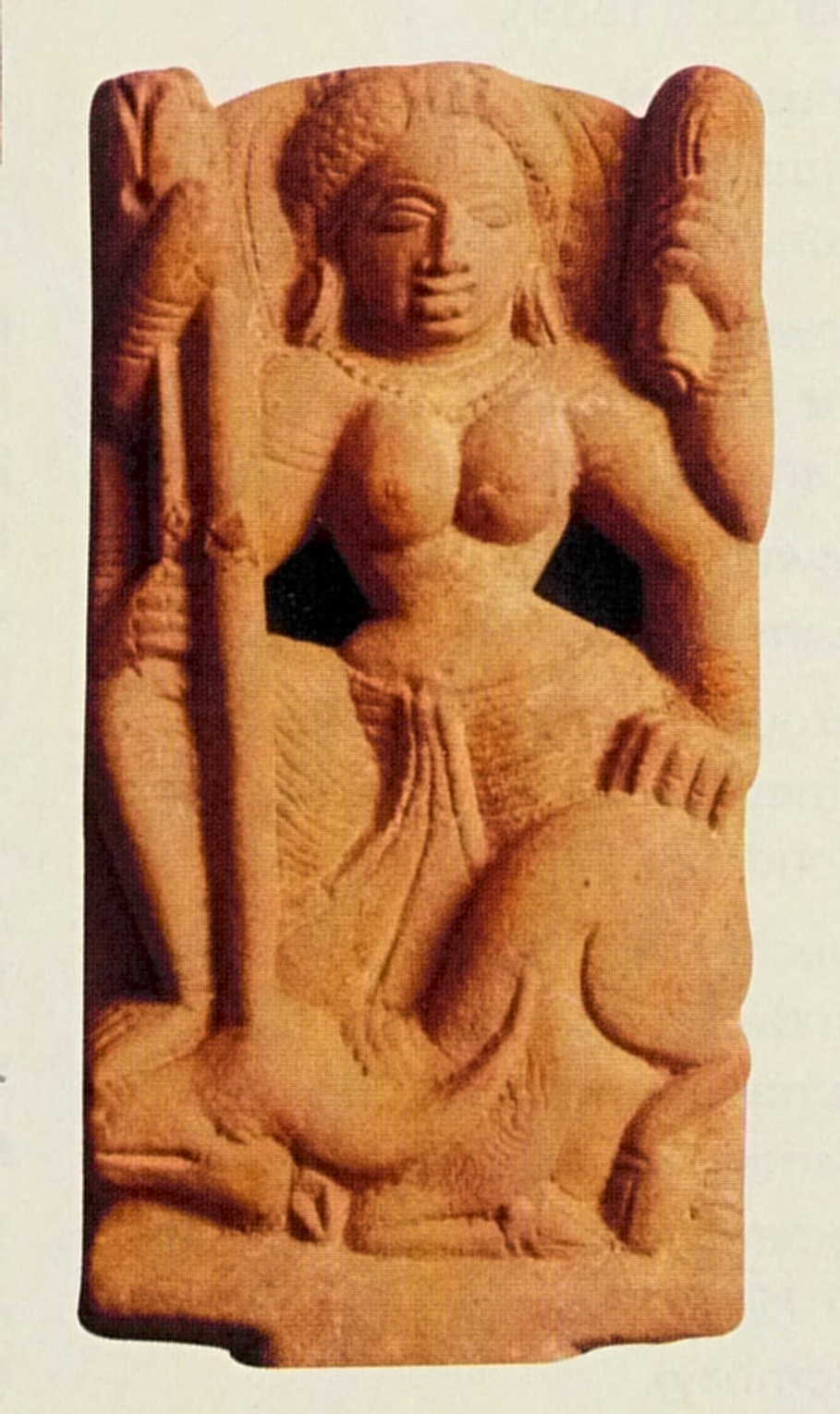
Placa de terracota de la deessa hindú Mahishasuramardini trobada al lloc.